# Moskau
Moskau (russisch Москва́ⓘ [mɐskˈva]) ist die Hauptstadt der Russischen Föderation. Mit rund 13 Millionen Einwohnern (Stand 2022) ist sie die größte Stadt sowie mit 19,1 Millionen Einwohnern (2023) die größte Agglomeration Europas.
Die Stadt liegt an der Moskwa im Westen des Landes und im Zentrum des historischen russischen Kernlandes. Erstmals 1147 urkundlich erwähnt, entwickelte sich Moskau zur Hauptstadt des Großfürstentums Moskau und löste bald die älteren bedeutsamen Machtzentren der Rus ab. Nachdem das Russische Zarenreich ausgerufen wurde, blieb Moskau für den größten Teil seiner Geschichte das politische und wirtschaftliche Zentrum. Unter der Herrschaft von Peter dem Großen wurde die russische Hauptstadt 1712 in die neu gegründete Stadt Sankt Petersburg verlegt, wodurch der Einfluss Moskaus zeitweise zurückging. Nach der Russischen Revolution und der Gründung der RSFSR wurde die Hauptstadt 1918 wieder nach Moskau verlegt, wo sie später zum politischen Zentrum der Sowjetunion wurde. Auch nach der Auflösung der Sowjetunion blieb Moskau die Hauptstadt der neu gegründeten Russischen Föderation.
Moskau ist die nördlichste und kälteste Megastadt der Welt und wird als eigenständiges föderales Subjekt verwaltet. Als politisches, wirtschaftliches, kulturelles und wissenschaftliches Zentrum Russlands und Osteuropas gilt Moskau als Weltstadt und hat eine der größten städtischen Volkswirtschaften der Welt. Die Stadt ist außerdem eines der am schnellsten wachsenden Reiseziele und eine der meistbesuchten Städte Europas. Moskau hat die zweithöchste Zahl an Milliardären unter allen Städten (gleichauf mit Hongkong) und gilt als die russische Stadt mit dem höchsten Lebensstandard. Das Moscow International Business Center ist eines der größten Finanzzentren der Welt und weist die meisten der höchsten Wolkenkratzer Europas auf. Moskau war Austragungsort der Olympischen Sommerspiele 1980 und einer der Austragungsorte der FIFA Fußball-Weltmeisterschaft 2018. Auch die meisten bekannten Sportvereine Russlands sind in Moskau beheimatet.
Moskau beherbergt zahlreiche Universitäten und Institute sowie Kirchen, Theater, Museen und Galerien. Des Weiteren befinden sich im Stadtgebiet, neben den Wolkenkratzern des Finanzviertels, auch die markanten Sieben Schwestern aus der Stalinzeit sowie der 540 Meter hohe Ostankino-Turm, das höchste Bauwerk Europas. Moskau ist Sitz der Russisch-Orthodoxen Kirche, dessen Patriarch im Danilow-Kloster residiert. Das größte russisch-orthodoxe Kirchengebäude ist die Moskauer Christ-Erlöser-Kathedrale. Insgesamt gibt es im Stadtgebiet von Moskau über 300 Kirchen. Der Kreml und der Rote Platz im Zentrum Moskaus stehen seit 1990 auf der UNESCO-Liste des Weltkulturerbes und gelten als bekannteste Sehenswürdigkeiten Russlands. 
Mit zehn Fernbahnhöfen, vier internationalen Flughäfen, drei Binnenhäfen, dem größten Metro-Netz außerhalb Chinas, und als Zentrum des russischen Autobahnnetzes ist die Stadt der wichtigste Verkehrsknoten des Landes.

## Geographie

### Geographische Lage

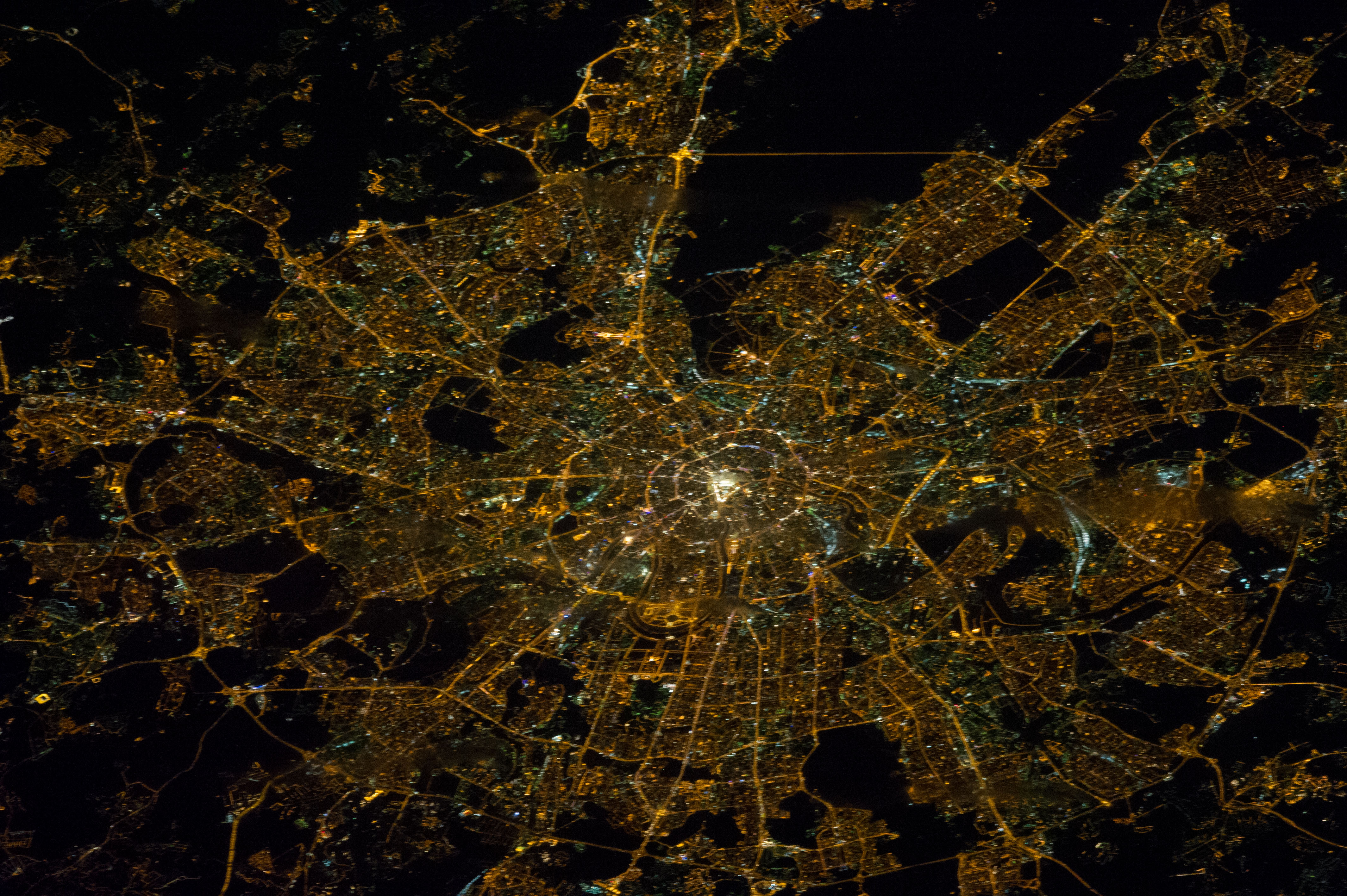
Moskau bei Nacht von der ISS aus (2014)

Moskau befindet sich im europäischen Teil Russlands, im Durchschnitt 156 Meter über dem Meeresspiegel im Hügelland zwischen Oka und Wolga und an den zum Teil steilen Ufern der namensgebenden Moskwa, einem Nebenfluss der Oka, die in Nischni Nowgorod wiederum in die Wolga mündet.
Die Moskwa durchquert das Stadtgebiet in Mäandern von Nordwest nach Südost auf einer Länge von circa 80 Kilometern. Innerhalb Moskaus beträgt die Breite des Flusses 120 bis 200 Meter. Ungefähr 120 kleine Flüsse strömen der Moskwa zu. Mit Ausnahme von 14 wurden sie alle in unterirdische Rohrsysteme verlegt. Der 1937 fertiggestellte, 128 Kilometer lange Moskau-Wolga-Kanal, der im Westen der Stadt in Richtung Norden abzweigt, sorgt für die schiffbare Verbindung des Flusses zum Iwankowoer Stausee beziehungsweise zur Wolga.
Die Stadtgrenze bildet, mit wenigen Ausnahmen, der 1962 angelegte, 109 Kilometer lange äußere Autobahnring (MKAD). Das Stadtgebiet hat eine Fläche von 2511 Quadratkilometern. Die Grünflächen machen etwa ein Drittel des Stadtgebietes aus. Dazu gehören circa 100 Parks und über 800 gepflegte Anlagen, bereichert durch ungefähr 500 Teiche.
Um die Stadt zieht sich ein 30 bis 40 Kilometer langer Stadtwaldgürtel mit zahlreichen Erholungs- und Vergnügungseinrichtungen. Die Fläche des Stadtwaldgürtels beträgt 1725 Quadratkilometer. Das größte Waldgebiet stellt mit über 120 Quadratkilometern der Nationalpark Lossiny Ostrow (zu deutsch: „Elchinsel“) im Nordosten der Stadt dar, das zweitgrößte ist der Bitza-Park am südwestlichen Stadtrand.

### Verwaltungsgliederung

Verwaltungsbezirke Moskaus

Moskau ist Verwaltungssitz der Oblast Moskau, welche den Großraum Moskau ohne die Stadt selbst umfasst. Innerhalb des Föderationskreises Zentralrussland ist Moskau ein eigenständiges Föderationssubjekt.
Während die Oblast Moskau in 36 Rajons und 36 Stadtkreise unterteilt ist, gliedert sich die Stadt selbst in 12 Verwaltungsbezirke (russisch administratiwny okrug). Diese bestehen wiederum aus insgesamt 146 Stadtteilen (bei den vor 2012 bestehenden Verwaltungsbezirken ebenfalls Rajon genannt, bei den zwei 2012 hinzugekommenen Verwaltungsbezirken Posselenije, wörtlich „Siedlung“, im Sinne einer „Gemeinde“). Die meisten Stadtteile (Rajons) bestehen inoffiziell aus zwei oder mehreren kleineren Ortsteilen, was meist historisch bedingt ist.
2011 wurde eine Änderung der Struktur von Stadt und Oblast beschlossen; die russische Regierung gab Pläne bekannt, die Fläche der Stadt um das Anderthalbfache zu vergrößern. Die Eingemeindung eines großen Gebietes südwestlich der Metropole, bis zur Grenze mit der Oblast Kaluga, wurde zum 1. Juli 2012 vollzogen. Neben den Stadtkreisen um die gleichnamigen Städte Troizk und Schtscherbinka wurden der Stadt Moskau Teile der Rajons Leninski (mit der Stadt Moskowski), Naro-Fominsk und Podolsk unterstellt. Hierfür wurden die zwei neuen Verwaltungsbezirke Nowomoskowski und Troizk geschaffen. Für die beiden Bezirke wurde ein (vorläufig) gemeinsamer Präfekt ernannt. In dem Gebiet sollen neue Regierungsgebäude, ein modernes Finanzzentrum und Wohnungen für Millionen Menschen entstehen. Moskaus Bürgermeister Sergei Sobjanin kündigte auf einer Pressekonferenz am 1. Juli 2012 an, die Erweiterung werde der „Mega-City“ von 20 Millionen Menschen helfen, sich „harmonisch“ zu entwickeln.
Jeder der Verwaltungsbezirke hat einen Präfekten (die zwei neuen Bezirke einen gemeinsamen), der dem Moskauer Bürgermeister direkt unterstellt ist. Die Präfekten werden vom Bürgermeister ernannt. Jeder der Verwaltungsbezirke hat ein eigenes Parlament, das aus elf gewählten Abgeordneten besteht. Die Verwaltungsbezirke von Moskau sind:
| Verwaltungsbezirk  | Russischer Name  | Anzahl Rajons | Einwohner (Volkszählung 2002) | Einwohner (Volkszählung 2010) | Veränderung 2010 zu 2002 (%) |
| ------------------ | ---------------- | ------------- | ----------------------------- | ----------------------------- | ---------------------------- |
| Zentrum (1)        | Центральный      | 10            | 701.353                       | 741.967                       | +5,8                         |
| Norden (2)         | Северный         | 16            | 1.112.846                     | 1.100.974                     | −1,1                         |
| Nordosten (3)      | Северо-Восточный | 17            | 1.240.062                     | 1.359.508                     | +9,6                         |
| Osten (4)          | Восточный        | 16            | 1.381.797                     | 1.452.759                     | +5,1                         |
| Südosten (5)       | Юго-Восточный    | 12            | 1.109.121                     | 1.318.885                     | +18,9                        |
| Süden (6)          | Южный            | 16            | 1.593.065                     | 1.716.808                     | +7,8                         |
| Südwesten (7)      | Юго-Западный     | 12            | 1.179.211                     | 1.362.751                     | +15,6                        |
| Westen (8)         | Западный         | 13            | 1.029.004                     | 1.285.914                     | +25,0                        |
| Nordwesten (9)     | Северо-Западный  | 8             | 779.965                       | 942.223                       | +20,8                        |
| Selenograd (10)    | Зеленоградский   | 5             | 215.727                       | 221.712                       | +2,8                         |
| Nowomoskowski (11) | Новомосковский   | 11            | –                             | 144.231                       | –                            |
| Troizki (12)       | Троицкий         | 10            | –                             | 90.815                        | –                            |

Anmerkungen:
- 2002 gehörten zum Föderationskreis Moskau noch die keinem Verwaltungsbezirk der Stadt Moskau unterstellten Siedlungen städtischen Typs Nekrassowka (7.803 Einwohner), Wnukowo (20.100) und Wostotschny (12.700). Mittlerweile wurden die drei Siedlungen entsprechend dem Südöstlichen, Westlichen und Östlichen Verwaltungsbezirk unterstellt. Bei der Berechnung des Zuwachses wurden die Einwohnerzahlen der Siedlungen berücksichtigt.
- Für die zum 1. Juli 2012 geschaffenen Verwaltungsbezirke Nowomoskowski und Troizki ist für die Volkszählung 2010 aus den Einwohnerzahlen der jeweiligen – zu dem Zeitpunkt noch zur Oblast Moskau gehörenden Stadtkreise und Landgemeinden – berechnete Summe angegeben. 2002 existierten die Stadtkreise und Landgemeinden in der Form noch nicht.

### Klima
Moskau befindet sich mit seinem vollhumiden Klima in der kühlgemäßigten Klimazone mit Kontinentalklima. Die durchschnittliche Jahrestemperatur beträgt 5,4 Grad Celsius, der Jahresniederschlag liegt bei etwa 700 Millimetern. Der meiste Niederschlag fällt im Juli (90 Millimeter), der wenigste im März (33 Millimeter).
Im Winter beträgt die Temperatur in Moskau meist −4 bis −10 Grad Celsius, manchmal werden aber auch Temperaturen unter −20 Grad Celsius gemessen. Recht oft herrscht aber auch Tauwetter. Die Winde sind mäßig, die Luft ist trocken. Der Windchill-Faktor ist deshalb relativ niedrig. Stärkere Fröste sind also verhältnismäßig leicht zu ertragen. Im Sommer beträgt die durchschnittliche Temperatur zwischen 17 und 19 Grad.
Das Moskauer Temperaturmittel beträgt im Dezember −5,4, im Januar −7,5 und im Februar −6,7 Grad Celsius. Der Sommer in der Hauptstadt ist in der Regel warm und sonnig, mitunter aber auch sehr heiß – Temperaturen von über 35 Grad Celsius sind keine Seltenheit. Die langjährige Durchschnittstemperatur beträgt im Juni 17,1, im Juli 18,4 und im August 16,4 Grad Celsius.
Im Frühling beträgt die Durchschnittstemperatur im März −1,4, im April 6,3 und im Mai 12,8 Grad Celsius. Im Herbst liegt die Durchschnittstemperatur im September bei 10,8, im Oktober bei 5,0 und im November bei −1,6 Grad Celsius.
Die Schneeschmelze in der Stadt beginnt nach Berechnungen Moskauer Phänologen um den 16. März, der Eisbruch auf der Moskwa um den 12. April. Mit den ersten Gewittern ist um den 2. Mai zu rechnen, mit den ersten Nachtfrösten um den 14. September und dem ersten Schneefall um den 28. Oktober. Die Moskwa friert um den 18. November wieder zu. Eine feste Schneedecke bildet sich um den 23. November.
In Moskau sind die Klimaverhältnisse in der Innenstadt, den Vororten und erst recht in der Umgebung unterschiedlich. In der Innenstadt ist es trockener und wärmer. In den Vororten ist die durchschnittliche Temperatur um 2–3 Grad Celsius niedriger als im Stadtzentrum. Die höchste Temperatur wurde offiziell am 29. Juli 2010 mit 39,0 Grad Celsius in der Moskauer Innenstadt gemessen, die niedrigste am 17. Januar 1940 mit −42,2 Grad Celsius.
Modellrechnungen zu den Folgen des Klimawandels aus dem Jahr 2019 ergeben, dass Moskau bereits bei Eintritt des als optimistisch eingeschätzten RCP4.5-Szenarios in eine andere Klimazone verlagert werden würde. Demnach wäre das Klima in Moskau bereits im Jahr 2050 dem bisherigen Klima im deutlich südlicher gelegenen bulgarischen Sofia ähnlicher als dem derzeitigen in Moskau.
Moskaus Durchschnittstemperatur im Januar lag 2020 bei 0 Grad und 2025 erstmals knapp über 0 Grad.
|                       | Jan   | Feb   | Mär  | Apr  | Mai  | Jun  | Jul  | Aug  | Sep  | Okt | Nov  | Dez  |   |      |
| Mittl. Tagesmax. (°C) | −6,2  | −3,9  | 2,4  | 10,6 | 18,6 | 22,4 | 23,8 | 22,0 | 15,8 | 8,4 | 1,3  | −3,4 | ⌀ | 9,4  |
| Mittl. Tagesmin. (°C) | −12,7 | −11,6 | −5,9 | 1,8  | 7,6  | 11,4 | 13,1 | 11,7 | 7,0  | 2,1 | −3,4 | −8,9 | ⌀ | 1,1  |
|                       |       |       |      |      |      |      |      |      |      |     |      |      |   |      |
| Niederschlag (mm)     | 42    | 36    | 34   | 44   | 51   | 75   | 94   | 77   | 65   | 59  | 58   | 56   | Σ | 691  |
|                       |       |       |      |      |      |      |      |      |      |     |      |      |   |      |
| Sonnenstunden (h/d)   | 1,0   | 2,5   | 4,1  | 5,7  | 8,5  | 9,2  | 8,8  | 7,6  | 4,8  | 2,5 | 1,1  | 0,6  | ⌀ | 4,7  |
|                       |       |       |      |      |      |      |      |      |      |     |      |      |   |      |
| Regentage (d)         | 11    | 8     | 8    | 9    | 8    | 11   | 12   | 10   | 11   | 10  | 12   | 12   | Σ | 122  |
|                       |       |       |      |      |      |      |      |      |      |     |      |      |   |      |
| Luftfeuchtigkeit (%)  | 85    | 83    | 78   | 71   | 64   | 67   | 72   | 77   | 81   | 83  | 86   | 87   | ⌀ | 77,8 |

| −12,7 |

| −11,6 |

| −5,9 |

| 1,8 |

| 7,6 |

| 11,4 |

| 13,1 |

| 11,7 |

| 7,0 |

| 2,1 |

| −3,4 |

| −8,9 |

| −12,7 |

| −11,6 |

| −5,9 |

| 1,8 |

| 7,6 |

| 11,4 |

| 13,1 |

| 11,7 |

| 7,0 |

| 2,1 |

| −3,4 |

| −8,9 |

## Demographie

### Ethnische Gruppen
Insgesamt leben heute in Moskau Angehörige von mehr als 100 Nationalitäten und Ethnien. 84,83 % der Einwohner waren bei der Volkszählung 2002 ethnische Russen. Größte ethnische Minderheiten waren: Ukrainer (2,44 %), Tataren (1,60 %), Armenier (1,20 %), Aserbaidschaner (0,92 %), Juden (0,76 %, in der Moskauer Statistik sowohl als ethnische wie auch als religiöse Gruppe kategorisiert), Belarussen (0,57 %), Georgier (0,52 %), Moldawier (0,35 %), Tadschiken (0,34 %), Usbeken (0,23 %), Mordwinen (0,22 %), Tschuwaschen (0,16 %), Vietnamesen (0,15 %), Tschetschenen (0,14 %), Chinesen (0,12 %), Osseten (0,10 %), Koreaner (Korjo-Saram) (0,08 %), Kasachen (0,08 %), Paschtunen (0,06 %), Baschkiren (0,06 %) und Deutsche (0,05 %). Allerdings ist der Zustrom illegaler Zuwanderer aus dem Gebiet der ehemaligen Sowjetunion nicht erfasst. Zudem halten sich in der Stadt regelmäßig Saisonarbeiter auf, die Moskau in der Regel nach einigen Monaten wieder verlassen.
Fremdenfeindlichkeit gibt es begrenzt gegen „Schwarze“, nach russischem Duktus Menschen mit dunkler Haarfarbe, worunter vor allem Immigranten sowohl aus dem Kaukasus als auch aus den ehemaligen Sowjetrepubliken Zentralasiens subsumiert werden. Der Terror einzelner Tschetschenen in Moskau gilt als Ursache für stärkere Feindlichkeit den Einwanderern gegenüber.

### Religionen
Das Christentum ist die dominierende Religion in Moskau, wobei die Mehrheit der Christen der Russisch-orthodoxen Kirche angehört. Andere in Moskau verbreitete Religionen sind Islam, Buddhismus und Judentum.
Um das Jahr 2008 lebten in Moskau 410.000 Muslime. Die älteste Moschee ist die Moskauer Historische Moschee. Sie wurde 1823 zum Dank für den Heldenmut, den die tatarischen und baschkirischen Regimenter während des Vaterländischen Krieges von 1812 gezeigt hatten, in der tatarischen Vorstadt errichtet und 1993 wiedereröffnet. Die zweite Moschee Moskaus war die Dschuma-Moschee bzw. Freitagsmoschee, die 1904 mit den Mitteln des reichen tatarischen Kaufmanns Salih Ersin erbaut wurde. 2011 wurde sie zerstört und durch einen Neubau ersetzt, der am 23. September 2015 eröffnet wurde. Eine weitere wichtige Moschee ist die Memorial-Moschee, die zwischen 1995 und 1997 im Westlichen Verwaltungsbezirk erbaut wurde. Alle drei Moscheen gehören zum Jurisdiktionsbereich der „Geistlichen Verwaltung der Muslime des europäischen Teils von Russland“ (Duchownoje uprawlenije Musulman ewropejskoj tschasti Rossii; DUMER), die von Mufti Rawil Ismagilowitsch Gainutdin geleitet wird.
Er ist auch Vorsitzender des Russischen Muftirates, der in Moskau seinen Sitz hat.

## Geschichte

### Ursprung

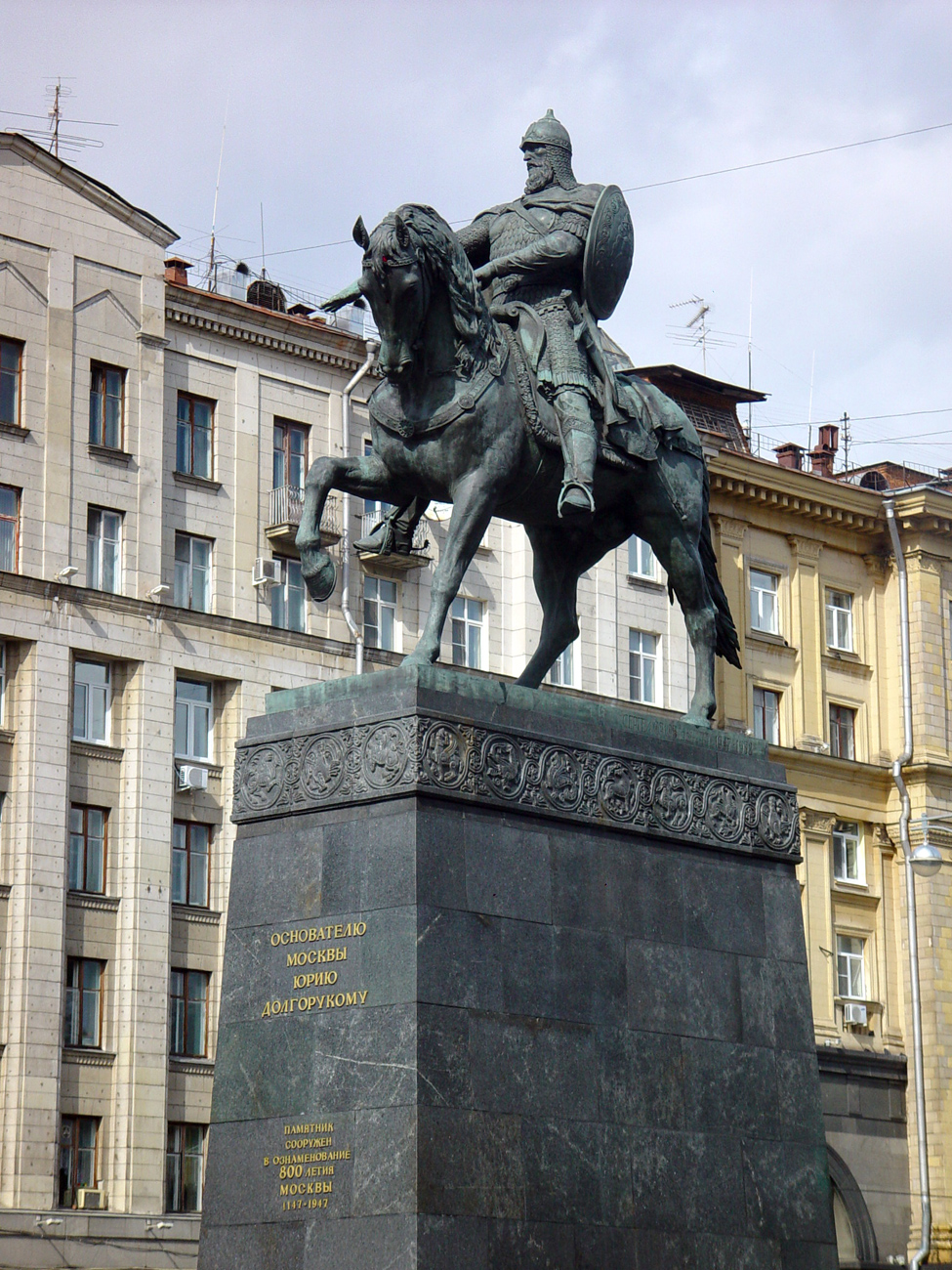
Denkmal für den Stadtgründer Juri Dolgoruki in Moskau (1947)

Altrussische Chroniken berichten, wie der Fürst Juri Dolgoruki (1090–1157), der für seine intensive Kolonisierung der damaligen Region Salessje bekannt war, einen anderen Fürsten in seine neue Siedlung namens Moskow einlud, die am namensgebenden Fluss Moskwa lag. Dieses Ereignis wird auf das Jahr 1147 datiert, das darum als das Gründungsjahr Moskaus gilt, doch die Stadt könnte einige Jahre älter sein. Generell gab es menschliche Niederlassungen im Stadtgebiet Moskaus schon lange. Archäologische Ausgrabungen bezeugen, dass die ältesten von ihnen vor etwa 5000 Jahren entstanden sind.
Um 1156 entstand eine erste, noch hölzerne Wehranlage des Kremls, in deren Schutz sich der Marktflecken allmählich zu einer beachtlichen Ansiedlung entwickelte. Am 20. Januar 1238 wurde die Stadt im Zuge der mongolischen Invasion der Rus von Truppen der Goldenen Horde unter Batu Khan erobert und niedergebrannt. 1263 wurde das Umland zu einem Teilfürstentum im Großfürstentum Wladimir-Susdal, wenig später unter Fürst Daniel Alexandrowitsch ein eigenständiges Fürstentum. In der ersten Hälfte des 14. Jahrhunderts, als die Stadt bereits 30.000 Einwohner zählte, erkannte der tatarische Großkhan Usbek Khan den Moskauer Großfürsten Iwan Kalita als – ihm allerdings tributpflichtiges – Oberhaupt von Russland an. 1321 hatte der Metropolit der Russisch-Orthodoxen Kirche seinen Sitz von Wladimir nach Moskau verlegt, was dazu führte, dass Moskau auch die geistliche Vormachtstellung in Russland übernahm.
Der Sieg über die Tataren in der Schlacht von Kulikowo am 8. September 1380, angeführt durch den Moskauer Großfürsten Dmitri Donskoi, befreite die Stadt zwar nicht von der Hegemonie der Goldenen Horde – 1382 wurde sie erneut von den mongolischen Truppen unter Toktamisch niedergebrannt und geplündert; doch die Stadt festigte dadurch ihr politisches und militärisches Ansehen erheblich und gewann beständig an wirtschaftlicher Macht. Der Moskauer Großfürst Wassili I. Dmitrijewitsch, ältester Sohn von Dmitri Donskoi, verweigerte zunächst die Anerkennung der Tatarenherrschaft. Daraufhin stand am 5. Dezember 1408 erneut eine mongolische Streitmacht unter Führung von Edigü vor den Toren Moskaus. Diesmal konnten die Mongolen die Stadt nicht einnehmen und zogen sich nach einer drei Wochen andauernden Belagerung mit 3000 Rubeln Lösegeld zurück, dennoch geriet Wassili I. Dmitrijewitsch in politische Schwierigkeiten und reiste 1412 in die Horde, um vom gerade regierenden Khan Gelal-ed-Din als russischer Großfürst bestätigt zu werden. 1480 konnte Moskau die Tatarenherrschaft endgültig abschütteln und wurde zur Hauptstadt des russischen Reiches.
Der seit 1462 regierende Großfürst von Moskau Iwan III., der Große (1440–1505), heiratete 1472 die byzantinische Prinzessin Sofia (Zoe) Palaiologos, eine Nichte des letzten oströmischen Kaisers Konstantin XI. Palaiologos; denn nach der Eroberung Konstantinopels durch die osmanischen Türken hatte das Byzantinische Reich aufgehört zu existieren und übernahm von dort die autokratische Staatsidee sowie ihre Symbole: den Doppeladler und das Hofzeremoniell. Seither gilt Moskau als „Drittes Rom“ und Hort der Orthodoxie.

### Moskau wird Großstadt

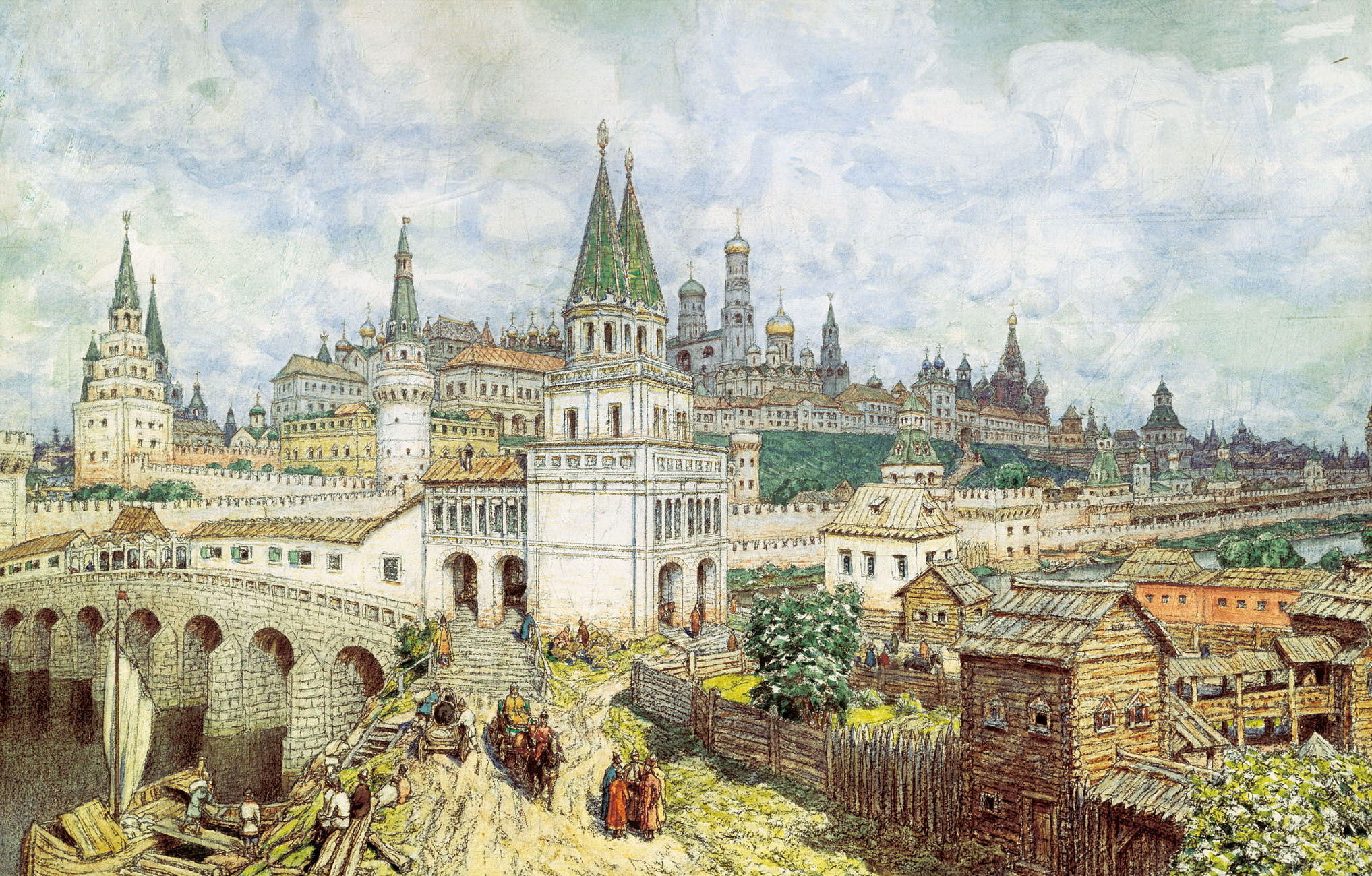
Moskau am Ende des 17. Jahrhunderts

In den beiden letzten Jahrzehnten des 15. Jahrhunderts begann der Ausbau des Kreml, in dessen Umkreis sich nun in großer Zahl Handwerker und Kaufleute niederließen. Die Einwohnerzahl stieg bald darauf auf mehr als 100.000, so dass um 1600 eine Ringmauer um Moskau und eine Erdverschanzung hinzukamen, die die blühende Stadt fortan nach außen abschirmten. 1571 war sie ein letztes Mal von den Tataren heimgesucht worden, als die überwiegend aus Holz gebaute Stadt abbrannte. Bereits ein Jahr später war die Tatarengefahr in der Schlacht von Molodi südlich von Moskau aber endgültig gebannt.
In der Zeit der Wirren, die durch unklare Thronfolgeverhältnisse ausgelöst wurde, rückten polnische Truppen Ende Juli 1610 im Laufe des Polnisch-Russischen Krieges 1609–1618 in die Stadt und versuchten, eigene Marionetten zu installieren. Eine Volksarmee, die im Januar 1611 von bedeutenden russischen Städten wie Nischni Nowgorod, Wologda etc. aufgestellt wurde, belagerte die Polen jedoch im Moskauer Kreml, besiegte ein Entsatzheer in der Schlacht bei Moskau und zwang die Garnison am 25. Oktober 1612 vor dem von Kusma Minin und Dmitri Poscharski angeführten Landwehraufgebot zur Kapitulation. Diese Ereignisse ebneten den Weg für die Romanow-Dynastie auf den russischen Thron.
Während die ersten Tuch-, Papier- und Ziegelmanufakturen, Glasfabriken und Pulvermühlen entstanden, kulminierten die sozialen Gegensätze des Großreiches: 1667 erhoben sich die Bauern im Wolga- und Dongebiet gegen die wachsende Unterdrückung, ihr Führer, Stepan Rasin, wurde 1671 auf dem Roten Platz in Moskau hingerichtet. Im Jahre 1687 ist die erste Hochschule Russlands, die „Slawisch-Griechische Akademie“ eröffnet worden, 1703 erschien die erste gedruckte russische Zeitung „Wedomosti“. Im Jahre 1712 ging unter Zar Peter dem Großen (1672–1725) das Privileg der Hauptstadt auf das neu gegründete Sankt Petersburg über, aber Moskau blieb das wirtschaftliche und geistig-kulturelle Zentrum des Landes. 1755 wurde in Moskau mit der heutigen Lomonossow-Universität die erste russische Universität eröffnet. 1771 erlebte Moskau während der Moskauer Pestrevolte gewalttätige Aufstände und verlor die Hälfte seiner Bevölkerung.

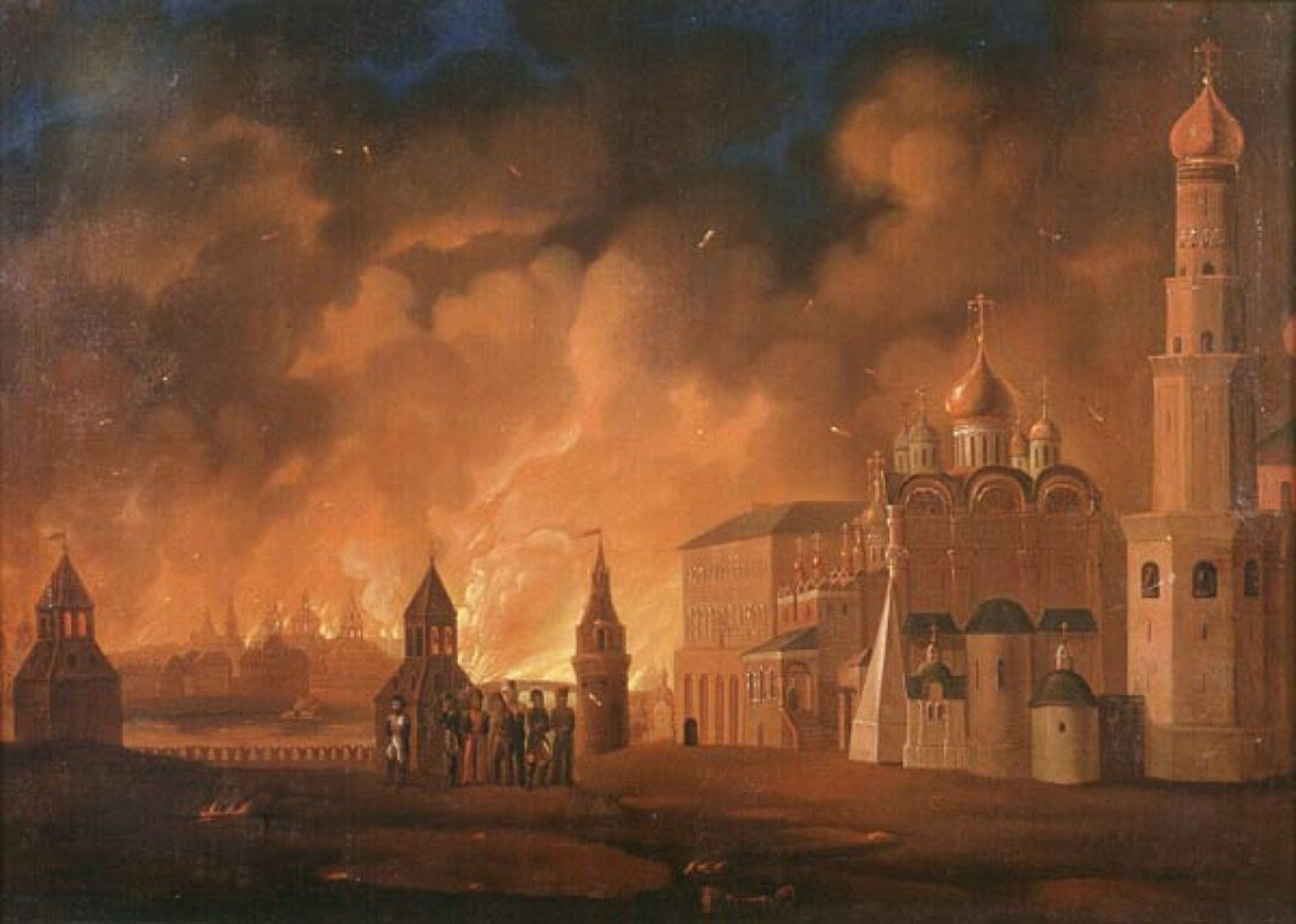
Der Brand von Moskau vor der Einnahme der Stadt durch Napoleon 1812

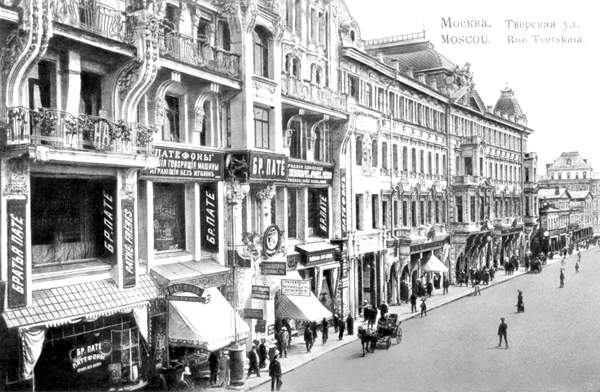
Twerskaja-Straße im 19. Jahrhundert

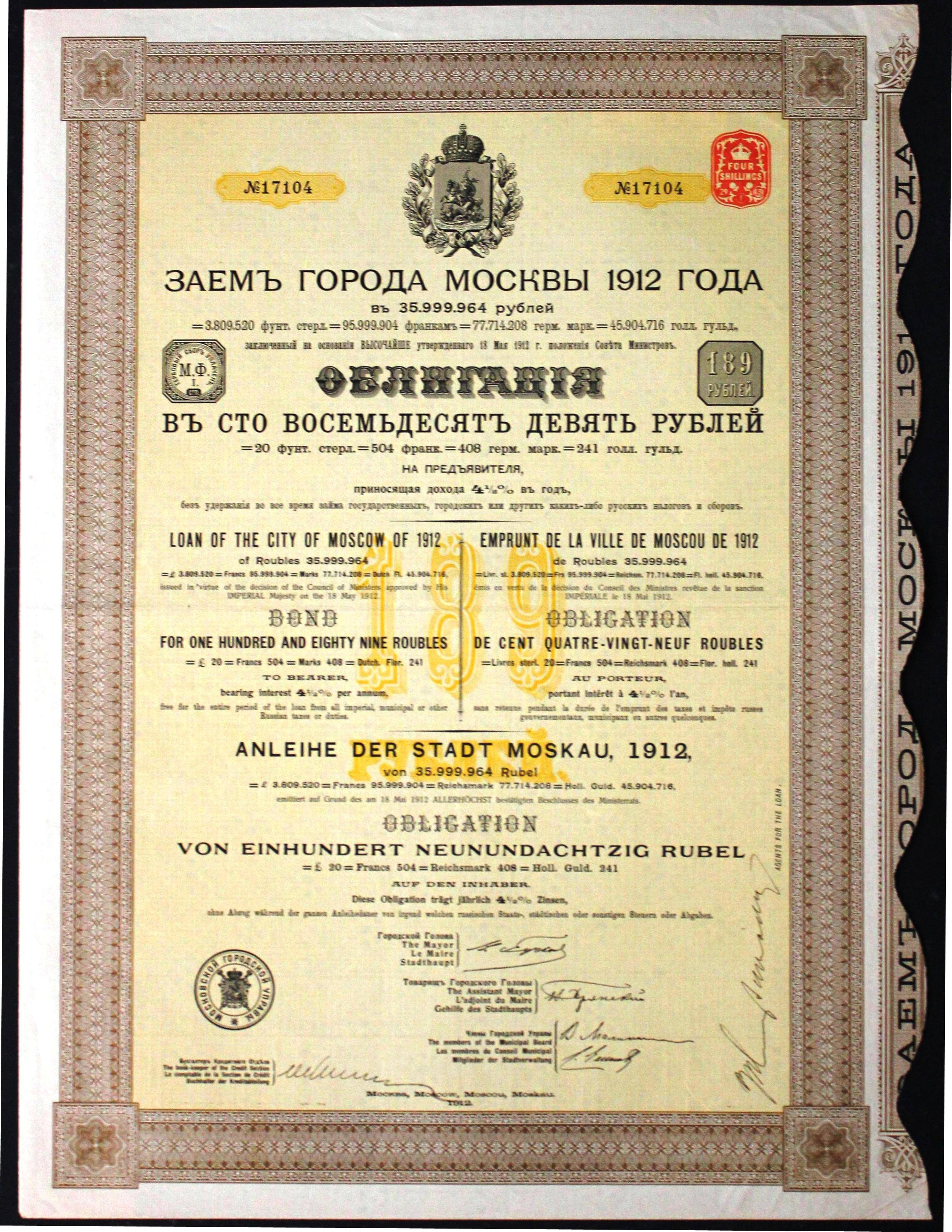
Anleihe über 189 Rubel der Stadt Moskau von 1912

Mit dem Moskau des 18. Jahrhunderts ist das Schaffen hervorragender russischer Schriftsteller und Dichter verknüpft wie Alexander Sumarokow, Denis Fonwisin, Nikolai Karamsin und vieler anderer. In Moskau trat der große russische Gelehrte Michail Lomonossow seinen Weg in die Wissenschaft an. Auch in späteren Zeiten lebten und wirkten in Moskau viele berühmte russische Schriftsteller und Dichter, Wissenschaftler und Künstler, die durch ihr Schaffen nicht nur zur russischen, sondern auch zur Weltkultur einen immensen Beitrag geleistet haben.
Im Vaterländischen Krieg von 1812, als Napoleon Bonaparte mit seiner „Großen Armee“ in Moskau einmarschierte, verlor die Stadt in einem Flächenbrand – die Bewohner zündeten ihre Häuser an und flohen aus der Stadt – zwei Drittel ihrer Bausubstanz. Durch die daraus resultierende schlechte Versorgungslage war die französische Armee rund einen Monat später jedoch zum Rückzug gezwungen, der mit ihrem Untergang in der Schlacht an der Beresina endete.
Der im Frühjahr 1813 einsetzende großstilige Wieder- und Neuaufbau sprengte rasch den alten städtischen Verteidigungsring und verschaffte der Stadt von der Mitte des 19. Jahrhunderts an durch zügigen Straßen- und Bahnstreckenbau Anschluss an die wichtigsten Städte des Landes. Dennoch fiel Moskau im 19. Jahrhundert endgültig auf den zweiten Platz hinter die damalige Hauptstadt Russlands, Sankt Petersburg, zurück. Nicht nur in puncto Einwohnerzahl überholte das neue Machtzentrum Russlands die alte Hauptstadt Moskau: Sankt Petersburg wurde zum kulturellen und wirtschaftlichen Zentrum des Landes. Während dort prestigeträchtige Bauprojekte der russischen Oberschicht aus dem Boden schossen, war dies in Moskau weit weniger der Fall. Dennoch entwickelte sich auch Moskau massiv. 1890 fuhren die ersten elektrischen Straßenbahnen; die erste Volkszählung des Landes fand am 28. Januar 1897 statt, die Bevölkerung der Stadt war auf etwa eine Million angewachsen und verdoppelte sich bis 1914.

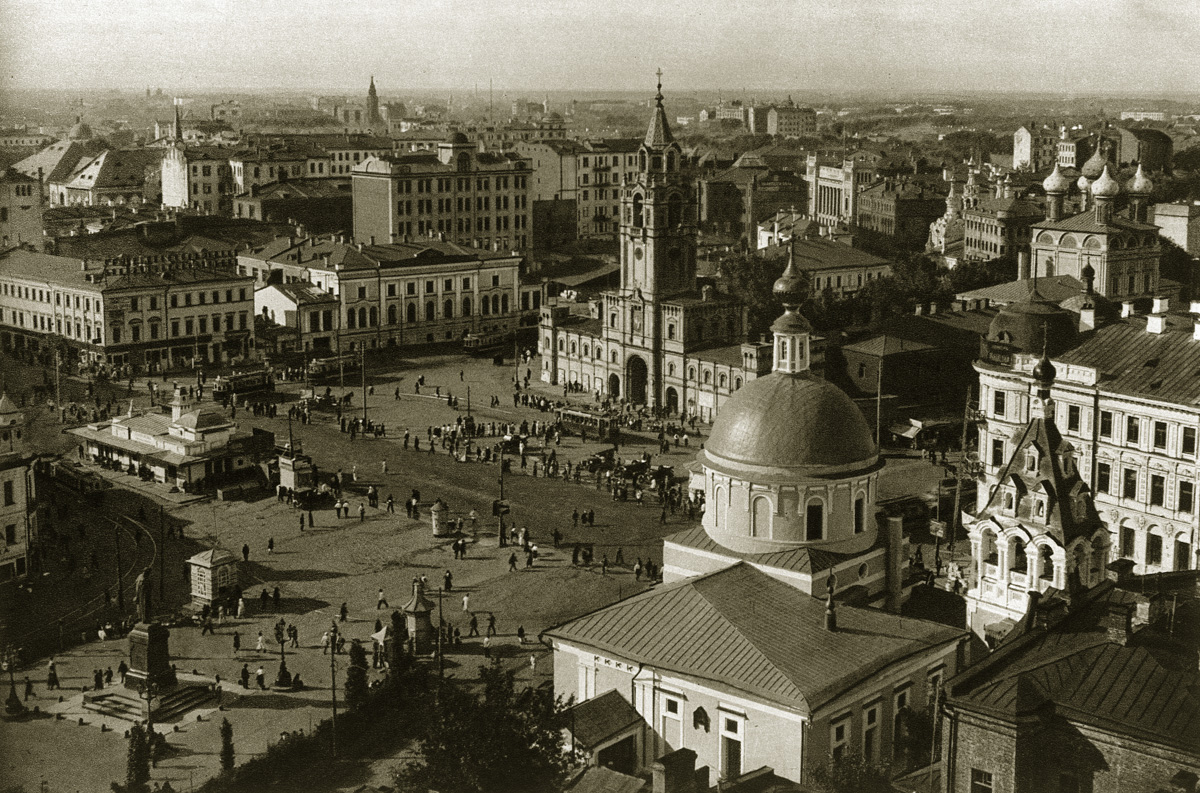
Puschkin-Platz 1920

In den letzten Jahrzehnten des 19. Jahrhunderts nahmen die sozialen Spannungen zu. Die Konzentration der Industrie, vornehmlich der Leichtindustrie, war hier, von Sankt Petersburg abgesehen, am weitesten fortgeschritten, die Aufhebung der Leibeigenschaft im Jahre 1861 hatte Zehntausende landloser Bauern zur Lohnarbeit in die Städte getrieben. Die russische Revolution erfasste die Stadt im Dezember 1905, als die Moskauer Arbeiter vom politischen Massenstreik zum bewaffneten Aufstand übergingen. In den Jahren vor dem Ersten Weltkrieg erlebte die Stadt eine rasante wirtschaftliche und kulturelle Entwicklung, die sich auch in einer regen Bautätigkeit äußerte. 1912 wurde das Kaiser Alexander III.-Museum der schönen Künste eröffnet. 1913 wurde in Moskau feierlich das 300. Jubiläum der Romanow-Dynastie begangen.

### Moskau während der Revolution
Nach der Februarrevolution 1917 fand in Moskau im August 1917 die Moskauer Staatliche Versammlung mit Vertretern aller Stände statt. Von August 1917 bis September 1918 fand in Moskau das Russische Kirchenkonzil statt, auf dem das Moskauer Patriarchat wiederhergestellt wurde.
Nach der Oktoberrevolution am 25. Oktoberjul. / 7. November 1917greg. in Petrograd organisierten die Bolschewiki auch in Moskau einen bewaffneten Aufstand, dem sich das Komitee für öffentliche Sicherheit widersetzte. Die Kämpfe um Moskau dauerten vom 25. Oktober bis 2. November 1917 und endeten nach dem Eintreffen von Verstärkungen mit dem Sieg der Bolschewiki. Ein letzter Aufstandversuch der konterrevolutionären Kräfte wurde 1919 niedergeschlagen.

### Moskau als Hauptstadt der Sowjetunion

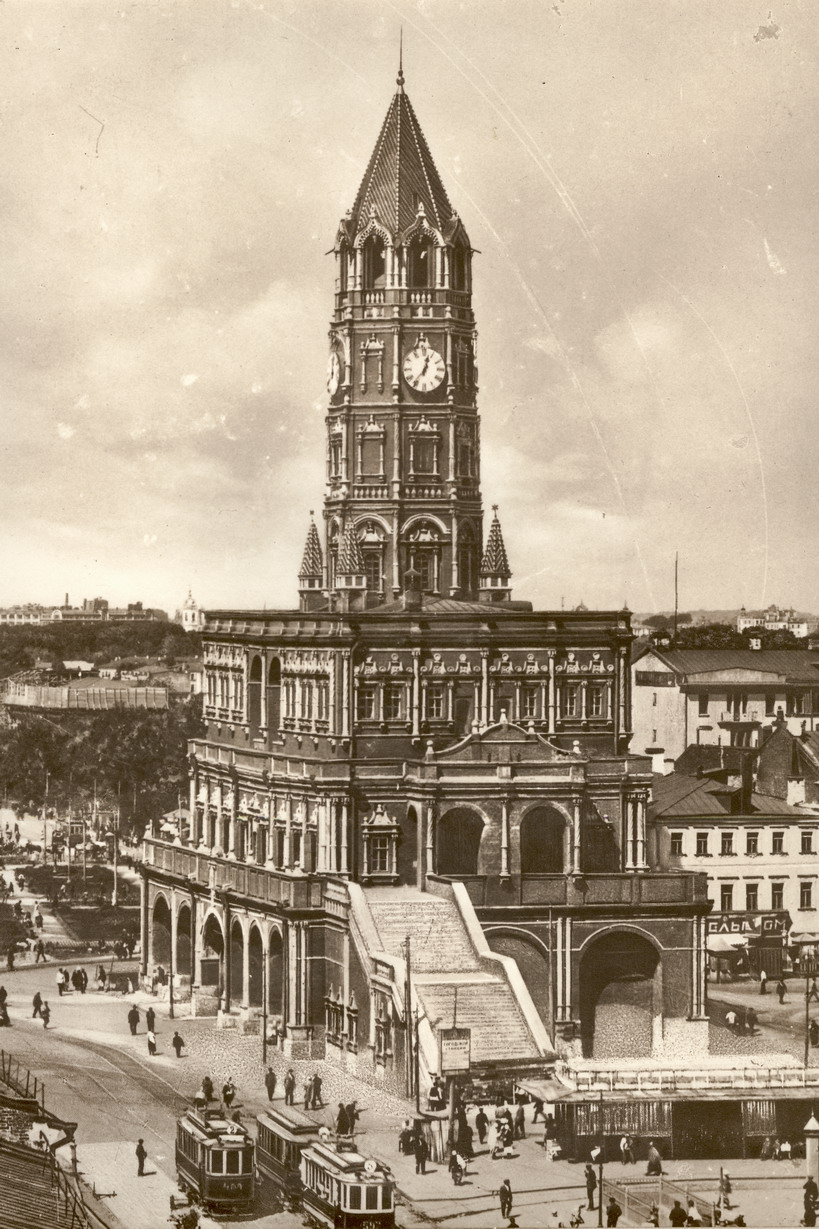
Sucharew-Turm 1927

Am 12. März 1918 wurde die Hauptstadt des neuen sowjetischen Staates wieder nach Moskau verlegt und die bolschewistische Führung zog in den Kreml, der damit erstmals seit dem frühen 18. Jahrhundert wieder zum russischen Machtzentrum wurde. Am 30. Dezember 1922 wurde dort die Sowjetunion gegründet. Nach Beendigung des Bürgerkrieges wurde 1925 eine grundlegende Umgestaltung Moskaus in Angriff genommen. 1926 zählte die Stadt wieder zwei Millionen Einwohner und hatte damit wieder Sankt Petersburg, inzwischen in Leningrad umbenannt, überholt.
1935 begann mit dem von Josef Stalin beschlossenen „Generalplan zur Stadterneuerung“ eine komplexe Neugestaltung Moskaus – damals sind die breiten Radialstraßen angelegt und die Moskauer Metro eröffnet worden, über die Moskwa spannte man neue Brücken und baute den Moskau-Wolga-Kanal. Quer durch die Altstadt wurden neue Magistralen geschlagen, zahlreiche historische Baudenkmäler wie der Sucharew-Turm wichen überdimensionierten sowjetischen Prunkbauten. Insbesondere wurden zielgerichtet zahlreiche Kirchen und Klöster zerstört. Etwa 200.000 Bauarbeiter – überwiegend politische Gefangene – waren an der Umsetzung des Generalplans beteiligt.
Die vollständige Zerstörung des alten Moskau wurde paradoxerweise nur durch den Zweiten Weltkrieg verhindert, der zur Einstellung der Arbeiten führte. Auch das höchste Gebäude der Welt, der 415 Meter hohe „Palast der Sowjets“, konnte nicht mehr fertiggestellt werden. Anstelle der am 5. Dezember 1931 gesprengten Christ-Erlöser-Kathedrale sollte das gewaltige Politik- und Kulturforum die Überlegenheit des sozialistischen Gesellschaftsmodells zeigen. Zur Ausführung gelangte jedoch nur das Fundament, denn bei Ausbruch des „Großen Vaterländischen Krieges“ wurde das Projekt stillgelegt – und nach dem Krieg nicht wiederaufgenommen.

### Der Zweite Weltkrieg

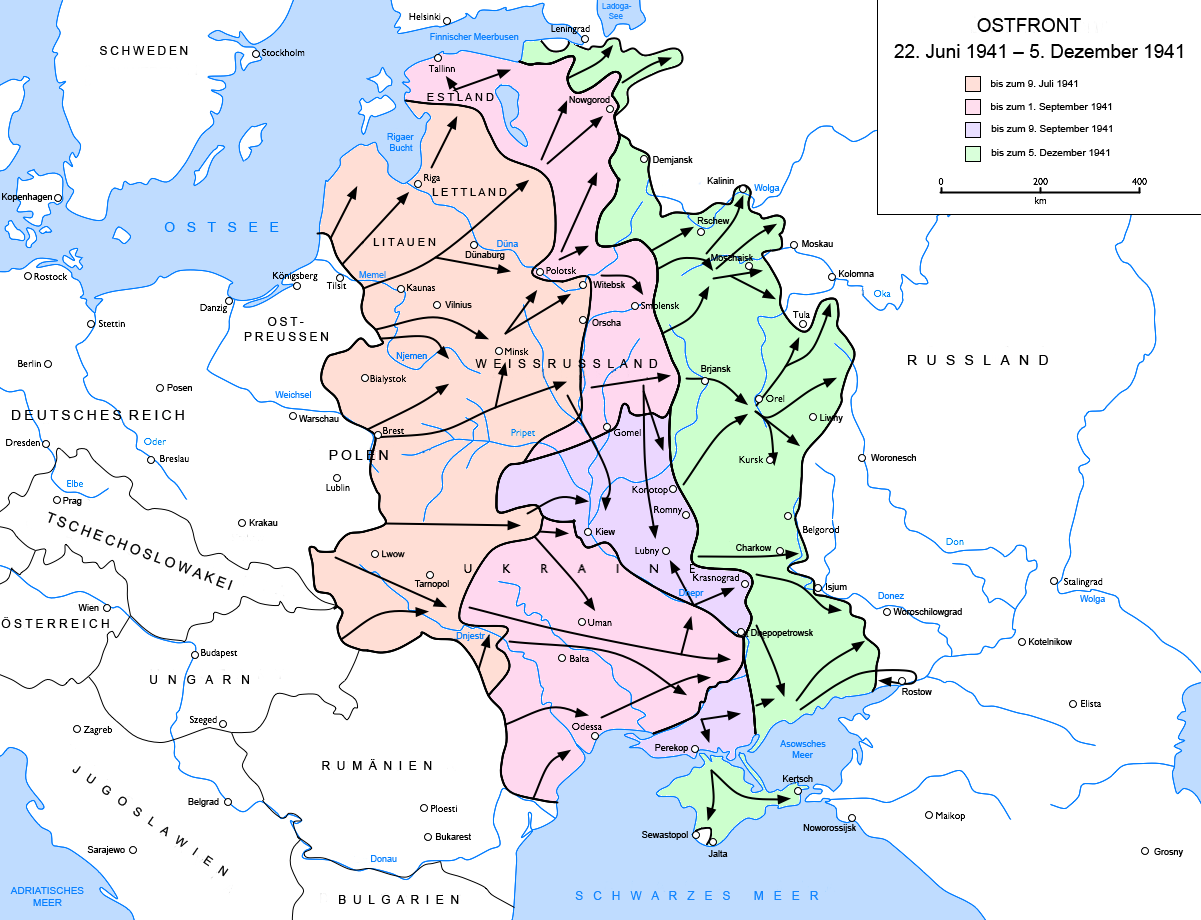
Verlauf der Ostfront zwischen dem 22. Juni und dem 5. Dezember 1941

Nach dem Einmarsch der deutschen Wehrmacht am 22. Juni 1941 in die Sowjetunion begann am 30. September des Jahres ihre Offensive auf Moskau. Rund 80 Divisionen, unter ihnen vierzehn Panzer- und acht mechanisierte Divisionen, sowie hunderte Flugzeuge, tausende Panzer, Geschütze und Granatwerfer wurden gegen die Hauptstadt eingesetzt. In der Nacht vom 21. Juli zum 22. Juli 1941 begann eine Serie von Luftangriffen, die sich bis zum 5. April 1942 hinzog.
Adolf Hitler erklärte, er werde in eigener Person die Parade seiner Truppen in Moskau abnehmen. Am 7. November fand die traditionelle Militärparade der sowjetischen Armee auf dem Roten Platz statt.
Am 15. November begann eine zweite Offensive der Deutschen, dabei konnten sie bis in einzelne westliche Vororte einrücken. Der sowjetische Gegenangriff begann am 5. Dezember 1941 und schlug die deutsche Armee um 100 bis 300 Kilometer zurück. Die deutsche Luftwaffe flog gegen Moskau 12.000 Einsätze, aber nur ein Teil der Maschinen konnte die Stadt erreichen. In der Schlacht um Moskau verloren die deutschen Truppen 250.000 Mann, 1300 Panzer, 2500 Geschütze, mehr als 15.000 Kraftfahrzeuge und vieles weitere Material. Etwa 700.000 sowjetische Soldaten wurden getötet, verwundet oder vermisst. Dies war die erste große Niederlage der deutschen Wehrmacht gegen die Sowjetunion und allgemein auf dem europäischen Festland.
Im Juli 1944 demonstrierte Stalin mit einem Zug von rund 55.000 Kriegsgefangenen durch Moskau seine Überlegenheit.
Am 24. Juni 1945 fand auf dem Roten Platz in Moskau die Siegesparade der Roten Armee statt. An der Kremlmauer ruht der Leichnam eines unbekannten Soldaten, der bei der Verteidigung der Hauptstadt fiel. Auf seinem Grabstein wurden die Worte gemeißelt:
Dein Name ist unbekannt,
deine Heldentat ist unsterblich.

### Die Entwicklung nach dem Zweiten Weltkrieg
Moskau wurde nach den Zerstörungen im Krieg wieder aufgebaut. Im Jahre 1947 fasste man den Beschluss, die Stadt an acht ausgewählten Standorten mit Hochhäusern zu versehen. Moskau hatte durch den Abriss zahlreicher Kirchen und Kathedralen sowie die nun allgemein höhere Bebauung nicht nur bedeutende Orientierungspunkte, sondern auch ihre einst malerische Silhouette verloren. Die sowjetische Führung forderte dabei, dass die Gebäude von russischer Architekturtradition geprägt sein müssen.
Am 5. März 1953 starb Josef Stalin auf seiner Datscha in Kunzewo bei Moskau. Er wurde zunächst im Mausoleum am Roten Platz neben Lenin aufgebahrt. Im Zuge der beginnenden Entstalinisierung unter Regierungschef Nikita Chruschtschow wurde Stalins Leichnam 1961 aus dem Mausoleum entfernt und an der Kremlmauer beigesetzt.
Ein besonders intensives Baugeschehen erlebte Moskau nach dem Jahre 1955. Allein in der Zeitspanne von 1961 bis 1970 machte die Neubaufläche zweieinhalbmal soviel aus wie die Gesamtwohnfläche des ganzen vorrevolutionären Moskau. Das überdurchschnittlich hohe Wachstum der Einwohnerzahl um fast 40 % zwischen den Volkszählungen von 1959 und 1970 ist aber zu einem bedeutenden Teil auch auf die Ausdehnung der Stadtgrenze bis an die Moskauer Ringautobahn am 17. August 1960 zurückzuführen, wodurch die Stadtfläche auf ungefähr das Doppelte und die Bevölkerung um über 750.000 wuchs. Unter anderem wurden dabei die fünf zuvor eigenständigen Städte Babuschkin (113.919 Einwohner 1959), Kunzewo (128.630), Ljublino (86.110), Perowo (143.456) und Tuschino (89.885) und zwölf Siedlungen städtischen Typs mit teils über 20.000 Einwohnern eingemeindet. 1970 war die Einwohnerzahl auf fast sieben Millionen angestiegen.
1980 war Moskau Austragungsort der XXII. Olympischen Sommerspiele. Ende der 1980er-Jahre geriet die sowjetische Wirtschaft immer mehr in eine Krise. Im Zuge der Politik von Präsident Michail Gorbatschow (Perestroika und Glasnost) wurde der wirtschaftliche Niedergang des Landes immer offensichtlicher. Auf einigen Gebieten der Versorgung herrschte großer Mangel. Der Unmut der Bevölkerung entlud sich immer offener.
Im August 1991 wollte Gorbatschow einen Vertrag für eine neue Sowjetunion zur Unterschrift vorlegen. Um dies zu verhindern und die alte Union zu retten, initiierten in Moskau einige Generäle, ranghohe Regierungsmitglieder und der KGB-Chef am 19. August desselben Jahres einen Putschversuch gegen den Präsidenten. Nach dessen Scheitern zwei Tage später trat vier Monate danach am 25. Dezember 1991 Gorbatschow von seinem Amt als Präsident zurück. Das Datum markiert gleichzeitig das Ende des ersten kommunistischen Staates.

### Nach dem Ende der Sowjetunion

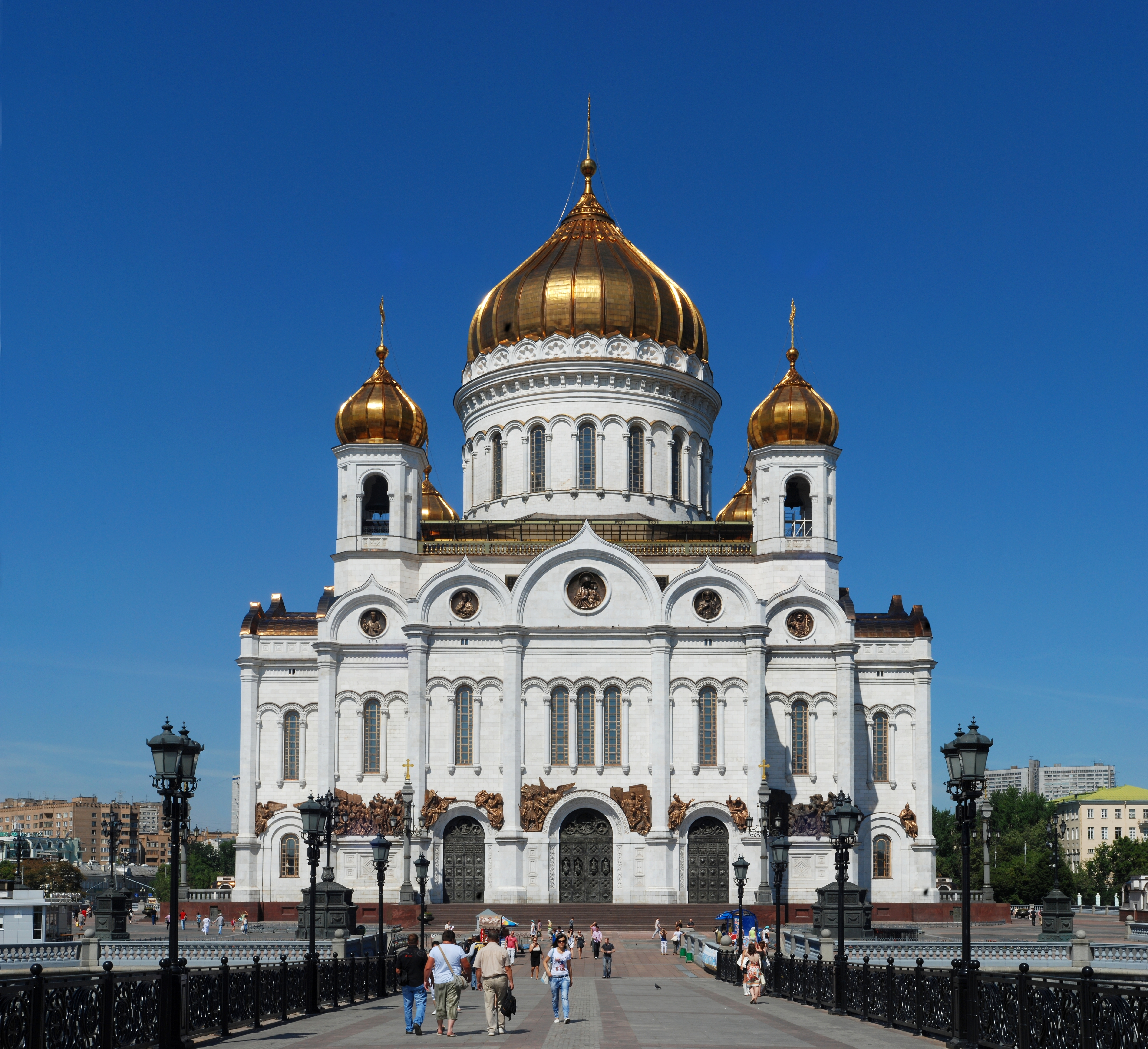
Christ-Erlöser-Kathedrale

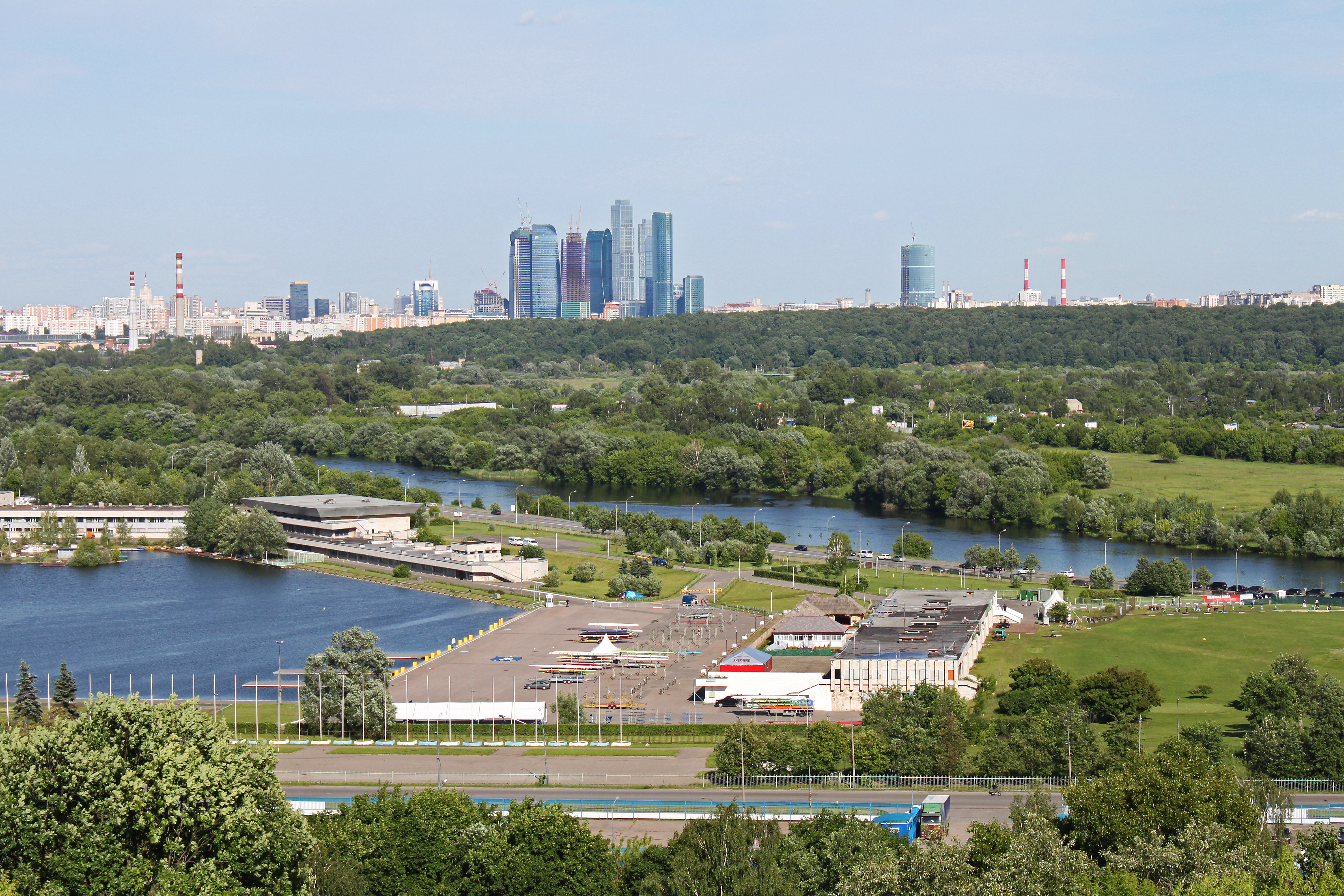
Blick auf das moderne Moskau

1992 ließ der ein Jahr zuvor zum Präsidenten Russlands gewählte Boris Jelzin einen Föderationsvertrag unterzeichnen, der den Föderationssubjekten Russlands weitreichende Vollmachten zubilligte. Im September 1993 löste er den Volksdeputiertenkongress Russlands und den Obersten Sowjet auf. Infolgedessen kam es am 3. und 4. Oktober desselben Jahres in Moskau während der Russischen Verfassungskrise erneut zu einem Putschversuch konservativer Politiker und deren Anhänger. Als diese das Weiße Haus (damals Parlamentsgebäude), das Rathaus und den Fernsehturm in Moskau besetzten, ließ Jelzin den Aufstand mit Gewalt (190 Tote) niederschlagen, um so einen Verfassungskonflikt zu seinen Gunsten zu entscheiden.
Am 12. Dezember 1993 verabschiedete das Volk eine neue Verfassung und gleichzeitig fanden erstmals freie Wahlen mit mehreren konkurrierenden Parteien statt. Vom 5. bis 7. September 1997 feierte die Stadt mit insgesamt 450 Veranstaltungen den 850. Jahrestag ihrer Gründung.
Im Jahre 1999 wurde Moskau von den verheerendsten Terroranschlägen seiner Geschichte erschüttert. Am 8. September führte ein Bombenattentat auf ein neunstöckiges Wohnhaus an der Gurjanow-Straße zu 95 Toten und 264 Verletzten. Am 13. September kamen bei einem Anschlag auf ein neunstöckiges Wohnhaus an der Kaschirskoje-Chaussee 121 Menschen ums Leben, neun wurden verletzt. Die Urheberschaft der Anschläge konnte bis heute nicht geklärt werden. Während die Regierung tschetschenische Terroristen verantwortlich macht, beschuldigen Kritiker des russischen Präsidenten Geheimdienstagenten, die Bomben in den Hauskellern deponiert zu haben.
Am 19. August 2000 wurde die 1931 gesprengte Christ-Erlöser-Kathedrale, der größte russisch-orthodoxe Kirchenbau der Welt, wiedereröffnet. Anfang September 2002 musste in einigen Bezirken Moskaus der Notstand ausgerufen werden; der in die Stadt eingedrungene Rauch von mehreren Hundert Wald- und Torfbränden in der Umgebung brachte das öffentliche Leben in Moskau zeitweise zum Erliegen.
2001 wurde der erste Wolkenkratzer im neuen Hochhaus-Stadtviertel Moskau City fertiggestellt, 2003 wurden auch die Arbeiten am Dritten Verkehrsring der Stadt abgeschlossen.
Am 23. Oktober 2002 stürmte ein Kommando von 41 tschetschenischen Geiselnehmern, unter ihnen 19 Frauen, das Dubrowka-Theater während der Aufführung des Musicals „Nord-Ost“ und brachte rund 800 Zuschauer, Musiker und Schauspieler in seine Gewalt. Den Überfall leitete der tschetschenische Rebell Mowsar Barajew, als Organisator gilt der Feldkommandeur Schamil Bassajew. Bei der Erstürmung durch russische Sonderpolizeieinheiten kamen 170 Menschen, darunter 129 Geiseln, nach dem Einsatz eines Kampfgases ums Leben.
Bei einem Anschlag auf jugendliche Teilnehmer eines Rockfestivals nahe dem Flugplatz Moskau-Tuschino kamen am 5. Juli 2003 einschließlich der Selbstmordattentäterinnen 16 Menschen ums Leben. Am 6. Februar 2004 wurden bei einem Bombenanschlag auf einen voll besetzten Metro-Zug in der Nähe der Station Awtosawodskaja 39 Menschen getötet und 140 verletzt.
Im März 2010 ereigneten sich zwei weitere Selbstmordanschläge in der Moskauer Metro, bei denen 40 Fahrgäste ums Leben kamen.
Laut der Forbes-Liste der World’s Most Expensive Cities To Live von 2009 gilt Moskau als eine der teuersten Städte der Welt.
Die von Präsident Dmitri Medwedew schon im Jahre 2010 eingeleiteten Planungen zur Stadterweiterung Moskaus und Verlegung der Behörden an die Peripherie lösten in den Behörden und der Öffentlichkeit eine breite Diskussion aus, die in Vorschlägen über eine Verlagerung des Regierungssitzes in die geographische Mitte Russlands nach Sibirien gipfelten. Moskaus Bürgermeister Sergei Sobjanin bezeichnete diese Pläne zwar als absurd, denn Moskau könne aus politischen und praktischen Gründen nicht auf seine historische Hauptstadtrolle verzichten, es blieb aber der Gedanke, einige Hauptstadtfunktionen nach St. Petersburg und in Großstädte in anderen Regionen zu verlagern.
Beim Terroranschlag am Flughafen Moskau-Domodedowo am 24. Januar 2011 wurden 36 Menschen getötet.
Am 1. Juli 2012 wurde die Stadterweiterung Moskaus durch Eingemeindung von Bezirken im Südwesten der Hauptstadt tatsächlich vollzogen. Dadurch wurde Moskau zu einer flächenmäßig gigantischen Metropole, deren Außenbezirke nur noch der Füllung mit Menschen, der Einrichtung von Infrastruktur und Ansiedlung von Regierungsbehörden, Geschäfts- und Wohnzentren bedürfen. Gegen die Versetzung in die neuen Gebiete leisten die Beamten der Ministerien bisher erheblichen Widerstand, so dass bei der Umsetzung des Großprojekts „Neu-Moskau“ wenn nicht mit dem Scheitern, so doch mit erheblichen Verzögerungen zu rechnen ist.
Im Sommer 2019 kam es zu Protesten in Moskau, nachdem Oppositionelle an der Teilnahme bei der Wahl zur Moskauer Staatsduma nicht zugelassen worden waren.

### Einwohnerentwicklung
Moskau ist von alters her Anziehungspunkt für Ausländer. Die ersten Ansiedlungen wurden von angereisten Kaufleuten, Handwerkern, Lehnsleuten und deren Nachkommen schon im 16. Jahrhundert gegründet. Die deutsche Ansiedlung am Jausa-Ufer war die größte davon. Aber auch Menschen aus anderen Teilen Europas lebten dort. Damals hatte die Stadt etwa 100.000 Einwohner. Bei der Volkszählung 2002 waren es mit zehn Millionen einhundertmal so viel. Von der ethnischen Vielfalt der Bevölkerung in Moskau zeugen die alten Ortsnamen des kompakten Ansiedelns der nichtrussischen Völkerschaften.
Die folgende Übersicht zeigt die Einwohnerzahlen nach dem jeweiligen Gebietsstand. Bei den Zahlen für 1897, 1926, 1939 und von 1959 bis 2010 handelt es sich um Volkszählungsergebnisse, bei anderen früheren um Schätzungen oder Berechnungen und für 2017 um eine Berechnung des Föderalen Dienstes für staatliche Statistik Russlands. Die Einwohnerzahlen beziehen sich auf die registrierten Bewohner mit Hauptwohnsitz in Moskau. Die Zahlen sind insofern ungenau, dass in Moskau eine größere Anzahl von Menschen ohne Registrierung lebte und lebt. Zum einen gibt es in Moskau „Illegale“ aus den übrigen postsowjetischen Staaten, zum anderen durfte und darf nicht jeder Bürger der UdSSR beziehungsweise heute der Russischen Föderation ohne bestimmte Voraussetzungen in Moskau wohnen; dies war und ist mit gewissen, nicht für alle überwindbaren, bürokratischen Hürden verbunden.

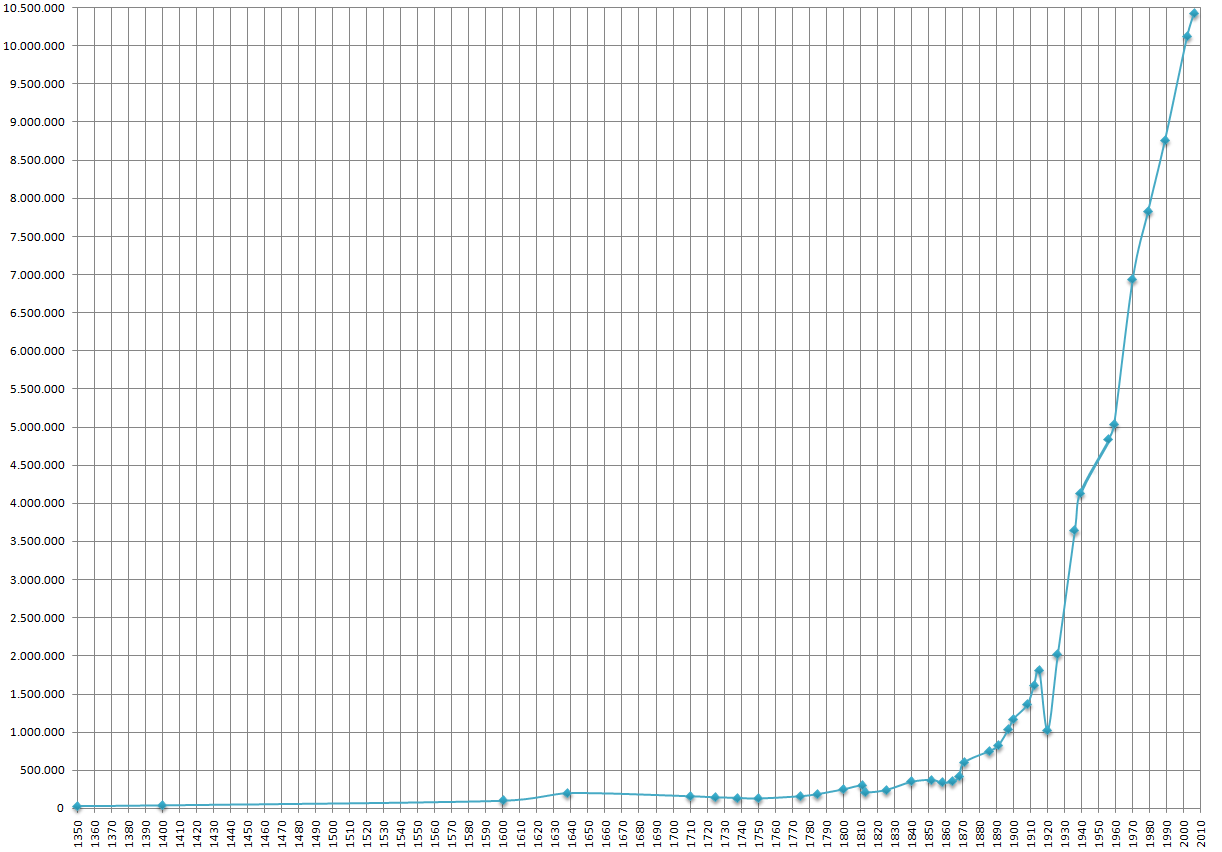
Grafik: Bevölkerungsentwicklung

| Jahr | Einwohner |
| ---- | --------- |
| 1350 | 30.000    |
| 1400 | 40.000    |
| 1600 | 100.000   |
| 1638 | 200.000   |
| 1710 | 160.000   |
| 1725 | 145.000   |
| 1738 | 138.400   |
| 1750 | 130.000   |
| 1775 | 161.000   |
| 1785 | 188.700   |
| 1800 | 250.000   |
| 1811 | 300.000   |
| 1813 | 215.000   |

| Jahr | Einwohner |
| ---- | --------- |
| 1825 | 241.500   |
| 1840 | 349.100   |
| 1852 | 373.800   |
| 1858 | 336.400   |
| 1864 | 351.600   |
| 1868 | 416.400   |
| 1871 | 601.969   |
| 1886 | 753.459   |
| 1891 | 822.400   |
| 1897 | 1.038.591 |
| 1900 | 1.175.000 |
| 1908 | 1.359.200 |
| 1912 | 1.617.157 |

| Jahr | Einwohner  |
| ---- | ---------- |
| 1915 | 1.817.000  |
| 1920 | 1.028.200  |
| 1926 | 2.019.453  |
| 1936 | 3.641.500  |
| 1939 | 4.182.916  |
| 1956 | 4.847.000  |
| 1959 | 5.045.905  |
| 1970 | 6.941.961  |
| 1979 | 7.830.509  |
| 1989 | 8.769.117  |
| 2002 | 10.126.424 |
| 2010 | 11.503.501 |
| 2017 | 12.228.685 |

## Politik

### Stadtregierung

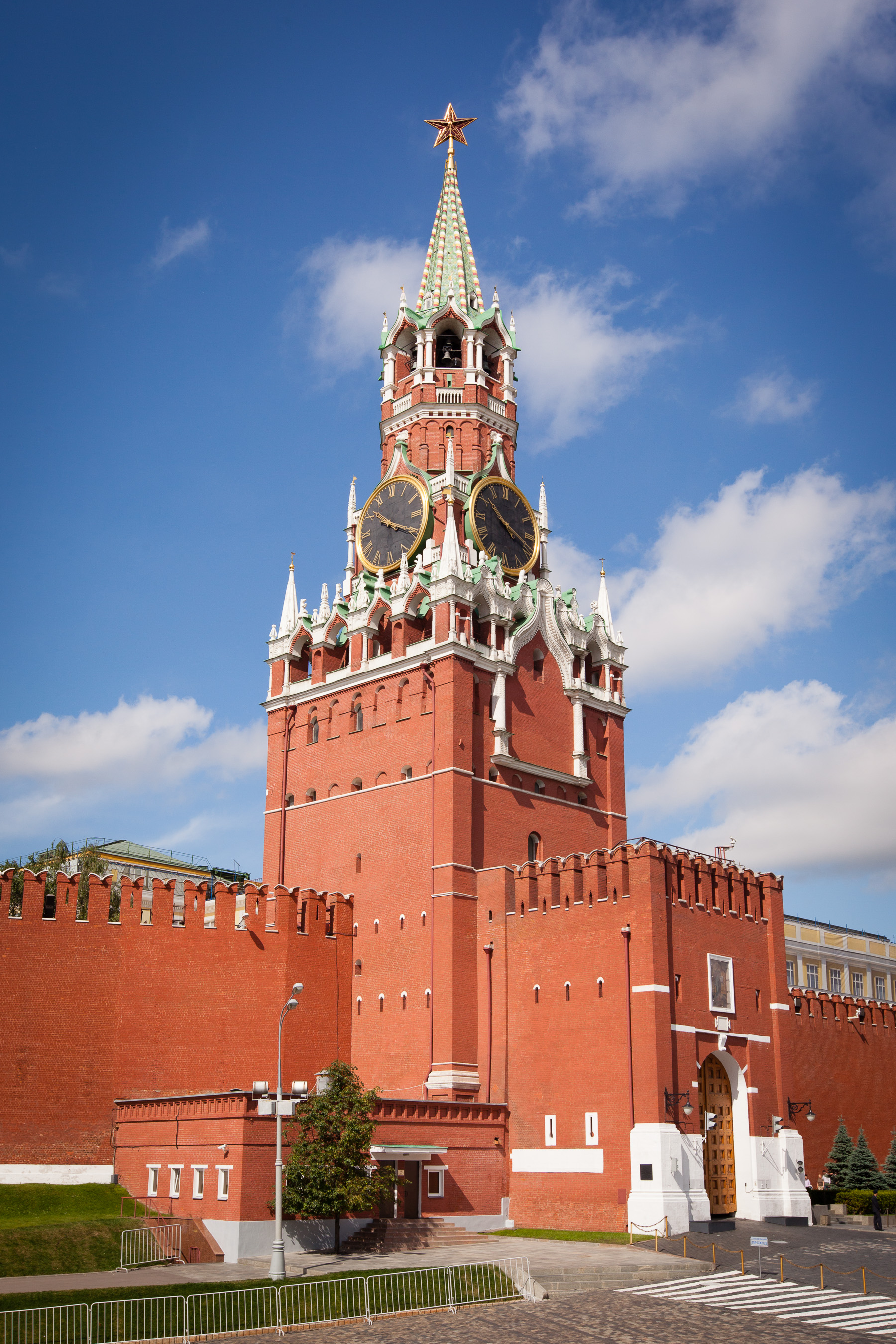
Erlöser-Turm des Moskauer Kremls

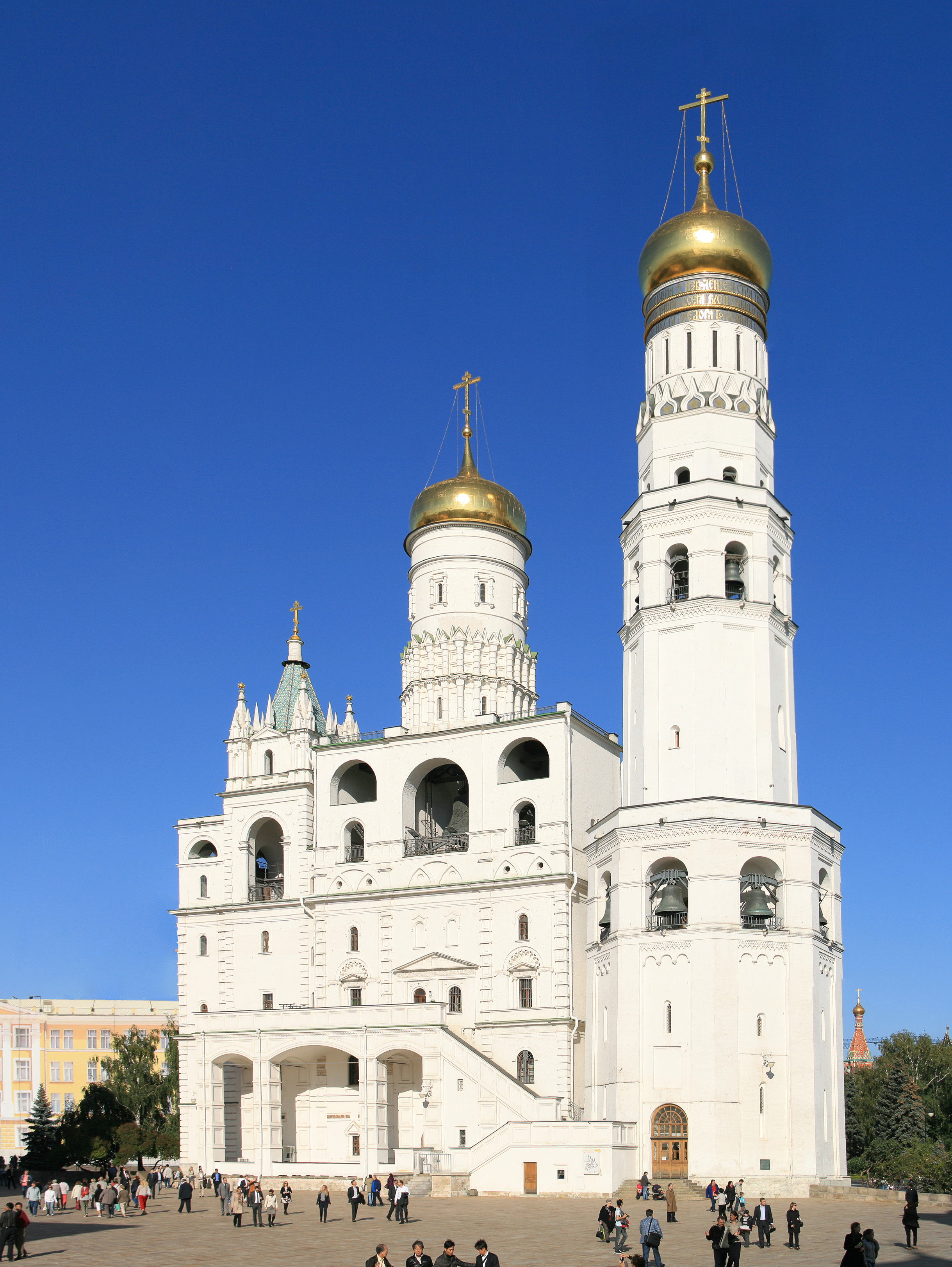
Glockenturm Iwan der Große im Moskauer Kreml

Da Moskau Sitz des Präsidenten und seiner Präsidialverwaltung, der Föderationsregierung sowie zahlreicher Ministerien und Behörden ist, ist die Politik der Stadtverwaltung Moskaus naturgemäß geprägt von Koexistenz, aber auch von Konflikten mit dem Kreml und der Regierung. Dies ist seit langer Zeit eine Konstante der Politik in der Hauptstadt Russlands.
Der latente Konflikt wird verstärkt, wenn das Stadtoberhaupt Ambitionen auf die Führung des Staates anmeldet – oder sie ihm nachgesagt werden. Die wichtigsten Akteure in diesem Konflikt sind einmal der Präsident und der Ministerpräsident von Russland mit den vielen Beamten und Staatsbediensteten sowie auf der anderen Seite der Bürgermeister Moskaus und die zahlreichen Mitarbeiter der Stadtverwaltung.
Die Stadtverwaltung übt die Exekutivmacht (ausführende Gewalt) in Moskau aus, die aus der Regierung der Stadt und dem Oberbürgermeister besteht. Letzterer wird zusammen mit dem Vizebürgermeister auf Vorschlag des Staatspräsidenten vom Stadtparlament gewählt. Die Legislative (gesetzgebende Gewalt) wird von der Stadtduma Moskaus gestellt. Diese besteht aus insgesamt 45 Abgeordneten und überwacht in ihrer Funktion den Bürgermeister.
Die Wähler in Moskau, die etwa zehn Prozent der gesamten Wählerschaft Russlands ausmachen, stimmten bei Wahlen seit Anfang der 1990er-Jahre in der Regel stärker für liberale oder sozialliberale Parteien der Opposition, als der restliche Teil des Landes. Eine Ausnahme von diesem Trend waren die überwältigenden Wahlergebnisse für den bis September 2010 amtierenden Bürgermeister Juri Luschkow von über 70 Prozent. Dabei wurde Luschkow trotz seiner pragmatischen Wirtschafts- und Investitionspolitik in Richtung Westeuropa nicht als liberal betrachtet. Bei den Wahlen in das Stadtparlament Ende 2005 errang die „Partei der Macht“, Einiges Russland, eine absolute Mehrheit. Im September 2010 unterzeichnete der russische Präsident ein Dekret zur Entlassung des Bürgermeisters Luschkow. Sein Nachfolger Sergei Sobjanin wurde am 21. Oktober 2010 von der Abgeordnetenkammer gewählt und bei der Oberbürgermeisterwahl 2013 vom Volk bestätigt. Im September 2017 gingen die Kommunalwahlen in Moskau „vergessen“, die Bewohner wurden nicht informiert. Eine hohe Wahlbeteiligung war nicht im Interesse der Regierung, sie betrug schließlich unter 15 Prozent. Die Opposition errang in einigen Stadtkreisen gar die Mehrheit. Trotz der sehr beschränkten Bedeutung der Abgeordneten sind sie Garanten, dass eine der Registrierungs-Hürden für eine Bürgermeisterwahl im Jahr 2018 für einen Oppositionellen zu nehmen ist, nämlich jene, dass 110 Unterschriften von Abgeordneten für eine Kandidatur nötig sind.

### Partnerstädte
Moskau unterhält mit folgenden Städten Partnerschaften:
- seit Juli 1991: Seoul,  Südkorea
- seit Juli 1991:  Wien,  Österreich (lose Partnerschaft bereits seit 1956[33])
- seit Juli 1991:  Präfektur Tokio,  Japan
- seit Januar 1992:  Paris,  Frankreich
- seit Dezember 1992: Peking,  VR China
- seit Juni 1993: Cusco,  Peru[34]
- seit 1994: Almaty,  Kasachstan
- seit 1995:  Jerewan,  Armenien
- seit Juni 1997:  Madrid,  Spanien
- seit 2000:  Tel Aviv,  Israel
- Athen,  Griechenland
- Astana,  Kasachstan

Folgende Städte froren die Städtepartnerschaften seit dem Beginn des russischen Überfalls auf die Ukraine 2022 ein:
- Berlin,  Deutschland
- Brno,  Tschechien
- Charkiw,  Ukraine
- Chicago,  Vereinigte Staaten
- Düsseldorf,  Deutschland
- Kiew  Ukraine
- Prag  Tschechien
- Tallin  Estland
- Vilnius  Litauen
- Warschau,  Polen

## Wirtschaft

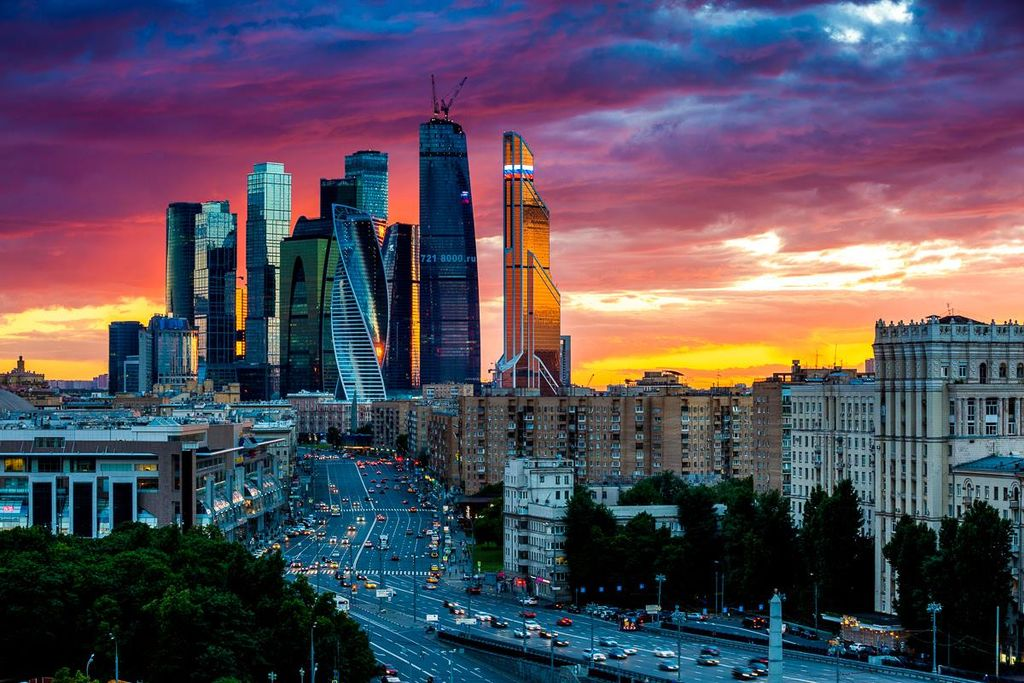
Blick auf den Geschäftsdistrikt von Moskau

Moskau spielt eine Schlüsselrolle in der Wirtschaft Russlands. Der Anteil der Stadt am Bruttoinlandsprodukt (BIP) des Landes beträgt 20 Prozent, am gesamten Einzelhandel Russlands etwa 30 Prozent. Das Wirtschaftswachstum liegt durchschnittlich bei rund zehn Prozent pro Jahr. 2005 wuchs das BIP der Hauptstadt gegenüber 2004 um rund 20 Prozent (Russland 6,4 Prozent).
Laut einer Studie aus dem Jahre 2014 liegt Moskau mit einer Wirtschaftsleistung von über 550 Milliarden US-Dollar (Kaufkraftparität) auf Platz 10 von allen Städten der Welt. Das durchschnittliche Pro-Kopf Einkommen liegt auf dem Level der Niederlande und übersteigt den russischen Durchschnitt um fast das Doppelte.
Laut dem amerikanischen Wirtschaftsmagazin Forbes ist Moskau die Stadt mit der weltweit dritthöchsten Anzahl an Milliardären gerechnet in US-Dollar (Stand 2016).
Im Jahr 2018 war Moskau für 12 Spiele Spielstätte der Fußball-WM 2018. Die Durchführung des Turniers galt als ein zusätzlicher Treiber für die Entwicklung der städtischen Wirtschaft, sportliche und touristische Infrastruktur, sowie für die Verbesserung der städtischen Gebiete.

### Industrie

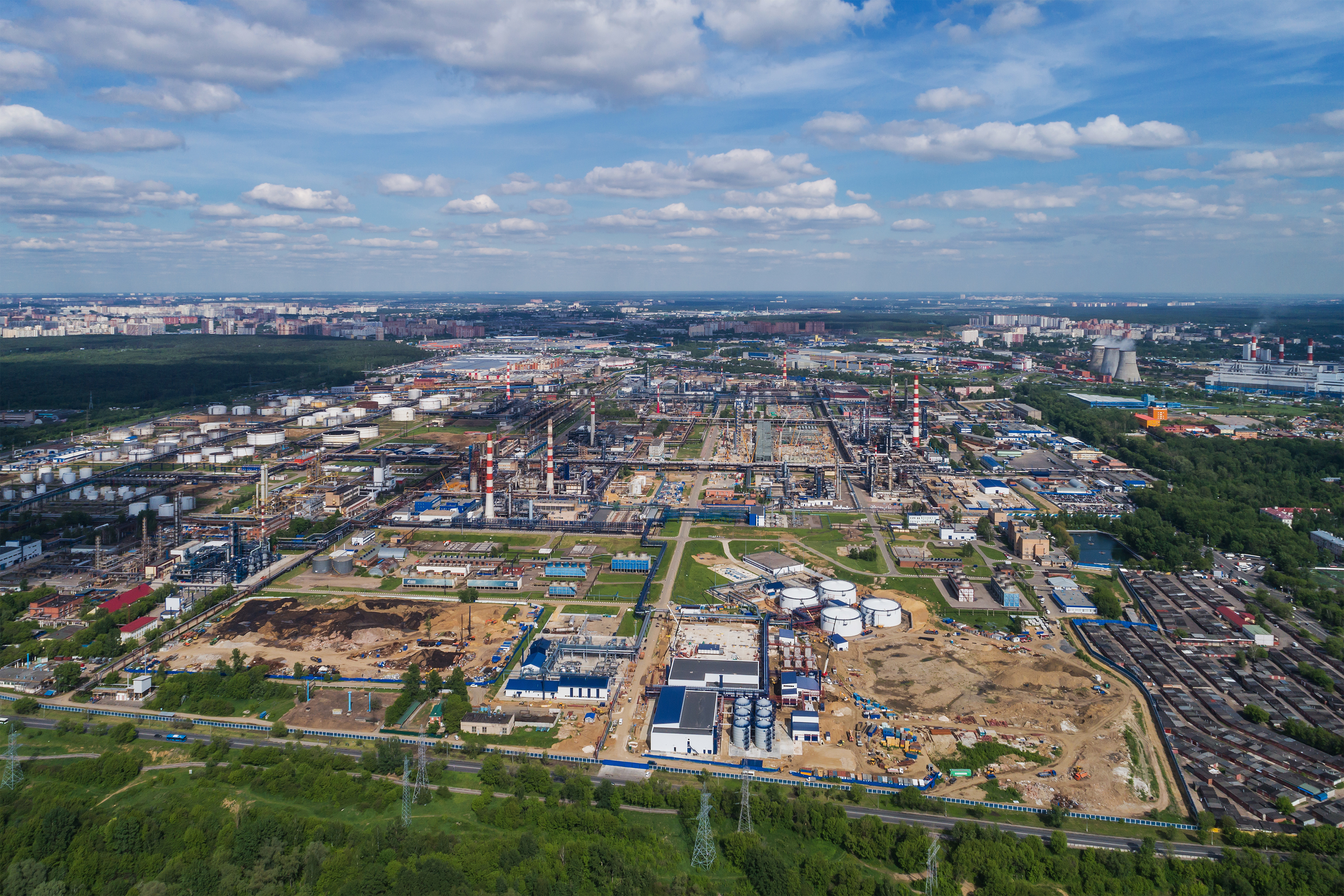
Ölraffinerie Moskau, Luftaufnahme

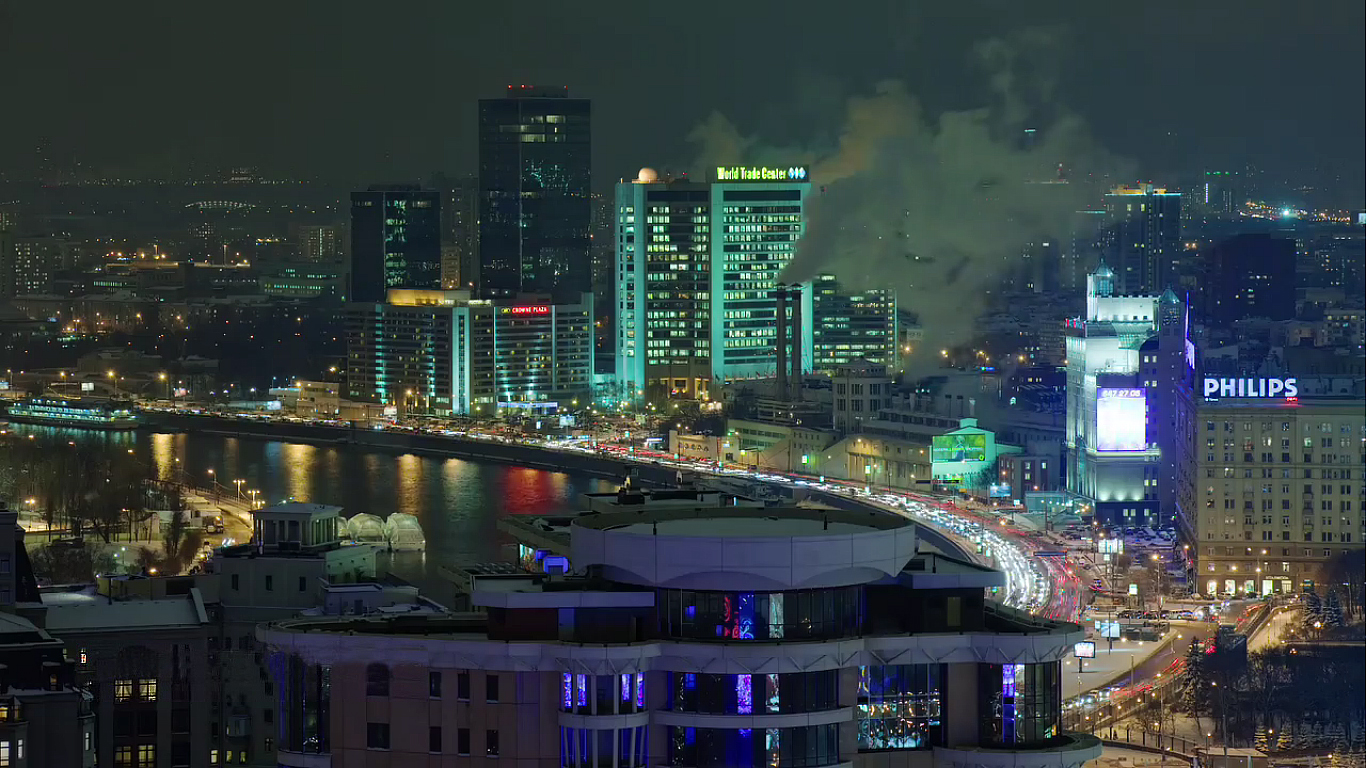
World Trade Center in Moskau

Etwa ein Viertel der Industrieproduktion Moskaus entfallen auf den Maschinenbau. Seine Hauptzweige sind Werkzeugmaschinen- und Werkzeugbau, Elektroindustrie, Lagerfertigung, Kraftfahrzeugindustrie und Gerätebau. Weitere wichtige Industriezweige sind das Hüttenwesen, die Leicht-, Kraftfahrzeug-, Baustoff-, Chemie- und petrochemische Industrie. Die Stadt ist ein großes Zentrum des Militär-Industrie-Komplexes. So hat auch die staatliche Rüstungs- und Technologieholding Rostec (OAK, Russian Helicopters, UEC, Tecmasch, Shvabe und weitere) ihren Sitz in der Hauptstadt.
Größere Industrieunternehmen mit rechtlichem Sitz in der Stadt sind unter anderem der Uhrenhersteller Slawa, der Autohersteller Avtoframos, der staatliche Atomkonzern Atomenergoprom, die United Metallurgical Company, Rusal sowie die Erdölunternehmen Gazprom, Lukoil und Rosneft. RKK Energija, das wichtigste russische Raumfahrtsunternehmen und Hersteller der Sojus-Raumschiffe, hat seinen Sitz im Moskauer Vorort Koroljow.

### Finanzdienstleistungen
In Moskau sind etwa 80 Prozent des Finanzpotenzials des Landes konzentriert. Zwei Drittel des Gesamtumfanges ausländischer Investitionen in die Wirtschaft Russlands geht in die Hauptstadt. Moskau ist damit das größte Betätigungsfeld ausländischer Investoren. In der Stadt befinden sich etwa 18.500 Handelsbetriebe, Gaststätten und Dienstleistungsbetriebe, 9000 Kleinhandelsobjekte und circa 150 Märkte, in denen ungefähr eine Million Personen beschäftigt sind. In der Stadt gibt es etwa 1200 Banken, über 60 Versicherungsgesellschaften und mehrere Dutzend Börsen. Die MICEX-RTS als größte Börse des Landes hat hier ihren Sitz. Etwa ein Viertel aller Einnahmen des Staatshaushalts steuert Moskau bei.

### Handel

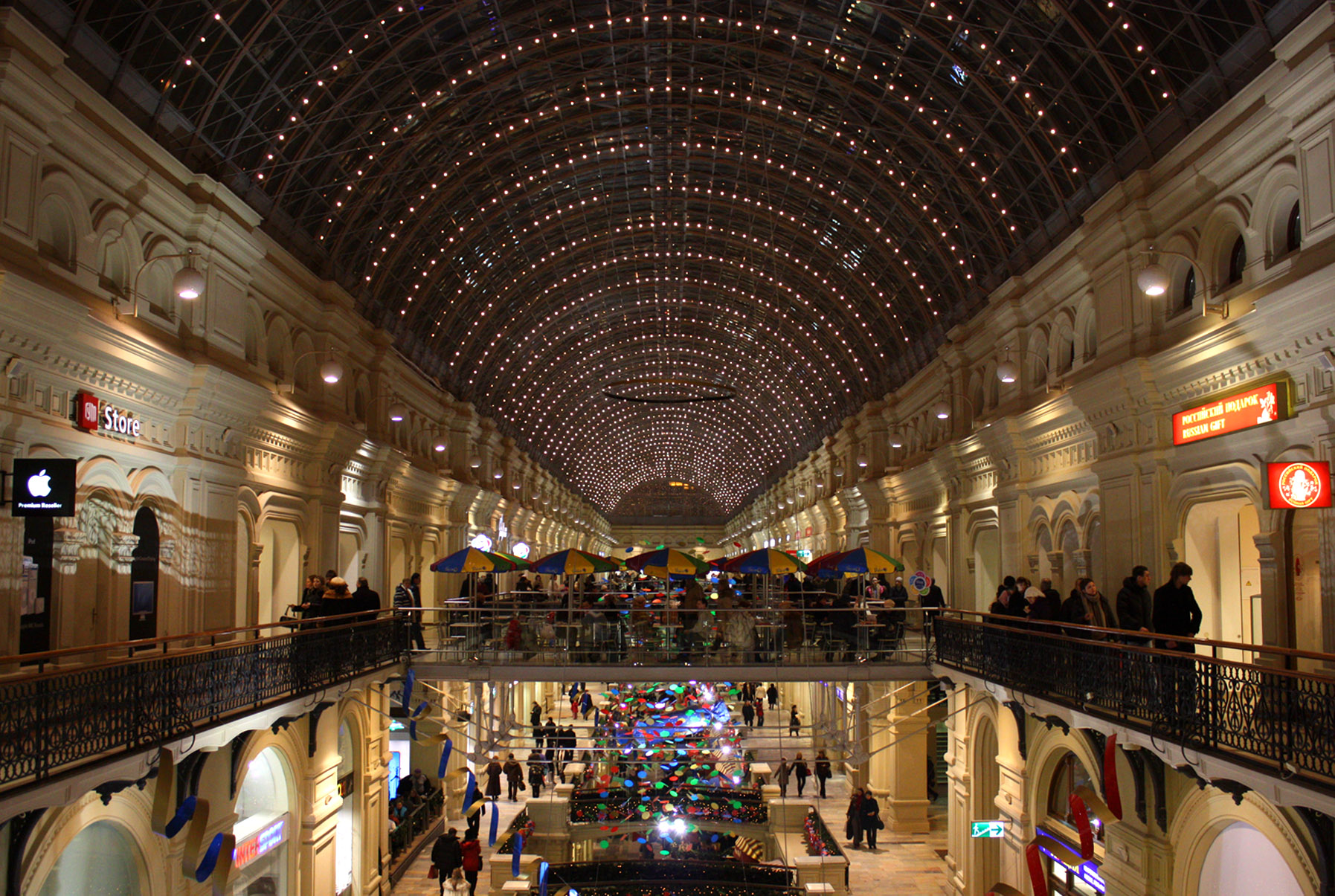
Warenhaus GUM zur Neujahrszeit

Die Stadt bietet heute – im Gegensatz zu Sowjetzeiten – eine Vielzahl von Einkaufsmöglichkeiten. Die Auswahl und die Vielfalt sind weit größer als in anderen Städten Russlands, dafür ist auch das Moskauer Preisniveau eines der höchsten im Land. Viele Geschäfte und Kaufhäuser sind in Moskau nicht nur von Montag bis Samstag, sondern auch sonntags geöffnet, große Supermärkte meist rund um die Uhr. Für Antiquitäten, Kunstwerke, Manuskripte und andere wertvolle Gegenstände, die nicht in den Souvenirgeschäften gekauft werden, ist eine Exportgenehmigung notwendig. Beliebte Souvenirs sind Matrjoschkas (buntbemalte Holzpuppen), geschnitztes Spielzeug und Schatullen mit Märchenmotiven und Malereien auf Holz oder Emaille.
Das größte und bekannteste Kaufhaus in Moskau und eines der größten der Welt ist das Warenhaus GUM. Es befindet sich direkt am Roten Platz, gegenüber dem Lenin-Mausoleum und dem Kreml, mitten im Herzen Moskaus. Es wurde, ursprünglich als „Obere Handelsreihen“, zwischen 1890 und 1893 durch den Architekten Alexander Pomeranzew und den Ingenieur Wladimir Schuchow im neorussischen Stil erbaut, einer neoklassizistischen Spielart mit starken russisch-traditionalistischen Einflüssen.

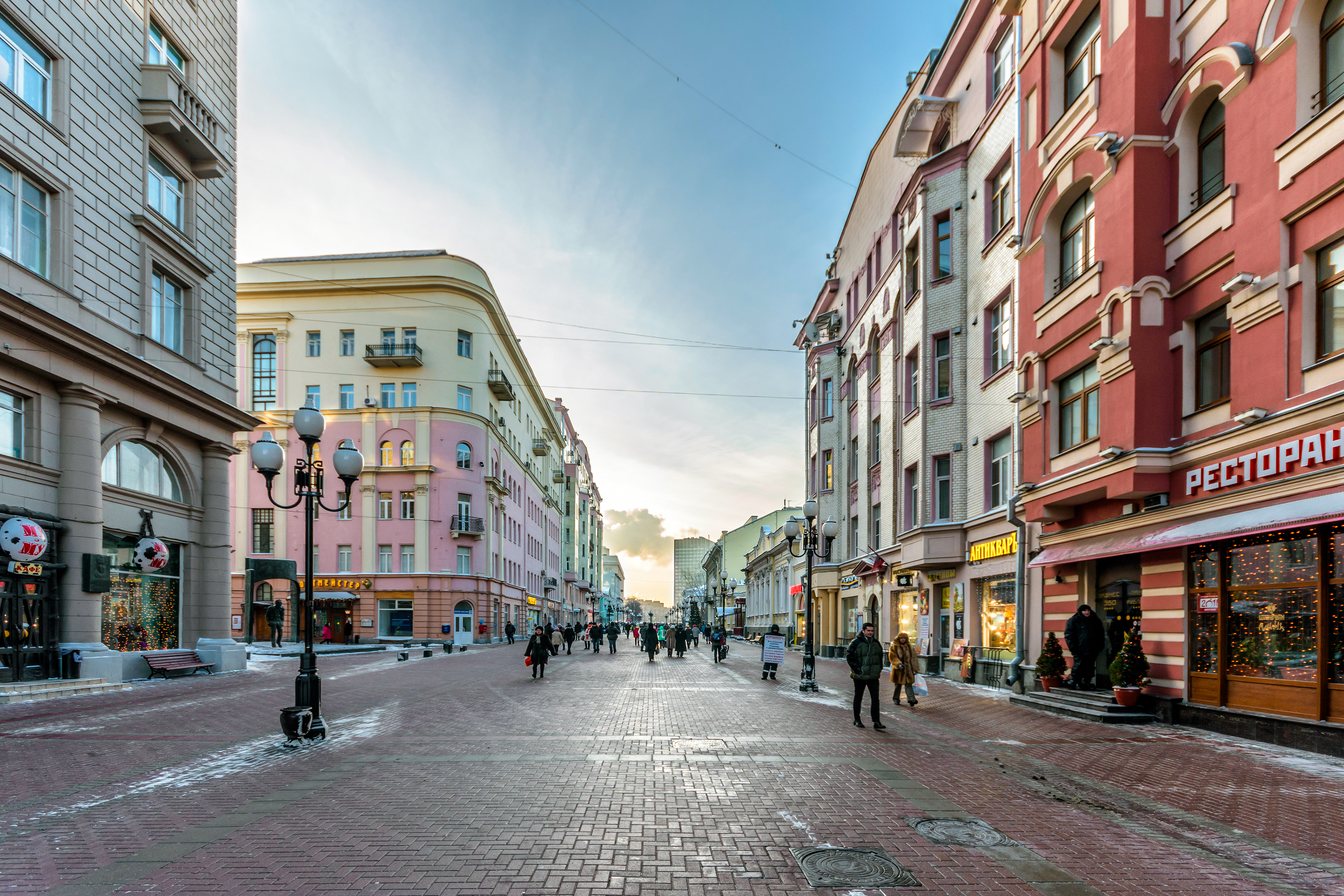
Szeneviertel Arbat

Zwei der beliebtesten Einkaufsstraßen in Moskau sind der Nowy Arbat, eine wichtige Durchgangsstraße westlich des Kremls und die Arbat-Straße, eine Parallelstraße zum Nowy Arbat und die älteste Fußgängerzone Moskaus. Die vom Roten Platz in nördlicher Richtung verlaufende Twerskaja-Straße ist die vornehmste Einkaufsstraße der Stadt und die Adresse einiger teurer Boutiquen. Klassische russische Mode kann man bei Walentin Judaschkin am Kutusow-Prospekt kaufen, einer der imposantesten Einkaufsstraßen Moskaus.
Auch viele etablierte ausländische Handelsketten sind in Moskau präsent. Neben zahlreichen Lifestyle-Labels gehören auch die beispielsweise Metro Cash & Carry, Obi, Spar, Auchan und IKEA dazu. An den großen Einfallstraßen aus und nach Moskau sowie am äußeren Autobahnring MKAD entstehen außerdem jedes Jahr neue Einkaufszentren, die jeden Komfort bieten und auch jeden Einkaufswunsch erfüllen. Besonders beliebt ist die Kette von Megamalls „Mega“, die nicht nur vielfältige Shoppingmöglichkeiten, sondern mit Multiplex-Kinos und Kunsteisbahnen auch ein breites Unterhaltungsprogramm bieten.
Hohe Umsätze werden auch auf den Märkten erzielt, wie auf dem, allerdings im Juni 2009 geschlossenen, Tscherkisowoer Markt im Osten der Stadt oder auf dem Luschniki-Markt in der Nähe des Olympiastadions. Der Sadowod-Markt (von садовод für ‚Gärtner‘, wegen der ursprünglichen Spezialisierung des Marktes) im Südosten Moskaus umfasst 60 Hektar und 8000 Verkaufsgeschäfte.

### IT- und Kommunikationstechnik

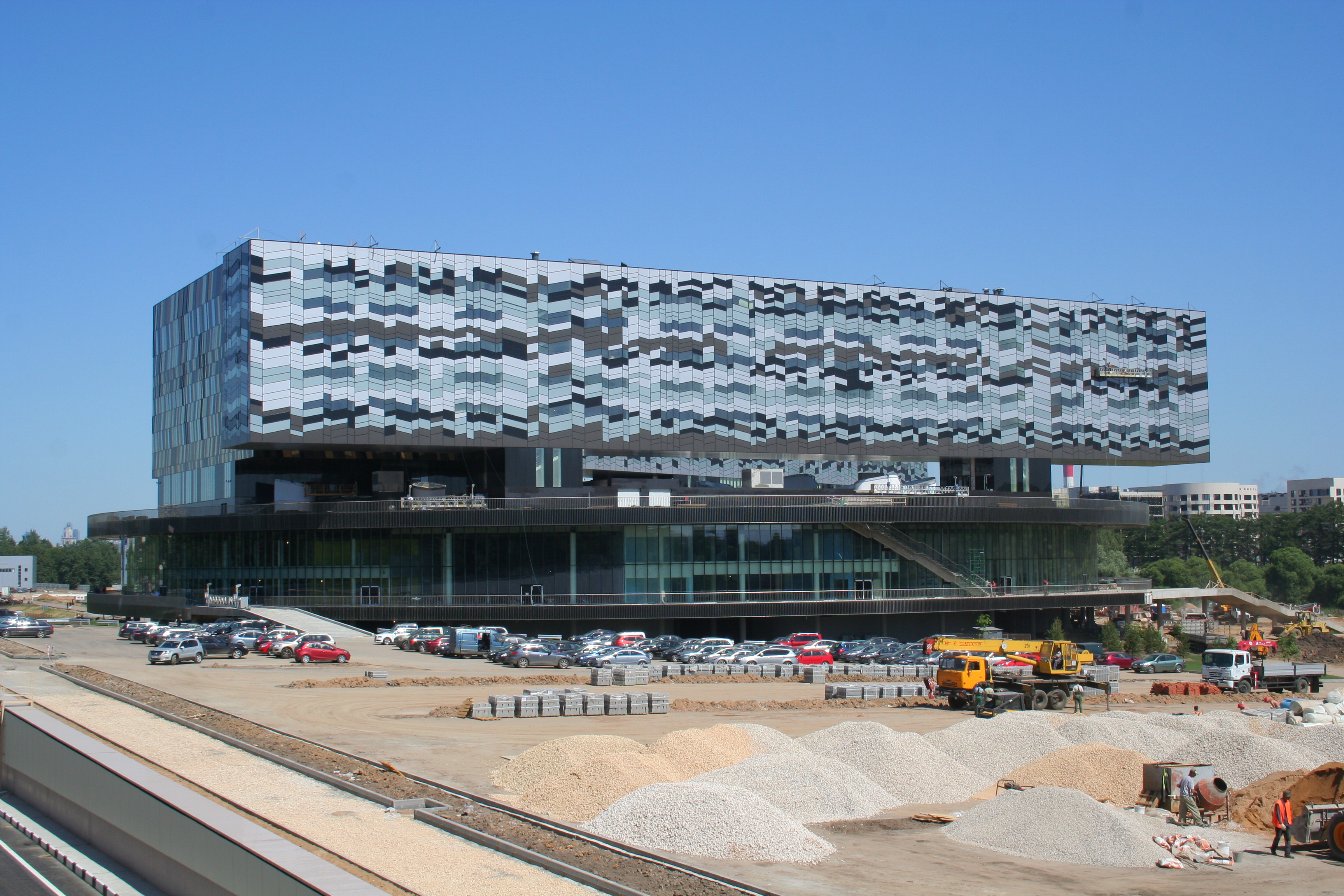
Innovationszentrum Skolkowo in der Entstehung

In den letzten Jahren hat sich Moskau auch zu einem bedeutenden Standort der IT- und Kommunikationstechnik entwickelt. Neben zahlreichen einheimischen, russischen Software- und Computerunternehmen, wie etwa 1C, Kaspersky Lab, ABBYY, Yandex, Luxoft, Noventiq (ehem. Softline) oder Rover Computers die ihren Sitz in Moskau haben, betreiben eine Vielzahl an internationalen Unternehmen, wie etwa Intel oder Hewlett-Packard Forschungs- und Entwicklungszentren in der russischen Hauptstadt. Auch die Mobilfunkanbieter Mobile TeleSystems, MegaFon und Beeline haben ihre Hauptniederlassung in Moskau.
Der Bezirk Selenograd wurde ab den 1960ern als „russisches Silicon Valley“ entwickelt und wurde zum wichtigen Zentrum der Halbleiterindustrie. Es ist unter anderem Sitz der Nationalen Forschungsuniversität für Elektronische Technologie (MIET), der Wirtschaftshochschule MSABA und des Unternehmens Sitronics. Das international vielbeachtete Innovationszentrum Skolkowo soll im Moskauer Vorort Skolkowo entstehen und ebenfalls zu einem Zentrum der Digital- und IT-Industrie werden.

### Gastronomie
Das Restaurantangebot der Stadt ist kaum überschaubar, ständig sind neue Lokalitäten im Trend, andere werden wieder geschlossen. Die Preise sind sehr unterschiedlich. Es gibt Gaststätten, die der Unterhaltung dienen, Bars, Cafés, Nobelrestaurants, aber auch Fastfood-Ketten, Selbstbedienungsrestaurants und Kantinen.
Eines der berühmtesten Gerichte ist Borschtsch, eine ukrainische Suppe aus roter Bete, die auch in Russland und in Polen populär ist und dem Gast im Restaurant heiß mit saurer Sahne serviert wird. Weltweit bekannt sind Bœuf Stroganoff (geschnetzeltes Rinderfilet, in saurer Sauce geschmort), Ikra oder Krasnaja Ikra (schwarzer oder roter Kaviar), Bliny (das russische Wort für Pfannkuchen, eine Art Crêpes meist mit Kaviar oder Lachs und saurer Sahne serviert) und Oladji (süße Pfannkuchen mit Marmeladenfüllung). Zum Nachtisch besonders beliebt sind Blintschiki (eine Variation von Pfannkuchen) aus Grieß oder Buchweizen mit süßer Soße.

## Infrastruktur und Lebensqualität

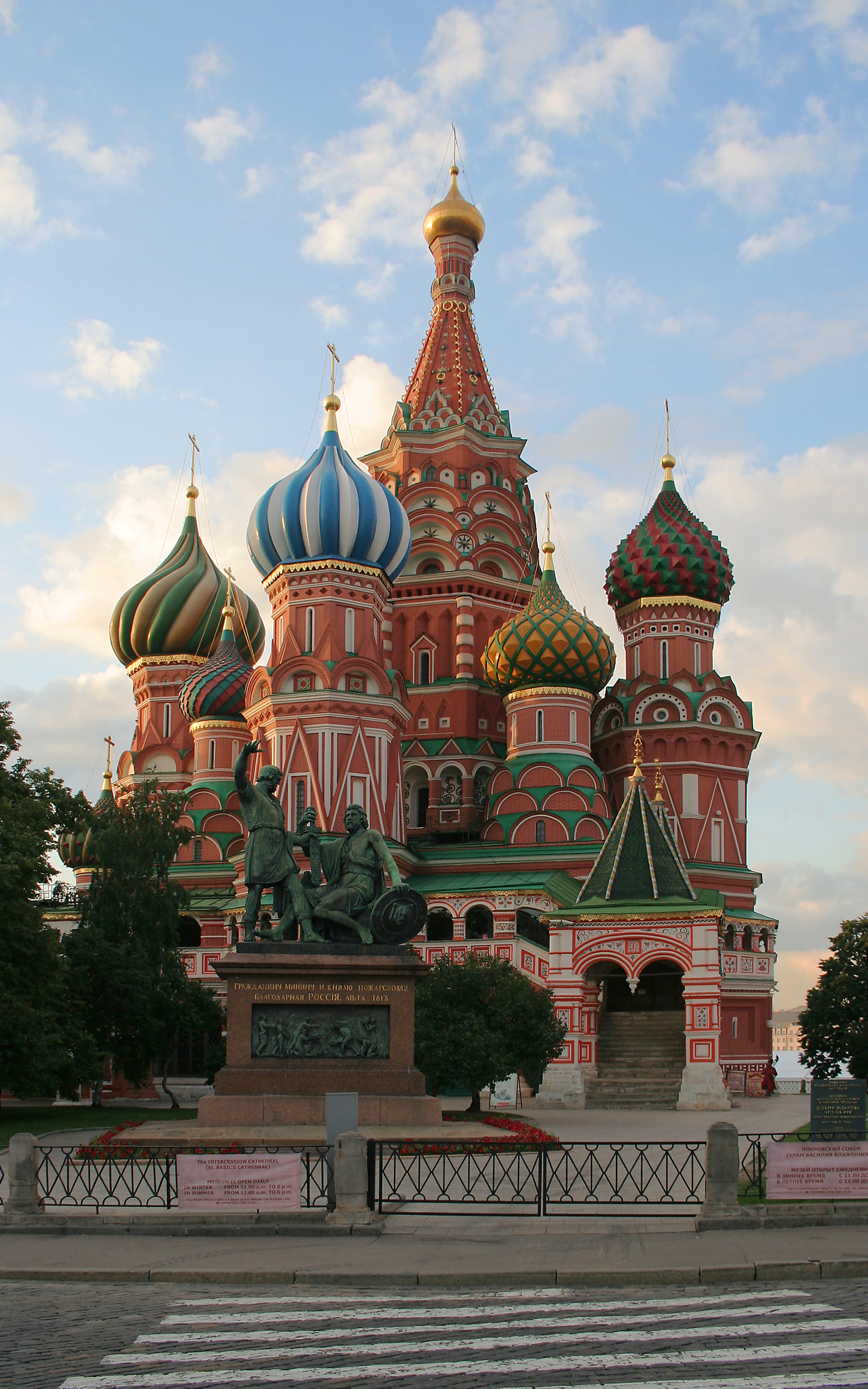
Basilius-Kathedrale

### Beschäftigungsquote
Bis zum Ausbruch der internationalen Wirtschaftskrise Ende 2008 herrschte in Moskau fast Vollbeschäftigung. Das durchschnittliche Monatsbruttoeinkommen im Jahr 2006 lag bei umgerechnet rund 850 Euro. Nicht berücksichtigt ist dabei, dass nach wie vor ein hoher Anteil der Löhne schwarz gezahlt wird, effektiv dürfte die Lohnsumme 30 bis 100 Prozent über den offiziellen Zahlen liegen. Ende April 2009 waren in Moskau nach offiziellen Angaben gut 50.000 Erwerbspersonen arbeitslos gemeldet, laut Gewerkschaftsangaben seien es rund sechsmal so viele gewesen. Für 2017 war eine offizielle Quote von 2,9 Prozent bekannt gegeben worden.

### Lebensstandard
In Moskau verbesserte sich der Lebensstandard in den 2000er-Jahren erheblich. Die Stadt hat sich seit Anfang der 1990er-Jahre von einer der preiswertesten zu einer der teuersten Städte der Welt entwickelt. Nach dem Wert des Verbraucherkorbes, der über 150 Hauptwaren beinhaltet, nimmt sie den ersten Platz in Europa ein und steht nur den japanischen Städten Tokio und Osaka nach. Etwa fünf bis zehn Prozent der Moskauer Bevölkerung zählen zur wohlhabenden oder reichen Schicht. Das heißt, rund eine Million Menschen besitzen eine hohe Kaufkraft. Rund 40 Prozent der Einwohner, das sind etwa vier Millionen Menschen, gehören der neuen Mittelschicht an.

### Immobilienpreise
Die Immobilienpreise sind insbesondere im Zentrum von Moskau exorbitant hoch: In den Verwaltungsbezirken am Stadtrand kosteten Wohnungen im Jahr 2010 rund 4000 Dollar pro Quadratmeter, im Verwaltungsbezirk Zentrum waren Kaufpreise von 8000 bis 8500 Dollar pro Quadratmeter üblich. Eine 117-Quadratmeter-Wohnung im Zentrum von Moskau mit russischem Ausbaustandard kostet demnach rund eine Million Dollar. Anfang 2018 stellte der Kommersant Areale vor, in welchen Preise über 12.000 Euro pro Quadratmeter existierten bis zu einem Maximum von 25.000 Euro pro Quadratmeter. Außerhalb der Ringautobahn und in schlechter Qualität konnten Wohnungen zu 1.400 Euro pro Quadratmeter gekauft werden, im Verwaltungsbezirk Jaroslawski an der Stadtgrenze kurz vor Mytischtschi und immer noch ohne genügenden U-Bahn-Anschluss, kosteten sie rund 2000 Euro.
Die Kosten an teilweise guten Lagen waren auch ein Haupt-Kritikpunkt beim ab dem Jahr 2016 angestrebten Abriss von rund 8000 Plattenbauten aus den 1960er-Jahren mit 600.000 Wohnungen – einem Zehntel oder mehr der gesamten Wohnfläche Moskaus. Die Rechte der Bewohner und Wohneigentümer der Renovierungszonen wurden eingeschränkt. Die „Chruschtschowki“-Gebäude aus der Chruschtschow-Ära vom damaligen Typ K-7 waren in kürzester Zeit erbaut worden – die Errichtung eines K-7 war bestenfalls in zwei Wochen möglich gewesen. Später wurde die Zahl der abzureissenden Häuser auf unter 5000 korrigiert. Im Juni 2017 wurde der Abriss vom Parlament besiegelt und im Juli vom russischen Präsidenten Putin in Kraft gesetzt. Der Verdacht von Spekulation drängte sich auf, allgemein geht in Russland Korruption mit Bautätigkeit einher.

### Abfallproblem
Eine bewirtschaftete Abfallentsorgung gibt es nicht (Stand 2018). Sämtlicher Abfall der Millionenmetropole wird ungetrennt am Stadtrand Moskaus deponiert. Die der Stadt am nächsten liegende Deponie wurde vom russischen Präsidenten Putin im Juli 2017 in „Kümmerer-Manier“ mit dem einzigen Effekt geschlossen, dass der Müll auf andere Deponien gelangte. Damit begannen die Probleme mit der etwa 100 Kilometer westlich von Moskau gelegenen Deponie bei Wolokolamsk. Deren eigene Probleme waren schon länger bekannt; bereits Anfang 2017 gab es kleinere Demonstrationen wegen scharfer Gerüche. Am 3. März 2018 demonstrierten nicht weniger als 5.000 Menschen in der Stadt von 24.000 Einwohnern, also gut ein Fünftel der Bevölkerung. Kurze Zeit später musste gar die Schule geschlossen und 50 Kinder im Krankenhaus behandelt werden. Die regierungskritische Journalistin Julija Latynina wies auf einen weiteren politischen Aspekt hin; Mülltrennung habe etwas mit ziviler Verantwortung zu tun und Bürger, welche zivile Verantwortung übernehmen wollten, würden autoritären Behörden nicht behagen.

## Medien

### Printmedien
Bei den Printmedien liegen die Boulevardzeitungen Moskowski Komsomolez und Komsomolskaja Prawda auf Platz eins und zwei in der Anzahl der Leser, gefolgt von den früheren kommunistischen Zeitungen Trud, Iswestija und Prawda. Die Iswestija gilt dabei allgemein als die seriöseste Zeitung Moskaus. Sie hat mit ihrer kommunistischen Vergangenheit gebrochen und dient heute als anerkannte Informationsquelle für ein breites Publikum. Für regierungskritischen und investigativen Journalismus bekannt ist die Nowaja gaseta.
Die Wirtschaftszeitung Kommersant ist bei den Werbeeinnahmen führend, liefert sich aber mit ihrem härtesten Konkurrenten, der Wirtschaftszeitung „Wedomosti“ einen harten Kampf. Zu den am meisten gelesenen Blättern gehört auch das Anzeigenblatt „Is ruk w ruki“, eine Art Tauschbörse mit hunderten von Kleininseraten.
Im Bereich der Wochen- und Monatszeitschriften können die Hochglanzzeitschriften unterschiedlicher Ausrichtungen ihre Leserschaft kontinuierlich vermehren. In Moskau erscheinen zahlreiche Fachzeitschriften, darunter etwa die bereits 1830 gegründete Literaturnaja gaseta.
In letzter Zeit gewinnen auch Internetzeitungen, wie zum Beispiel lenta.ru, strana.ru und polit.ru, zunehmend an Bedeutung. Wöchentlich erscheinen die Moskowskije Nowosti, die Argumenty nedeli sowie die Argumenty i Fakty.
Auch fremdsprachige Presse gibt es in Moskau. Zu den deutschsprachigen Wochenzeitungen gehören die Moskauer Deutsche Zeitung und die Moskauer Nachrichten, englischsprachige Tageszeitungen sind The Moscow Times und The Moscow Tribune.

### Hörfunk

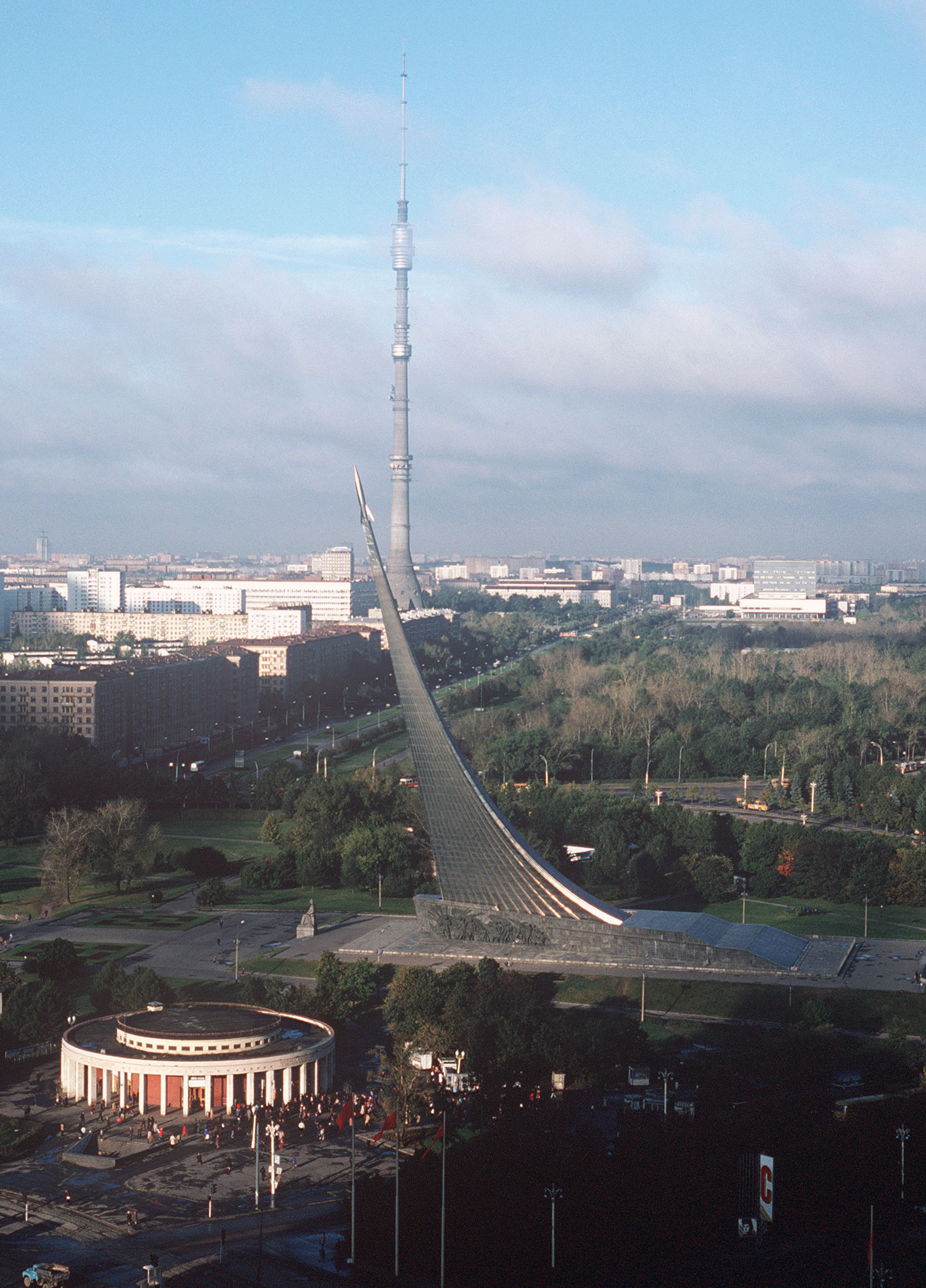
Moskauer Fernsehturm und Monument für die Eroberer des Weltraums im Jahr 1985

In Moskau senden zahlreiche Radiostationen. Dazu gehört auch „Echo Moskwy“ („Echo Moskaus“) mit einem einzigartigen Format. Die Station strahlt fast keine Musik aus, dafür ist sie als kritischer Nachrichten- und Diskussionssender bekannt.
Als in der Sowjetunion unter Michail Gorbatschow im Jahre 1990 erstmals nichtstaatliche Medien zugelassen wurden, gründete eine Gruppe von Journalisten den Radiosender Echo Moskau. Auf die Sendelizenz Nummer eins sind die Mitarbeiter heute noch stolz. Alexei Wenediktow ist der Chefredakteur. Heute gehört der Sender dem quasi-staatlichen Energie-Riesen Gazprom und trotzdem ist es ihm weitgehend gelungen, die redaktionelle Unabhängigkeit zu bewahren. In Moskau hat der Sender etwa 500.000 Hörer.
Fast jede Wohnung in Moskau besitzt auch heute noch einen Drahtfunkanschluss mit drei Kanälen, der noch aus sowjetischer Zeit stammt. Da er relativ preiswert ist, melden viele Bewohner diesen nicht ab, obwohl sie ihn nicht benutzen. Auf den beiden ersten Kanälen sind die staatlichen Sender „Radio Rossii“ („Radio Russlands“) und „Radio Majak“ („Radio Leuchtturm“) zu hören, die ein der Regierung nahes, aber breites Angebot an Informationen ausstrahlen. Auf dem dritten Kanal ist der kommerzielle Musikkanal „Jewropa Pljus“ aufgeschaltet.

### Fernsehen
Die Moskauer sind stark auf das Fernsehen konzentriert. Die beiden staatlichen landesweit ausgestrahlten Fernsehsender „Perwy kanal“ (Erstes Programm) und „Rossija“ (Zweites Programm) sind in Moskau Marktführer. Sie strahlen ein breites Programm an Nachrichten und Unterhaltung aus und versuchen den Geschmack des Durchschnittsbürgers zu befriedigen. Der nichtkommerzielle Fernsehkanal „Rossija K“ sendet ausschließlich kulturelle Beiträge, tagsüber ist der Sender „Euronews“ aufgeschaltet.
Der nichtstaatliche Fernsehsender NTW, der ebenfalls im ganzen Land zu empfangen ist, hat Marktanteile verloren, seit er vom weltweit größten Erdgasförderunternehmen Gazprom übernommen wurde, bei dem der russische Staat 51 Prozent der Aktien besitzt. In der Stadt gibt es noch weitere kleinere private Fernsehsender, daneben existieren die Musikkanäle MTV und Mus-TV sowie eine Anzahl regionaler Sender.
Insgesamt sind mehr als zehn Sender über Antenne zu empfangen. Das Programmangebot reicht von alten sowjetischen Spielfilmen über Nachrichten bis hin zu Produktionen aus Hollywood (letztere werden überwiegend in schlechter Synchronisation ausgestrahlt). Ausländische Fernsehstationen sind nur per Parabolantenne über Satellit zu empfangen, denn Kabelfernsehen ist noch nicht sehr verbreitet.

## Verkehr

### Fernverkehr

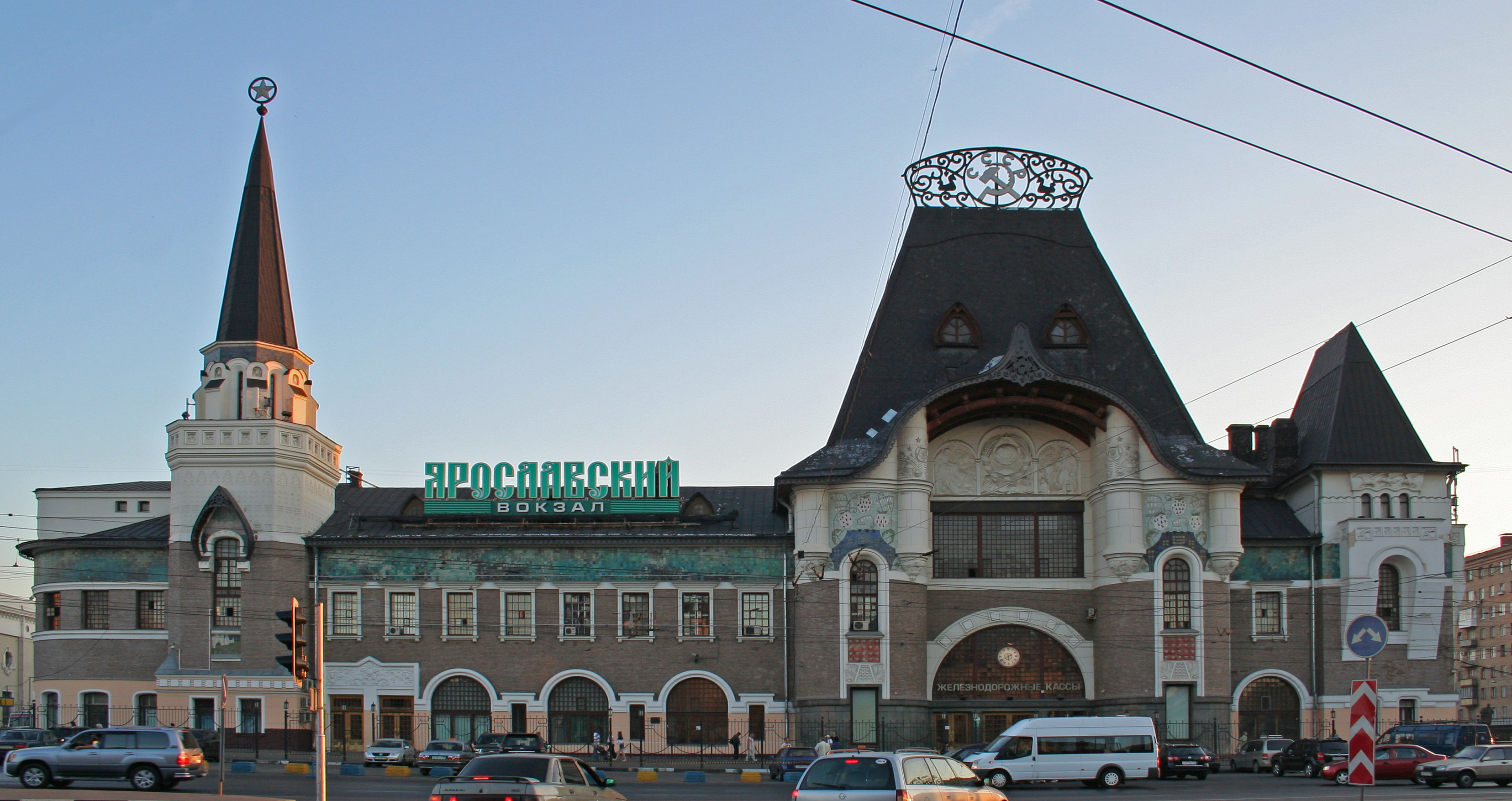
Jaroslawler Bahnhof, Startpunkt der Transsibirischen Eisenbahn

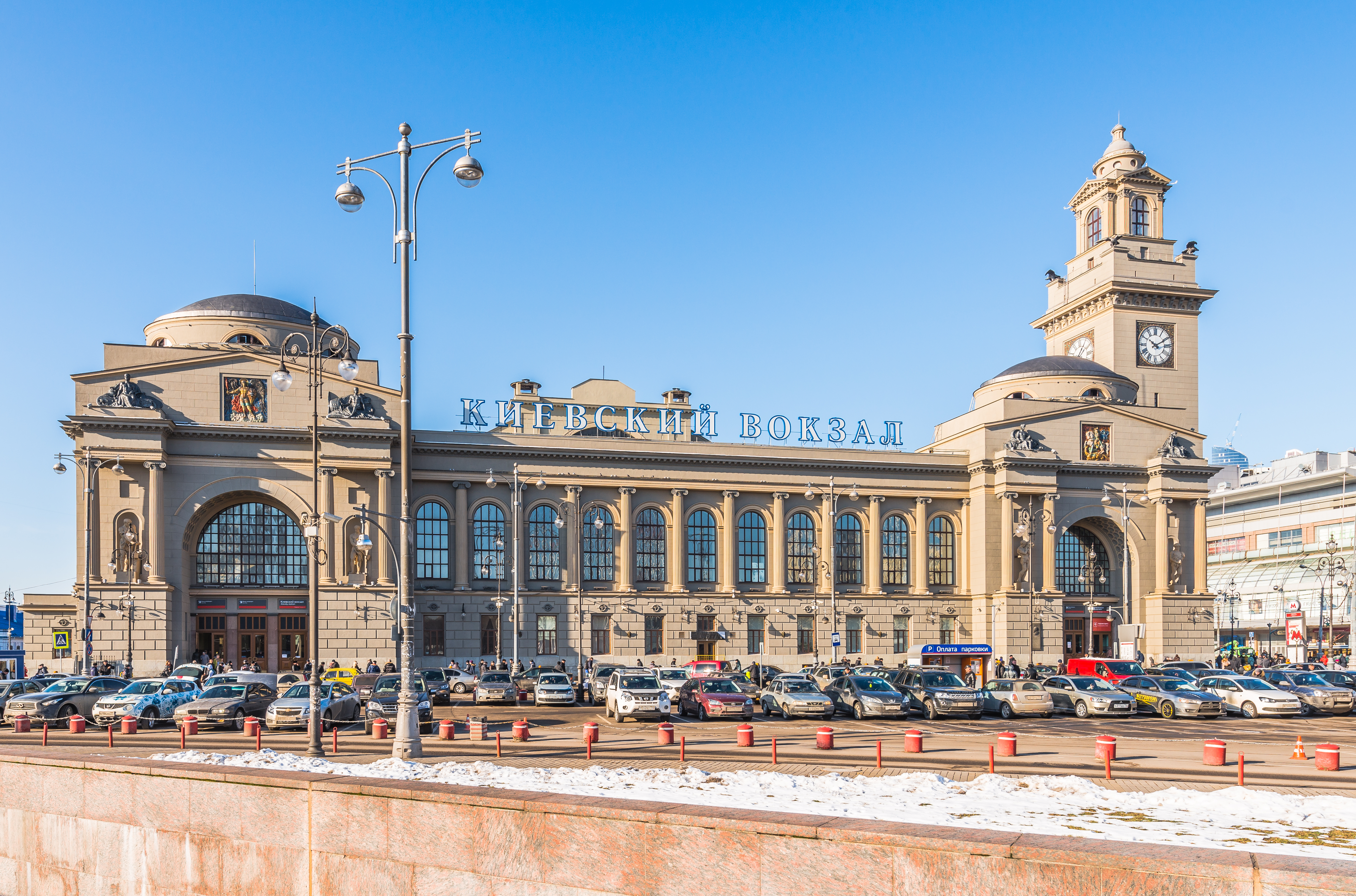
Kiewer Bahnhof

Die zentrale Lage prädestiniert Moskau zum wichtigsten Verkehrsknotenpunkt des Straßen-, Schienen-, Schiffs- und internationalen Flugverkehrs im europäischen Teil des Landes. Ein Kanalsystem verbindet die Stadt mit fünf Meeren (Weißes Meer, Ostsee, Schwarzes Meer, Asowsches Meer und Kaspisches Meer), Moskau wird daher auch „Hafen der fünf Meere“ genannt.
Moskau besitzt vier internationale Flughäfen: Scheremetjewo (1960 eröffnet), Domodedowo (1964), Wnukowo (1941) und Schukowski (1941, Passagierflüge ab 2016). Der Flughafen Bykowo, der ab 1933 den ältesten Moskauer Passagierflughafen auf dem Chodynkafeld ersetzte, wurde zuletzt ausschließlich für Inlandsflüge genutzt und 2010 geschlossen. Ab 2016 übernahm der wenige Kilometer südwestlich von Bykowo befindliche Flughafen Schukowski seine Rolle, als auf dem Militärflughafen ein Passagierterminal eröffnet wurde. Der 1934 errichtete ursprüngliche Militärflugplatz Ostafjewo wird seit 2000 zivil genutzt und dient vorrangig dem Geschäftsflugverkehr.
In Moskau laufen alle Hauptlinien der Eisenbahn im europäischen Teil Russlands zusammen. Die Stadt ist größter Eisenbahnknotenpunkt des Landes mit mehreren Rangierbahnhöfen. Weitere Verkehrsverbindungen verlaufen sternförmig nach Europa, Zentralasien und zum Kaukasus. Die Stadt ist Verwaltungssitz der Moskauer Regionaldirektion der Russischen Staatsbahn. Die Direktion betreibt nicht nur alle Eisenbahnlinien samt zugehöriger Infrastruktur im Großraum Moskau, sondern auch ein knapp 9000 Kilometer langes Schienennetz.
Moskau hat keinen Hauptbahnhof für den Personenverkehr. Allerdings liegen einige wichtige Bahnhöfe am Komsomolskaja-Platz direkt nebeneinander: der Leningrader Bahnhof für den Verkehr nach Sankt Petersburg (Nikolai-Bahn), der Jaroslawler Bahnhof für die Transsibirische Eisenbahn (nach Wladiwostok am Japanischen Meer) und der Kasaner Bahnhof für den Verkehr in Richtung der Wolgarepubliken Tatarstan und Baschkortostan. Von Bedeutung sind außerdem der Kiewer Bahnhof für den Verkehr in die Ukraine, der Kursker Bahnhof und der Pawelezer Bahnhof für Züge nach Südrussland, der Rigaer Bahnhof für Züge Richtung Lettland und der Belarussische Bahnhof für Züge nach Mittel-/Westeuropa und nach Kaliningrad. Der Sawjolowoer Bahnhof, vormals Fernbahnhof für Züge Richtung Rybinsk, wird heute nur für den Regionalverkehr genutzt. Alle Fernbahnhöfe mit Ausnahme des Rigaer Bahnhofs sind mittels einer ringförmig verlaufenden U-Bahn-Linie (Kolzewaja-Linie) verbunden.
Rund um Moskau existiert ein autobahnartig ausgebauter Fernstraßenring (MKAD, von „Московская кольцевая автомобильная дорога“), der einen Umfang von 108,9 Kilometern besitzt und im Jahre 1962 fertiggestellt wurde. MKAD wird von mehreren föderalen Fernstraßen gekreuzt: M1 Belarus, die in westlicher Richtung nach Minsk in Belarus führt, M2 Krim, die über ukrainisches Gebiet nach Krim verläuft, M3 Ukraina, die Moskau mit Ukraine verbindet, M4 Don, die bis zur Schwarzmeerküste reicht, M5 Ural, die einen Teil der transkontinentalen Straßenverbindung von Moskau nach Wladiwostok darstellt, M7 Wolga, die die russische Hauptstadt durch das namensgebende Wolgagebiet mit Kasan verbindet, M8 Cholmogory, die in nordöstlicher Richtung über Jaroslawl und Wologda nach Archangelsk und weiter nach Sewerodwinsk am Weißen Meer führt, M9 Baltija, die über Welikije Luki zur lettischen Grenze verläuft, die M10 Rossija und die M11 Newa, die beide in nordwestlicher Richtung über Twer und Weliki Nowgorod nach Sankt Petersburg verlaufen, sowie die M12 Wostok, die in östlicher Richtung über Kasan und Jekaterinburg nach Tjumen führt.

### Nahverkehr

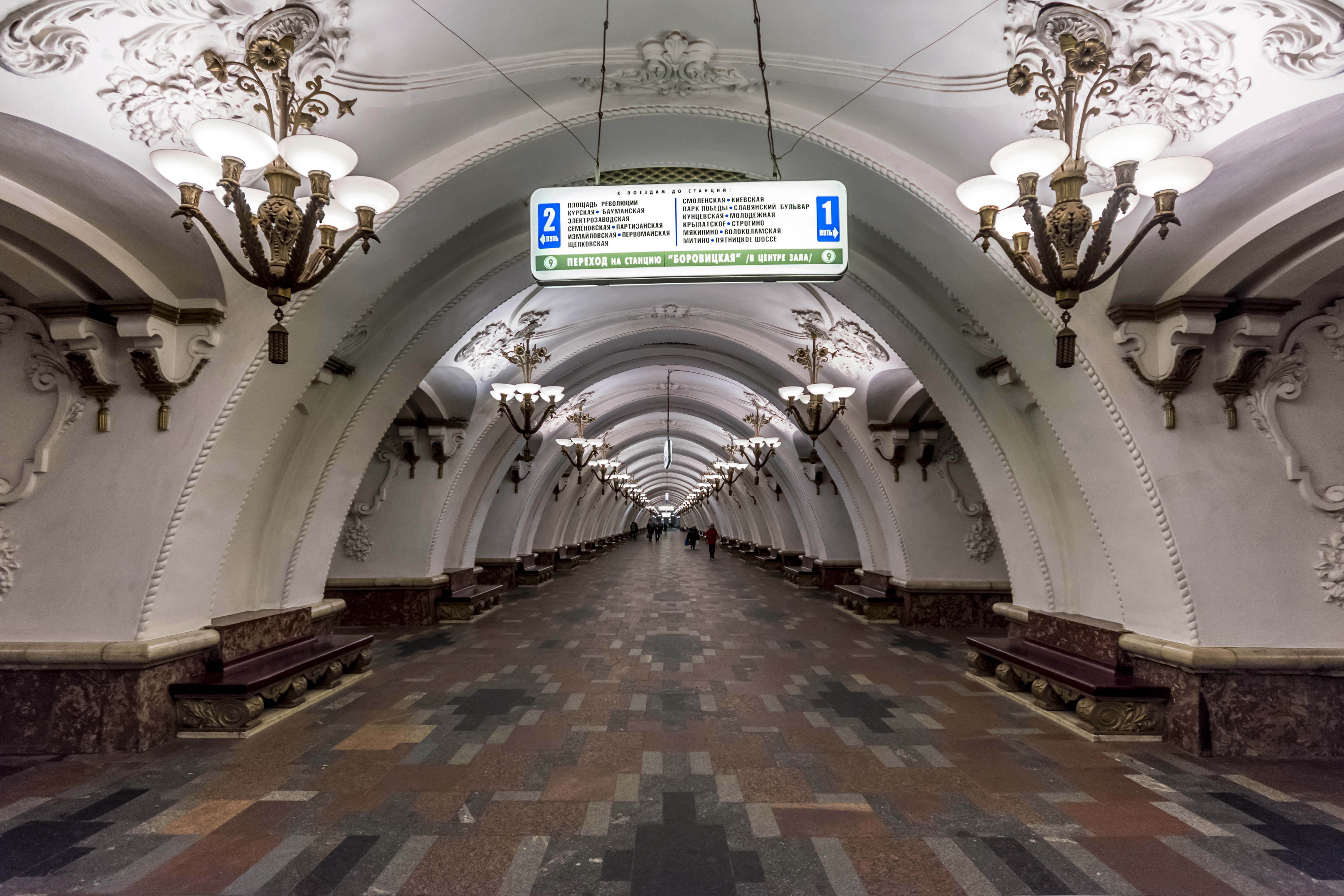
Moskauer Metro-Station „Arbatskaja“

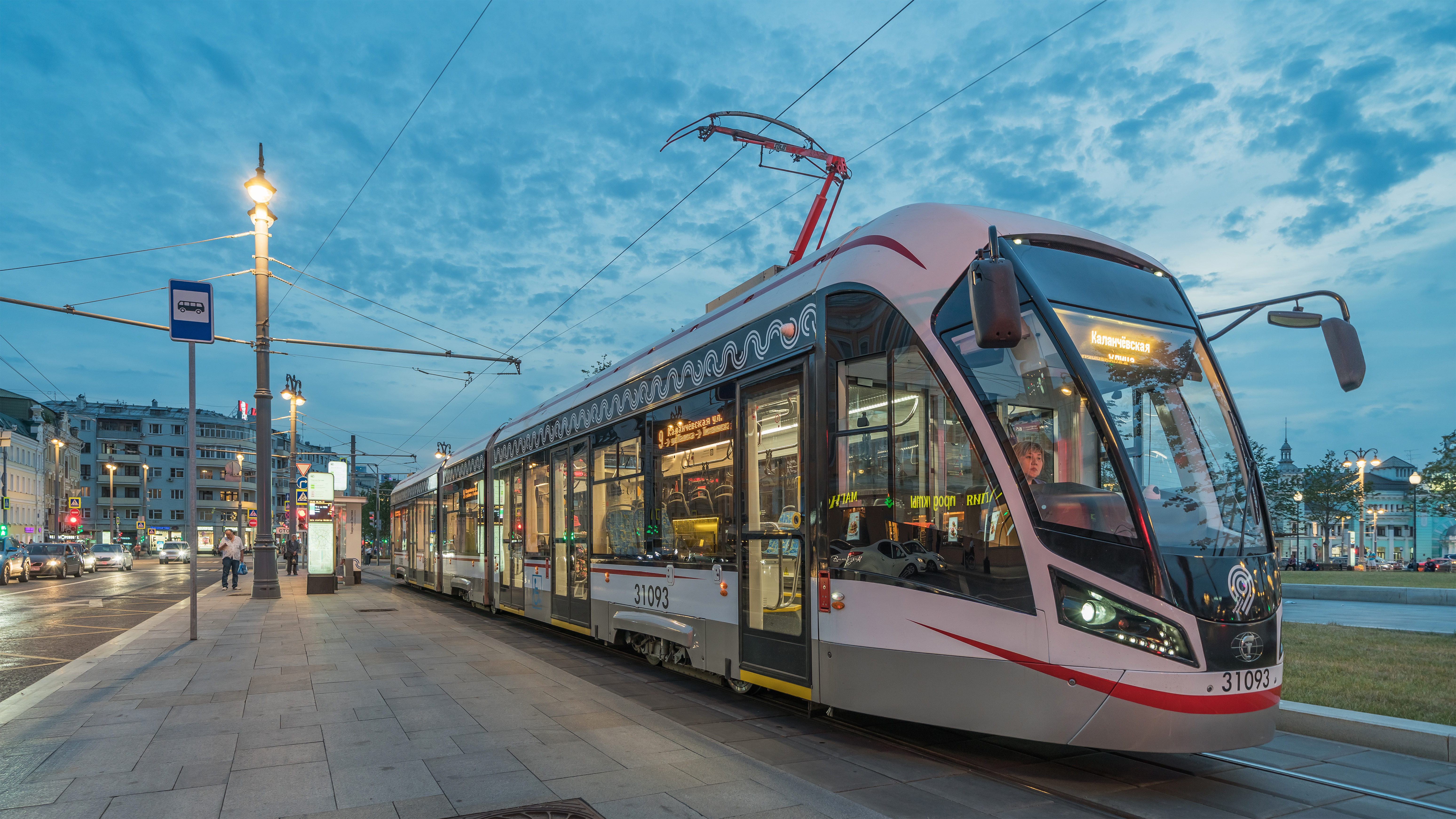
Moskauer Straßenbahnwagen am Belarussischen Bahnhof

Der innere Autoverkehr wird durch die Straßenringe Boulevardring (russ. „Бульварное кольцо“), Gartenring (russ. „Садовое кольцо“) sowie den 2003 in Betrieb genommenen, 36 Kilometer langen Dritten Verkehrsring (russ. „Третье транспортное кольцо“) in der Innenstadt und den Autobahnring MKAD am Rande der Stadt verteilt. Seit 2007 sollten die Straßenringe noch zusätzlich um einen weiteren Autobahnring (den Vierten Verkehrsring) erweitert werden, dessen Bau allerdings 2011 aufgrund der enormen Kosten gestoppt worden ist. Es sind weitere Entlastungs- und Ringstraßen geplant, da das Straßennetz überlastet ist. Oft kommt es auf den Autobahnringen und den Ausfallstraßen zu langen Staus.
Moskau verfügt über eine leistungsfähige U-Bahn, die Metro Moskau. 1932 wurde mit dem Bau begonnen und der erste Streckenabschnitt am 15. Mai 1935 eröffnet. Heute ist ein Netz von 317,5 Kilometern mit 14 Linien und 238 Stationen in Betrieb. Es werden acht bis neun Millionen Personen pro Tag befördert. Zur Rush-Hour fahren die Züge auf einigen Linien alle 90 Sekunden und auch zu normalen Verkehrszeiten beträgt der Abstand zwischen den Zügen auf den meisten Linien nicht mehr als zwei bis drei Minuten.
Einige Bahnhöfe der Metro sind mit Mosaiken, Bronzestatuen und Marmor prunkvoll ausgestattet. Die tieferen Stationen können im Verteidigungsfall als Bunker verwendet werden, indem Zugänge und Streckentunnel durch das Schließen entsprechender Schotts abgedichtet werden. Während der Bombenangriffe im Zweiten Weltkrieg wurden Metrostationen unter anderem als Lazarette und Kommandopunkte genutzt.
Hauptzubringer der Metro in Moskau ist neben städtischen und privaten Buslinien die Moskauer Straßenbahn. Die erste fuhr am 22. Juni 1872 als Pferdebahn; der elektrische Betrieb der Straßenbahn wurde am 6. April 1899 eröffnet. Der innerstädtische Schienenverkehr Moskaus wird ferner durch Nahverkehrszüge sowie die neue Monorail ergänzt. Seit 2016 wird auf dem 54 Kilometer langen Kleinen Moskauer Eisenbahnring, der viele Jahre nur für den Güterverkehr genutzt worden war, ein S-Bahn-ähnlicher Personenverkehr angeboten, der als oberirdische Linie 14 in das Netz der Moskauer Metro eingebunden ist.
Der Stadtbus- und Straßenbahnbetrieb wird vom staatlichen Verkehrsunternehmen Mosgortrans abgewickelt. 1924 fuhren die ersten Omnibusse und am 15. November 1933 der erste Oberleitungsbus in Moskau. Die Stadt verfügte über das längste Oberleitungsbusnetz der Welt, am 31. März 2022 wurde die letzte Linie eingestellt.

## Bildung

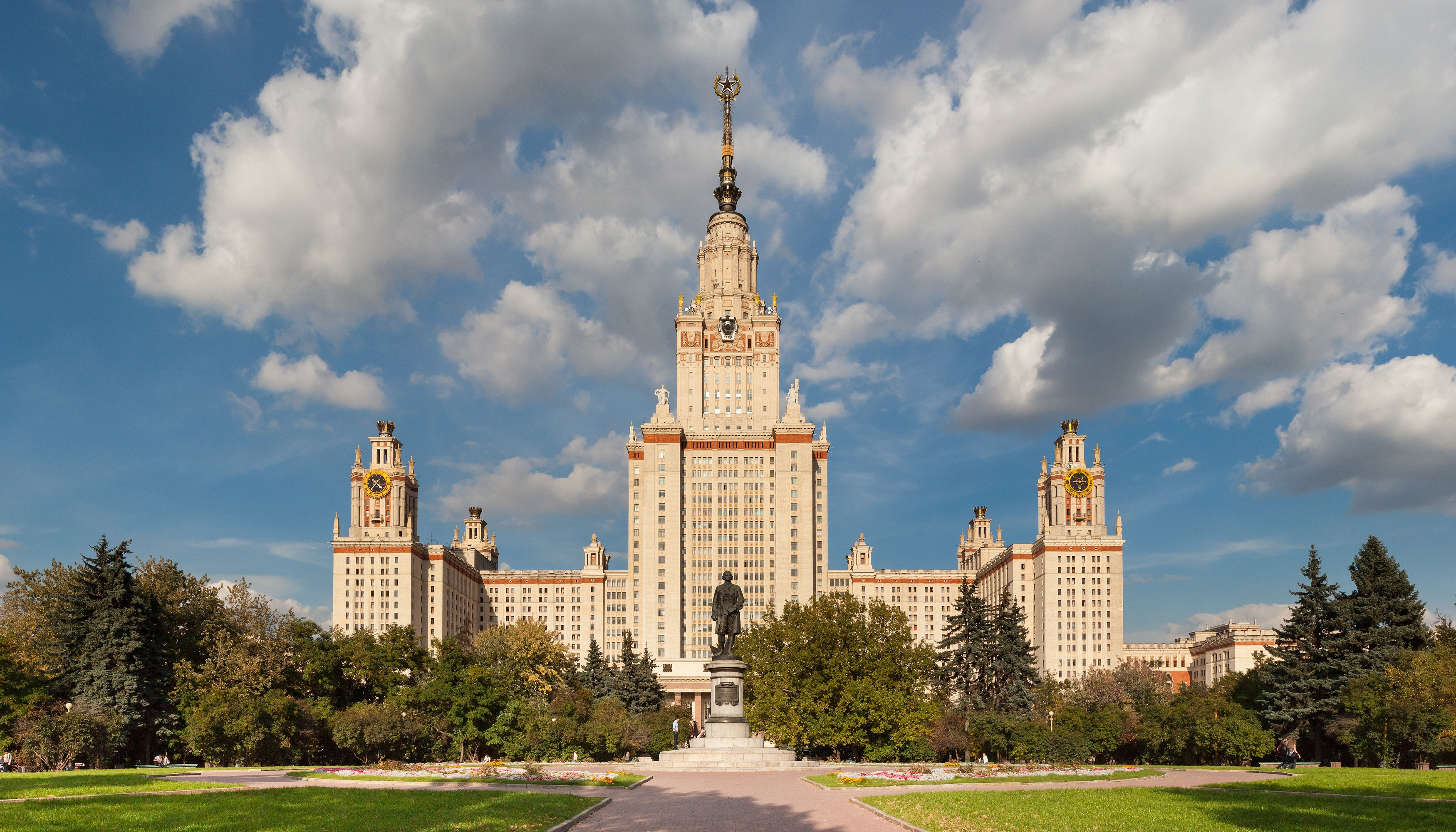
Lomonossow-Universität

80 Hochschulen mit etwa 250.000 Studenten, die in 380 verschiedenen Fachrichtungen ausgebildet werden, und über 1000 Forschungsinstituten und Konstruktionsbüros machen Moskau zum überragenden Zentrum des wissenschaftlichen Lebens. Des Weiteren befinden sich in der Stadt etwa 4000 Bibliotheken, deren Buchbestand circa 400 Millionen Exemplare verschiedener Arten der Druckerzeugnisse beträgt.
Zu den hervorragenden Bildungs- und Forschungseinrichtungen der Stadt gehören neben der berühmten staatlichen Lomonossow-Universität, die staatliche Technische Universität für Bauwesen (MSUCE), die Staatliche Technologische Universität „Stankin“ Moskau, die Hochschule für Bergbau, das Institut für Kristallographie der Akademie der Wissenschaften, die Russische Universität für Luft- und Raumfahrt (MAI), die Pädagogische Staatliche Universität Moskau, die Staatliche Technische Universität Moskau, die Russische Universität der Völkerfreundschaft, die Staatliche Akademie für Lebensmittelindustrie und die Hochschule für Energetik (MEI).
Das staatliche Gerassimow-Institut für Kinematographie (WGIK) ist mit der Gründung im Jahre 1919 die erste Filmhochschule weltweit.
Die Lomonossow-Universität ist die größte und älteste Universität Russlands. Sie wurde am 25. Januar 1755 per Erlass von Elisabeth I. auf Anregung des Universalgelehrten und Schriftstellers Michail Lomonossow gegründet. Viele sowjetische und russische Persönlichkeiten aus Politik, Kunst und Wissenschaft waren Absolventen dieser Universität, zu denen auch Ex-Staatschef Michail Gorbatschow zählt. Im Jahr 2021 waren rund 38.000 Studenten aller Fachrichtungen dort eingeschrieben.

## Kunst, Kultur und Tourismus

### Theater

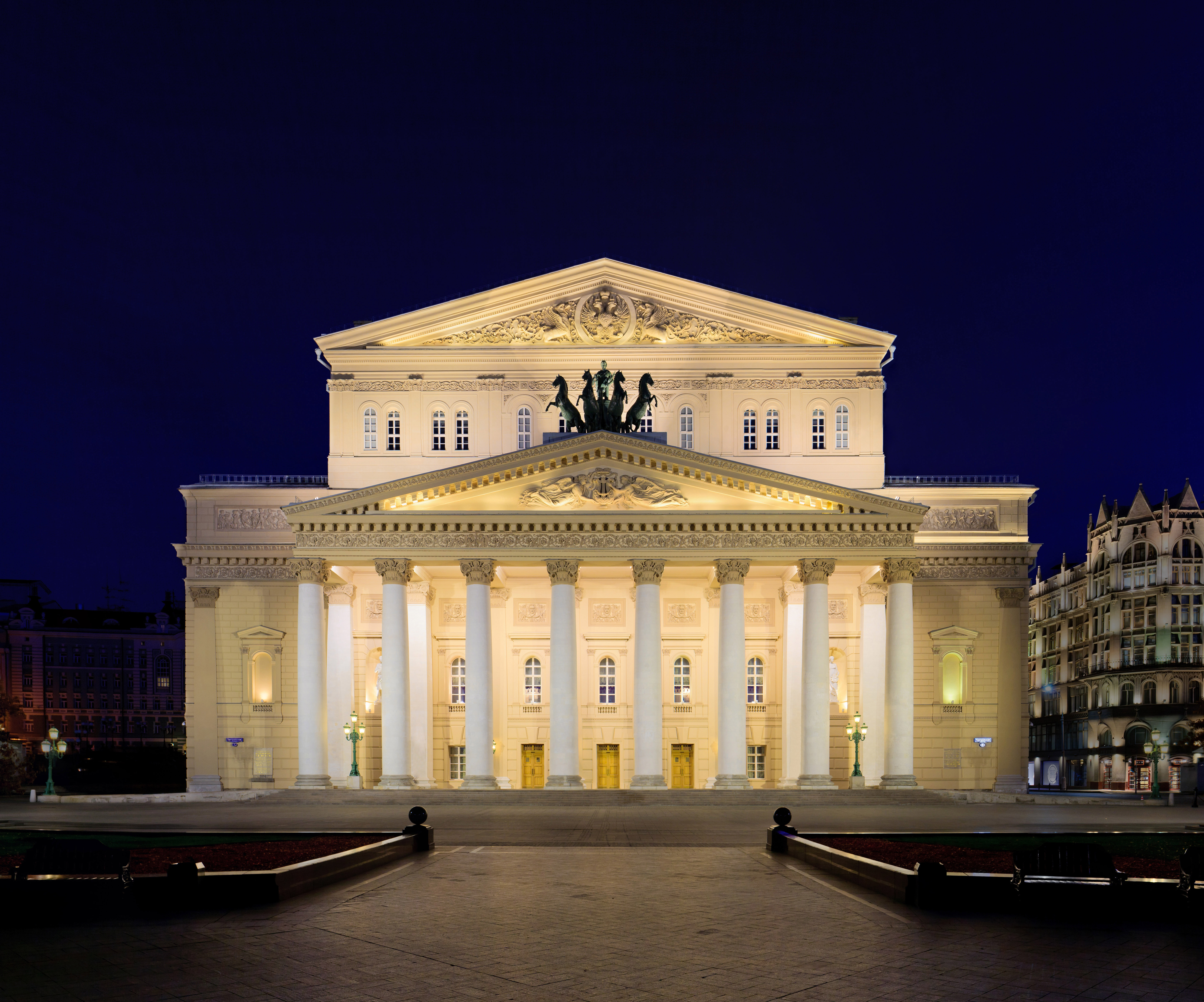
Bolschoi-Theater

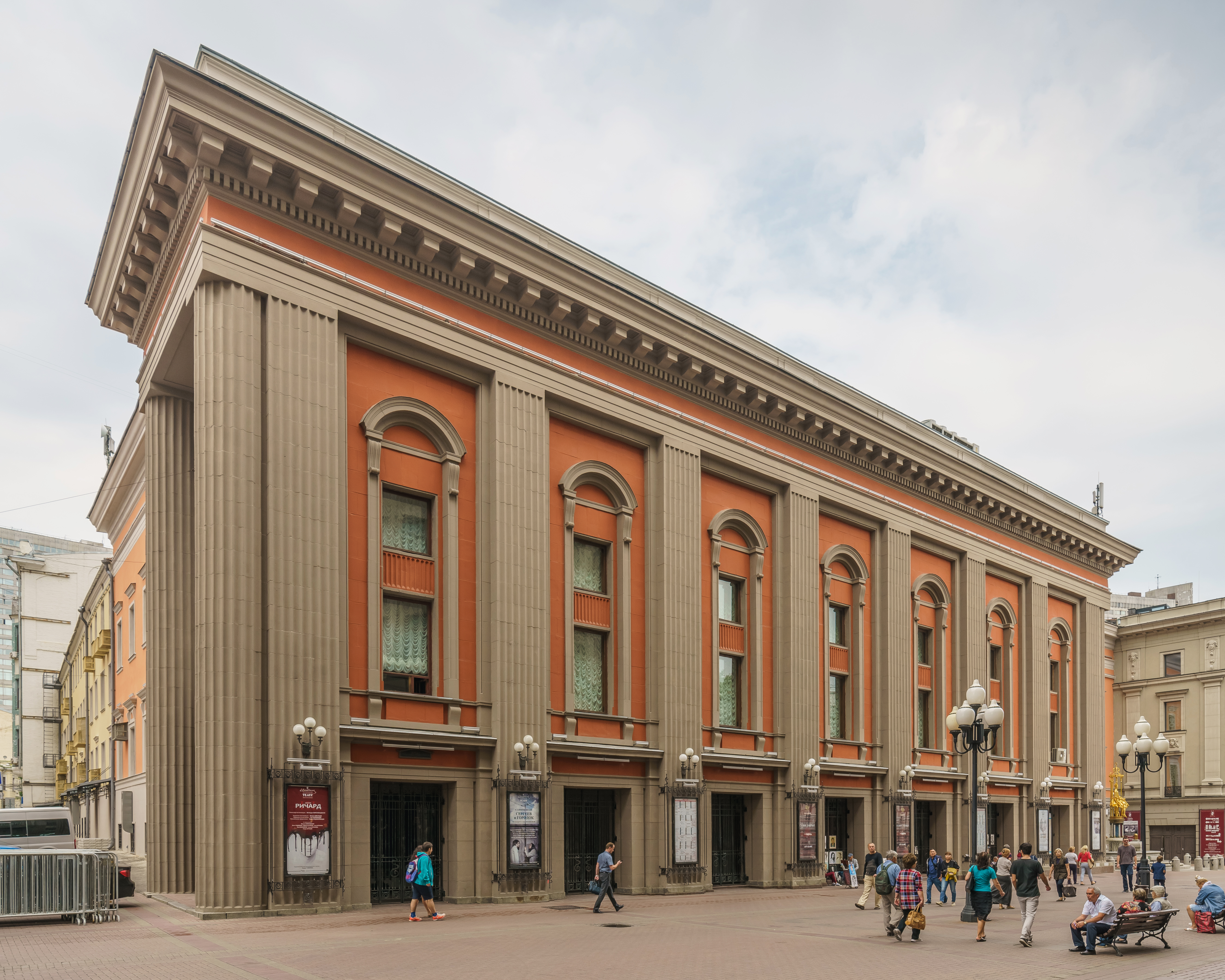
Wachtangow-Theater

Das Bolschoi-Theater („Großes Theater“) in Moskau ist das bekannteste Theater der Stadt. Es besteht seit dem Jahre 1776. Damals erhielt Fürst Peter Urussow vom Zaren das Alleinrecht, in Moskau Schau- und Singspiele aufzuführen. Die ersten Schauspieler waren Leibeigene des Fürsten.
Die Aufführungen fanden zuerst noch in einem Privathaus statt, erst im Jahre 1780 entstand der Theaterbau am heutigen Standort. Das Bauwerk steht auf Holzpfählen in einem sumpfigen Teil des Moskauer Zentrums. Zuerst war das Theater nach der vorbeiführenden Straße „Petrowski-Theater“ benannt. Im 18. Jahrhundert wurden überwiegend Opern russischer Komponisten aufgeführt, aber auch Dramen und Ballette.
1805 brannte das Theatergebäude ab und wurde 20 Jahre später durch den Architekten Joseph Bové neu errichtet. Erst damals erhielt es den Namen „Bolschoi-Theater“. Am 18. Januar 1825 wurde das neue Bolschoi-Theater mit dem Prolog Der Triumph der Musen zur Musik von Alexei Werstowski und Alexander Aljabjew eröffnet. 1853 zerstörte erneut ein Brand die Inneneinrichtung des Theaters. Daraufhin stattete der Architekt Albert Cavos das Gebäude noch kostbarer aus. Bis heute ist bis auf kleinere Veränderungen diese Einrichtung erhalten geblieben. Durch seine außergewöhnliche Architektur im Stil des russischen Klassizismus gehört das Bolschoi-Theater heute zu den schönsten Theatern der Welt.
Heute arbeiten dort etwa 900 Schauspieler, Tänzer, Sänger und Musiker. Die Stars sind meistens auf Tournee in aller Welt unterwegs und daher selten in Moskau anzutreffen. Das Bolschoi-Theater ist heute die Heimat einer der ältesten und besten Ballettkompanien der Welt, dem weltberühmten Bolschoi-Ballett.
Weitere bekannte Theaterhäuser in Moskau sind beispielsweise das Wachtangow-Theater an der alten Arbat-Straße, das 1897 gegründete Tschechow-Künstlertheater sowie das in der späteren Sowjetzeit bekannt gewordene Taganka-Theater.

### Museen

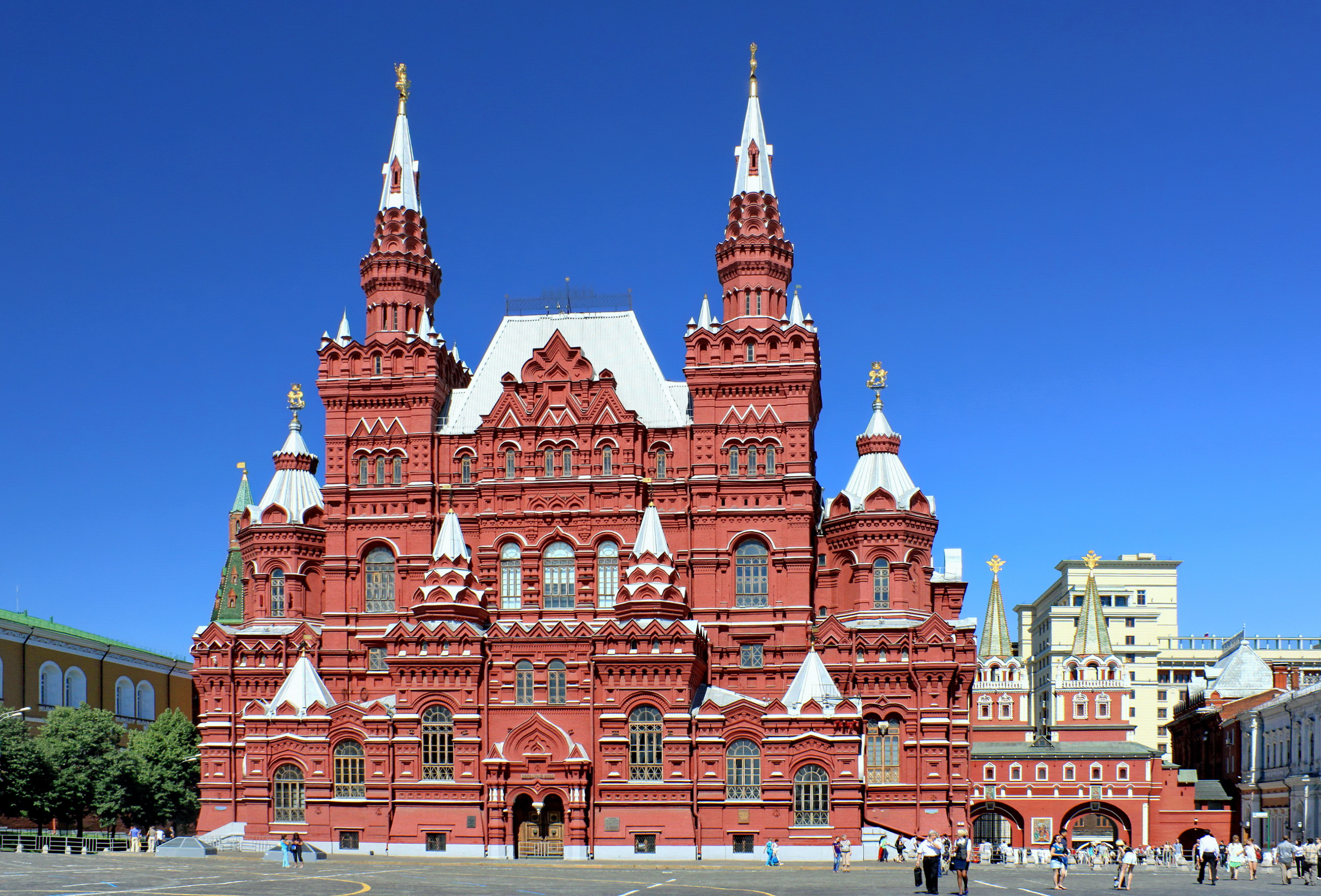
Staatliches Geschichtsmuseum am Roten Platz

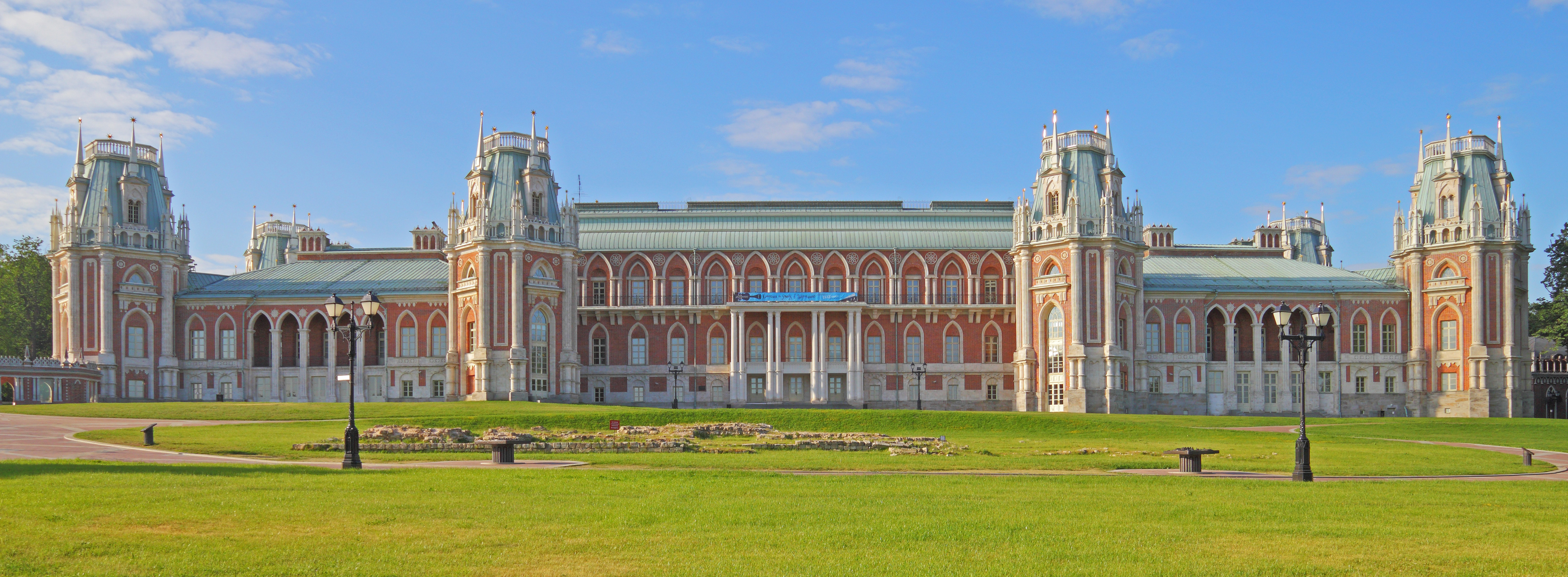
Zarizyno-Museum

Unter den vielen Museen der Stadt besonders sehenswert ist das „Puschkin-Museum für Bildende Künste“ mit hervorragenden Exponaten zur Kulturgeschichte des Altertums, zur Renaissance und einer breitgefächerten Gemäldesammlung vornehmlich westeuropäischer Künstler.
Die „Tretjakow-Galerie“ im historischen Stadtteil Samoskworetschje präsentiert als größtes Museum der russischen nationalen Kunst mehr als 100.000 Gemälde, Graphiken und Skulpturen vom 11. Jahrhundert bis zur Gegenwart. Die Galerie wurde 1902 durch den russischen Kaufmann Pawel Tretjakow (1832–1898) erbaut. Als ein leidenschaftlicher Sammler begann Tretjakow 1856, die Werke zeitgenössischer russischer Maler zu erwerben. 1892 betrug seine Sammlung, die nun auch Ikonen umfasste, ungefähr 2000 Werke. Im selben Jahr schenkte er seine Sammlung der Stadt Moskau.
Nach Tretjakows Tod wurde das Museum von der Stadtduma geleitet. Zu den Mitgliedern der Duma gehörten meist russische Künstler wie Ilja Ostruchow. Nach der Oktoberrevolution im Jahre 1917 erlangte die Galerie nationalen Status. 1920 bis 1930 wurden Sammlungen zahlreicher anderer Museen in die Tretjakow-Galerie übertragen. Mitte der 1930er Jahre erfolgten wegen des mit dem ständigen Zuwachs einhergehenden Raummangels umfangreiche Erweiterungen. Auf Grund des Besucherandrangs erfolgte in den 1980er und 1990er Jahren ein weiterer Um- und Ausbau. 1995 öffnete eine Abteilung für Moderne Kunst.
Einen Besuch wert ist auch das Panorama der Schlacht von Borodino, geschaffen von Franz Roubaud (1856–1928), im Borodino-Panorama-Museum, das Staatliche Historische Museum am Roten Platz oder eine der zahlreichen Kunstausstellungen.
Östlich des Stadtzentrums, im früheren Andronnikow-Kloster, befindet sich das Museum des Malers Andrei Rubljow (1360–1430), in dem der Meister der russischen Ikonenmalerei und Begründer der Moskauer Malschule im 15. Jahrhundert als Mönch lebte, starb und auch beigesetzt wurde. Das Museum beherbergt Ikonenmalerei des 14. bis 17. Jahrhunderts.
Eines der schönsten Klöster Moskaus ist das Nowodewitschi-Kloster am rechten Moskwa-Ufer südwestlich des Stadtzentrums. Es war für 400 Jahre Zeuge historischer Ereignisse in Zusammenhang mit Persönlichkeiten wie Iwan der Schreckliche, Boris Godunow und Peter der Große. Die architektonische Gesamtheit des Klosters entstand Ende des 17. Jahrhunderts und ist bis heute eines der Besten seiner Art in ganz Russland. In der Smolensker Kathedrale ist eine wertvolle Wandmalerei des 16. Jahrhunderts und eine prächtige Ikonostase mit den Ikonen der bekanntesten kaiserlichen Herrschaften jener Zeit zu besichtigen. In der Nähe des Klosters liegt der Nowodewitschi-Ehrenfriedhof, auf dem zahlreiche berühmte Persönlichkeiten ihre letzte Ruhestätte gefunden haben.

### Bauwerke
Zu den zahlreichen sehenswerten Bauwerken gehören viele Zeugnisse der Baukunst aus Vergangenheit und Gegenwart, Denkmäler berühmter Schriftsteller, Gelehrter und Staatsmänner sowie Monumente und Denkmäler zu Ehren großer historischer Ereignisse. Der Kreml und der Rote Platz stehen seit 1990 auf der UNESCO-Liste des Weltkulturerbes. Allein die Russisch-Orthodoxe Kirche hat seit 1990 im Großraum Moskau etwa 1000 Kirchen renoviert und 200 neue Kirchen gebaut.

#### Der Kreml

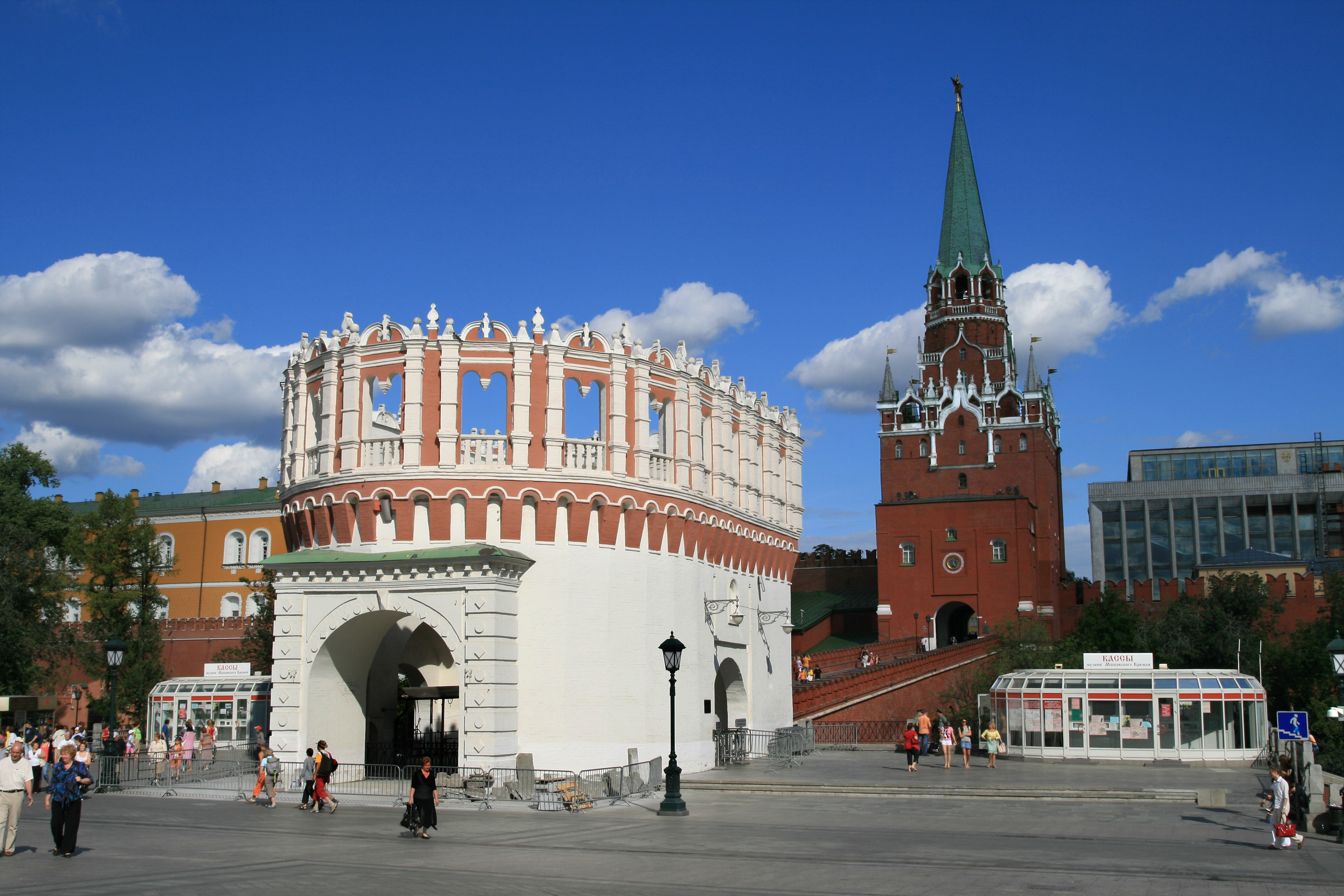
Besuchereingang des Kremls

Ein bedeutsames Bau- und Geschichtsdenkmal ist der Kreml, der älteste Teil Moskaus. Dort befindet sich der Sitz des russischen Präsidenten. Die bis auf den heutigen Tag erhalten gebliebenen Mauern und 19 Türme wurden im 15. Jahrhundert errichtet und waren damals eine beachtliche Befestigungsanlage.
Die ältesten erhaltenen Baudenkmäler sind die Mariä-Entschlafens-Kathedrale von 1479, die Verkündigungs-Kathedrale von 1489 und die Erzengel-Kathedrale aus dem Jahre 1509, die Mariä-Gewandniederlegungs-Kirche von 1486, der Facettenpalast aus dem Jahre 1491 sowie der 80 Meter hohe Glockenturm Iwan der Große (Kolokolnja Iwana Welikogo) von 1508.

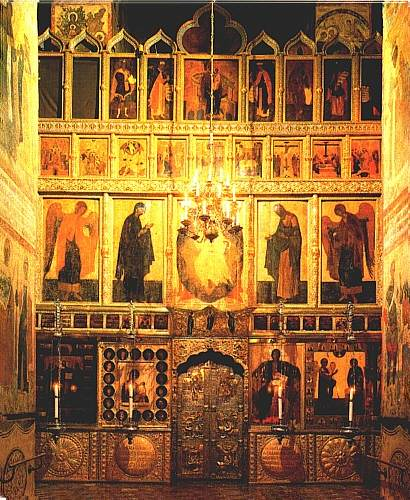
Ikonostase im Inneren der Mariä-Verkündigungs-Kathedrale

Später kamen die Kirche zu den zwölf Aposteln mit dem Patriarchenpalast und der Terem-Palast, beide erbaut im 17. Jahrhundert, das Arsenal von 1736, der Senatspalast aus dem Jahre 1787 und der 1849 vollendete Große Kremlpalast hinzu. Im Senatspalast lebte und arbeitete von 1918 bis 1922 Lenin. Sein dortiges Arbeitszimmer und Wohnung sind heute originalgetreu in Lenins ehemaliger Vorstadtresidenz Gorki Leninskije nachgestellt.

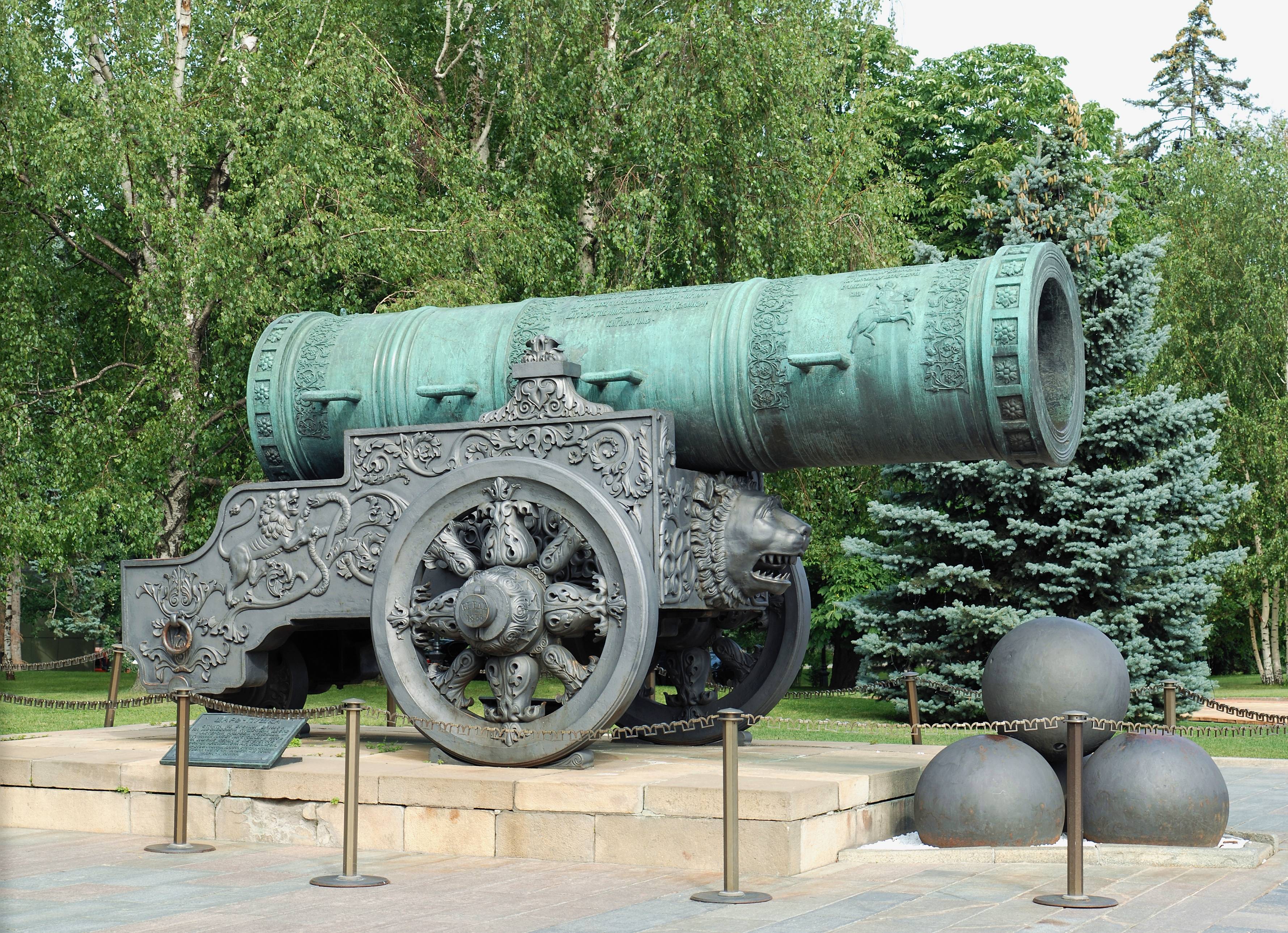
Zarenkanone im Kreml

Das Gebäude der Rüstkammer von 1851 enthält ein einzigartiges Museum mit Sammlungen alter Waffen und Kriegstrophäen, der größten Sammlung von Zarengewändern, Insignien, Thronsesseln, Kutschen und anderen Meisterstücken des russischen und ausländischen Kunsthandwerks, die mit der Geschichte Russlands verbunden sind. Unweit des Glockenturms Iwan der Große stehen die Zarenkanone und die Zarenglocke, einzigartige Denkmäler der russischen Gießerkunst des 16. bis 18. Jahrhunderts.
1961 wurde auf dem Kreml-Gelände der Kongresspalast errichtet, ein sachlicher und zugleich festlicher Bau, dessen großer Saal ein Fassungsvermögen von 6000 Personen hat. Hier finden wichtige öffentliche Veranstaltungen und internationale Kongresse statt, aber auch Schauspiele sowie Opern- und Ballettaufführungen des Bolschoi-Theaters.

#### Der Rote Platz

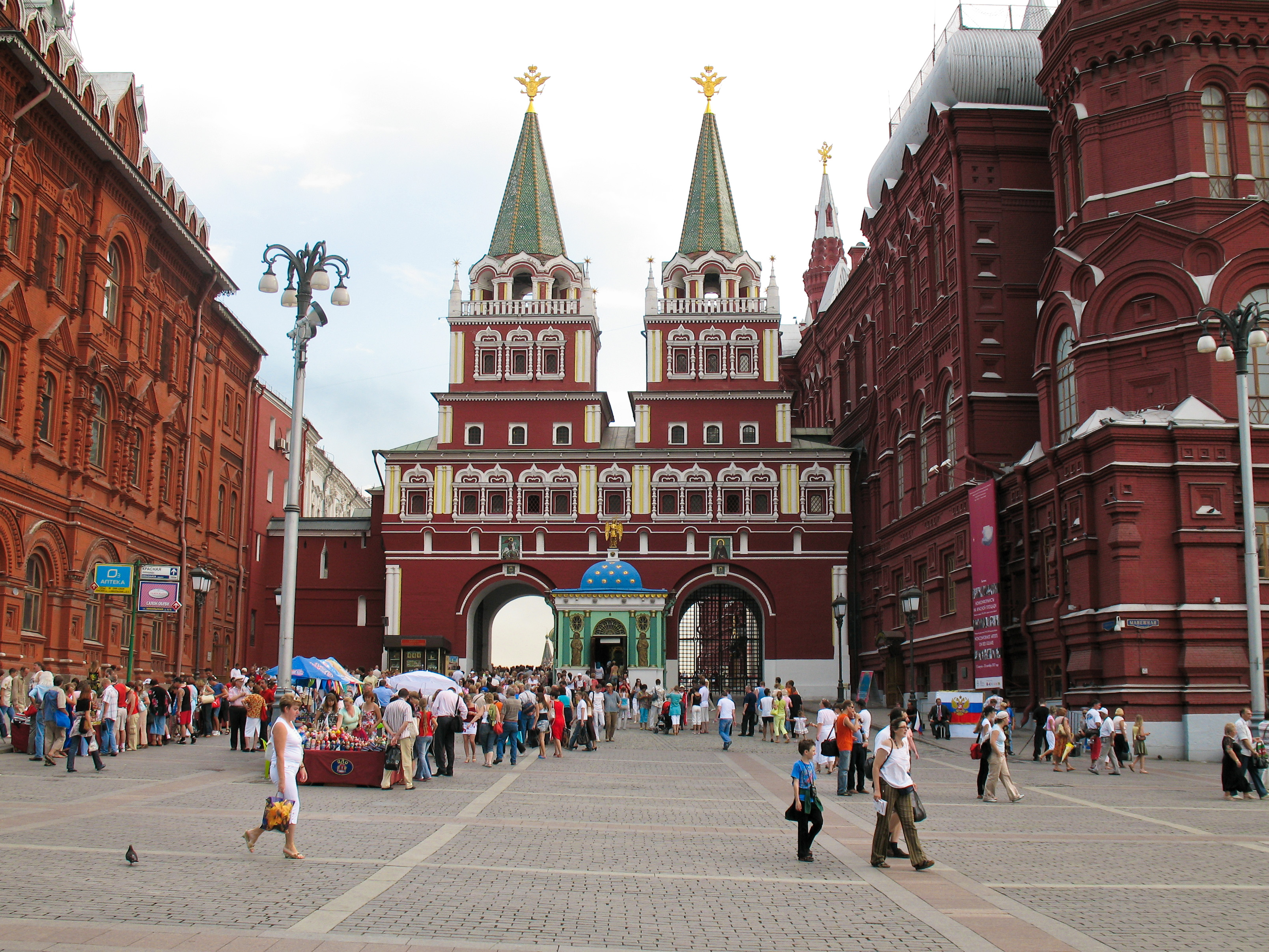
Auferstehungstor am Roten Platz

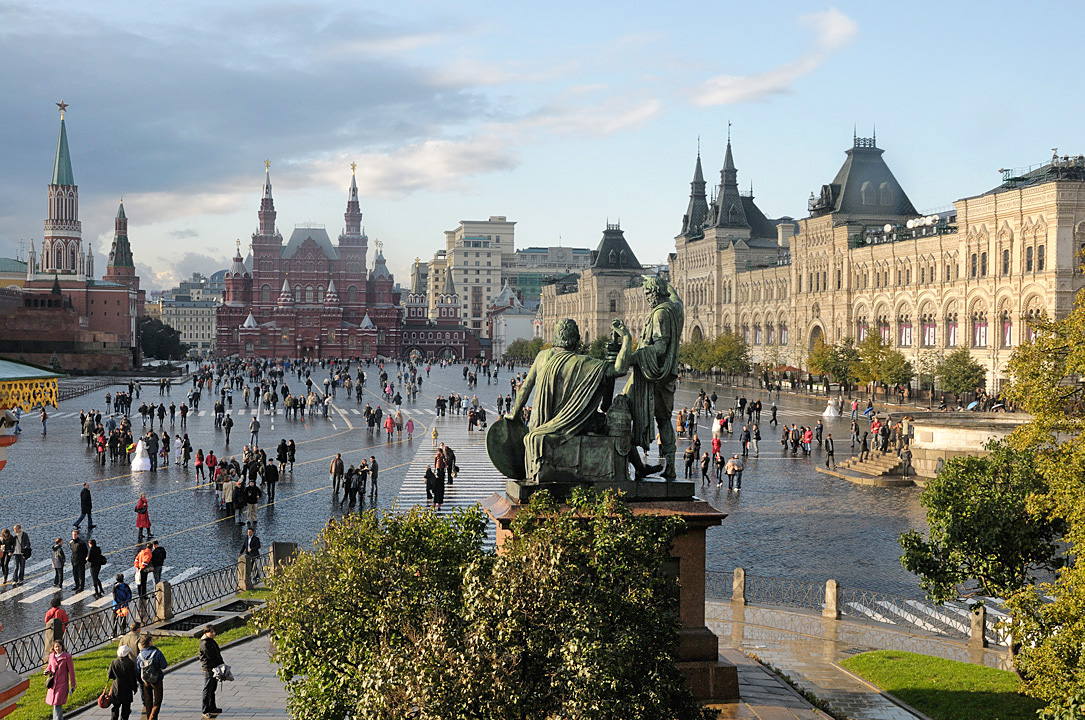
Roter Platz, Blickrichtung Nord

An den Kreml grenzt der Rote Platz, der Hauptplatz Moskaus, auf dem sich das Lenin-Mausoleum befindet. Der Name leitet sich vom russischen Krasnaja Ploschtschad ab. Die Bezeichnung Roter Platz ist nicht politisch (aus der Zeit der Sowjetunion) motiviert und bezieht sich nicht auf die Farbe der Kremlmauern und -türme, deren Anstrich bis zum 19. Jahrhundert weiß war. Die Bezeichnung stammt aus dem 16. Jahrhundert und bedeutet eigentlich „Schöner Platz“. Obwohl krasnaja auf Altrussisch „schön“ bedeutete, ist „rot“ die Hauptbedeutung dieses Wortes im heutigen Russischen geworden. Die Bezeichnung des Platzes wird meistens auch von den Russen in dem neuen Sinne verstanden und wird dementsprechend im Deutschen mit „rot“ übersetzt.
Neben dem Platz befinden sich einige Gräber. In die Kremlmauer sind Urnen mit der Asche berühmter Persönlichkeiten aus Politik, Wissenschaft und Kultur eingelassen; beispielsweise von Josef Stalin und Juri Gagarin. Auf dem Roten Platz stehen die Basilius-Kathedrale, errichtet 1561, sowie ein Denkmal für Kusma Minin und Fürst Dmitri Poscharski, die Führer der Volkswehr von Nischni Nowgorod und Helden des Befreiungskrieges gegen die polnisch-belarussische Intervention zu Beginn des 17. Jahrhunderts; das Denkmal (siehe hierzu Minin-und-Poscharski-Denkmal) wurde 1818 von Iwan Petrowitsch Martos (1754–1835) fertiggestellt.
Weitere markante Bauwerke am Roten Platz sind das Warenhaus GUM und das Gebäude des Historischen Museums – beide Ende des 19. Jahrhunderts in einem stark an die altrussische Baukunst angelehnten Stil errichtet – sowie die Kasaner Kathedrale, die ursprünglich Anfang des 17. Jahrhunderts erbaut, zu Sowjetzeiten abgerissen und 1993 wiederaufgebaut wurde. Ebenfalls in den 1930er-Jahren zerstört und nach Zusammenbruch der Sowjetunion wiederaufgebaut worden ist das Auferstehungstor aus dem Jahr 1680, das sich am nördlichen Zugang zum Roten Platz befindet.
An der Kremlmauer befindet sich im Alexandergarten das Grabmal des unbekannten Soldaten, ein 1967 errichtetes Ehrenmal für die Gefallenen des Zweiten Weltkrieges. Ganz in der Nähe des Kreml und des Roten Platzes, angrenzend an das ehemalige Hotel Rossija, sind einige der ältesten Steinbauten des Kitai-Gorod, der Moskauer Altstadt, erhalten geblieben – unter ihnen Baulichkeiten des alten Zarenhofs, erbaut zwischen dem 16. und 18. Jahrhundert, das Haus des Bojaren Romanow, die Annen-Kirche aus dem 15. Jahrhundert sowie andere interessante Kirchen und Häuser.

#### Die Twerskaja-Straße

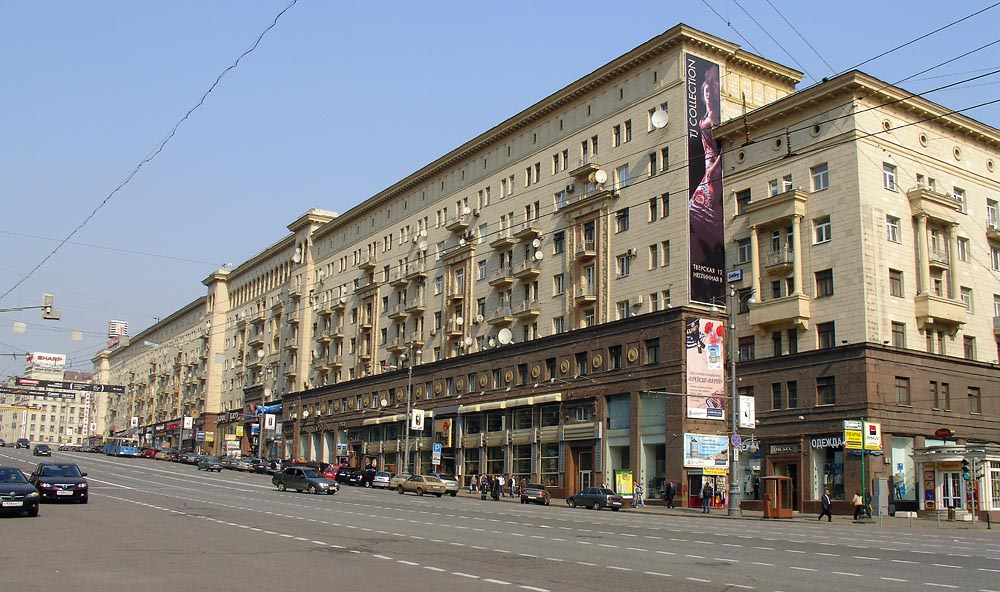
Twerskaja-Straße

Der Weg nach Twer und weiter nach Sankt Petersburg nimmt an der Twerskaja-Straße, nur ein paar Hundert Meter von der Kremlmauer entfernt, seinen Anfang. Hier fuhr einstmals Tatjana Larina, die Heldin des Romans in Versen „Eugen Onegin“ von Alexander Puschkin (1799–1837), in die Stadt ein. In den 1930er- und 1940er-Jahren wurde die Straße erweitert und mit neuen Gebäuden bebaut, einige alte sind von ihrem Standort hin bewegt und in die Tiefe der Wohnviertel verschoben worden. Die Straße ist heute ein Sammelort von luxuriösen Hotels, Bars, Restaurants und Einzelhandels-Geschäften.
1782 ist hier nach einem Entwurf des Architekten Matwei Kasakow (1733–1812) das Rathaus der Stadt Moskau errichtet worden. Gegenüber dem Rathaus erhebt sich das Reiterstandbild des Begründers der Stadt Juri Dolgoruki. Die Denkmäler der russischen Dichter Alexander Puschkin und Wladimir Majakowski (1893–1930), hergestellt durch die Bildhauer Alexander Opekuschin 1880 beziehungsweise Alexander Kibalnikow 1958, stehen an der Kreuzung der Straße mit dem Boulevard- und dem Gartenring.

#### Boulevard- und Gartenring

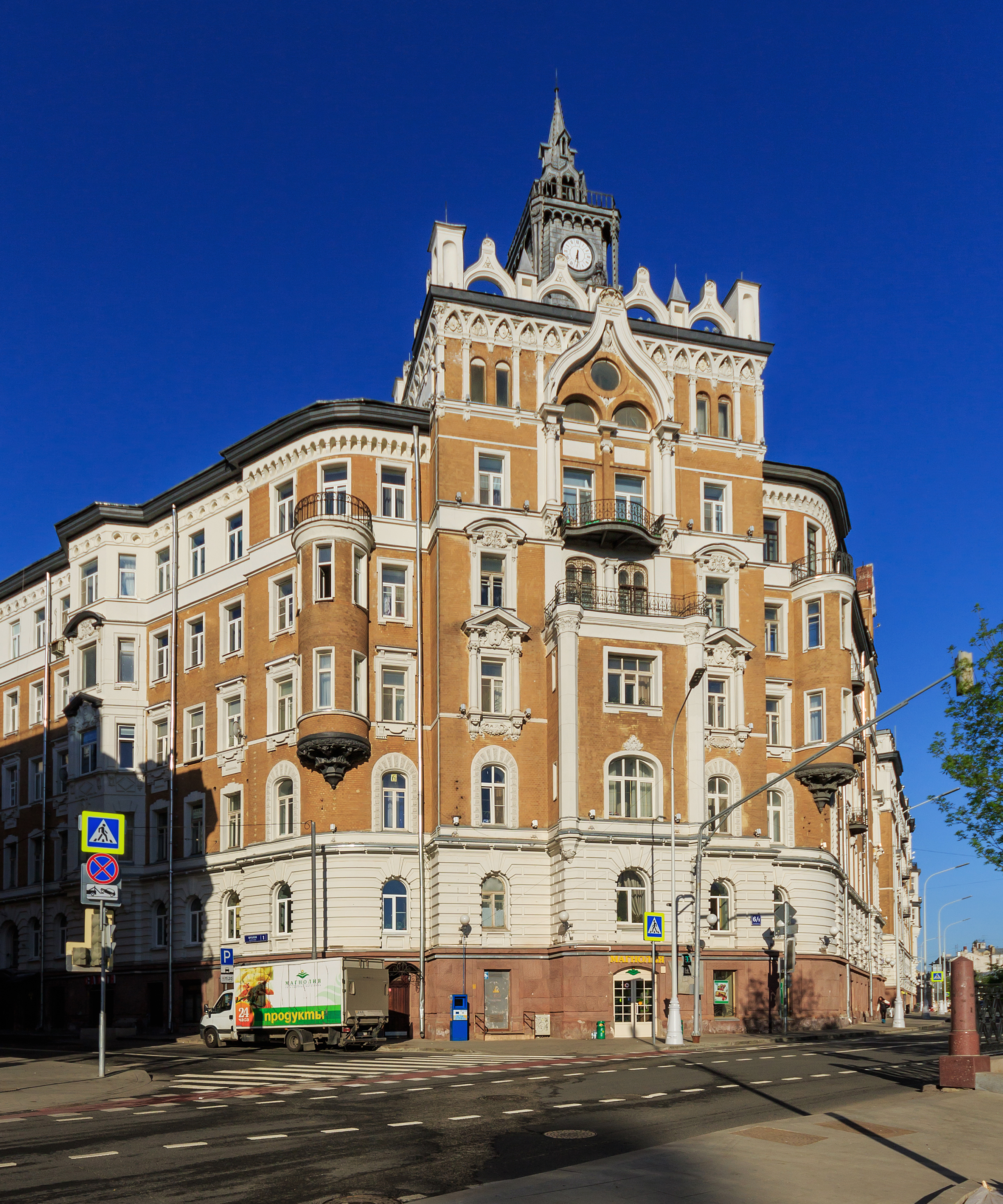
Ein Jugendstilgebäude am Boulevardring

Straßen und Plätze des Stadtkerns umrahmen zahlreiche weitere Bau- und Geschichtsdenkmäler des 15. bis 18. Jahrhunderts. Ende des 16. Jahrhunderts wurde das Zentrum Moskaus mit einer neun Kilometer langen und rund 30 Türme zählenden Stadtmauer umgeben, die nicht erhalten blieb. An ihrer Stelle entstand der Boulevardring.
Jenseits der Stadtmauer umzog die Stadt zusätzlich ein etwa 16 Kilometer langer Erdwall mit Palisaden und hölzernen Wehrtürmen. Den einstigen Verlauf des Wallgrabens markiert heute der Gartenring, von dem sternförmig die größten Straßen Moskaus abgehen. Der Komsomolskaja-Platz etwas außerhalb des Gartenringes stellt das Haupteisenbahntor der Hauptstadt dar und ist einer der belebtesten Orte Moskaus. Von den drei hier gelegenen Bahnhöfen laufen Eisenbahnstrecken nach unterschiedlichen Richtungen auseinander.
Das Bauensemble des Platzes ist beeindruckend. An seiner Schaffung nahmen berühmte Architekten teil. Konstantin Thon entwarf den 1851 fertiggestellten Nikolai-Bahnhof (heute Leningrader Bahnhof), Fjodor Schechtel den Jaroslawler Bahnhof von 1904, Alexei Schtschussew das 1926 eröffnete Gebäude des Kasaner Bahnhofs und das Klubgebäude und Leonid Poljakow das 28-geschossige Hotel „Leningradskaja“ von 1953.

#### Moscow City
Fünf Kilometer westlich vom Kreml befindet sich das im Bau befindliche Stadtviertel Moscow City. Bereits in den 1990er-Jahren hatte man in Moskau von einem „russischen Manhattan“ geträumt, doch wegen Geldmangel wurde das Projekt zunächst gestoppt. Mit dem Wirtschaftsaufschwung und durch private Investitionen wurde im Jahr 2001 der erste Wolkenkratzer fertiggestellt, nun befinden sich fast alle Projekte im Bau. Damit sollte die riesige Nachfrage nach Bürogebäuden in Moskau gedeckt werden. Die Fertigstellung aller Gebäude war ursprünglich bereits für das Jahr 2012 geplant; die Kosten belaufen sich auf über zwölf Milliarden US-Dollar.
Zu Moscow City gehören auch die von deutschen Architekten entworfenen „Federazija“-Zwillingstürme, auf Deutsch „Föderation“, für die 2005 der Grundstein gelegt wurde. Im Zuge der Finanzkrise wurde im Dezember 2009 jedoch bekannt, dass beide Türme des „Federazija“ nur 243 Meter hoch sein werden statt der ursprünglich geplanten 360 Meter (mit Antenne 506 Meter) für einen der beiden Türme. Höchstes Gebäude Moskaus (und Europas) blieb damit der 339 Meter hohe Mercury City Tower. 2017 wurde jedoch einer der beiden Federazija-Türme mit einer Höhe von 374 Metern fertiggestellt, während der kleinere Turm bei 243 Metern verblieb.

#### Weitere Bauwerke

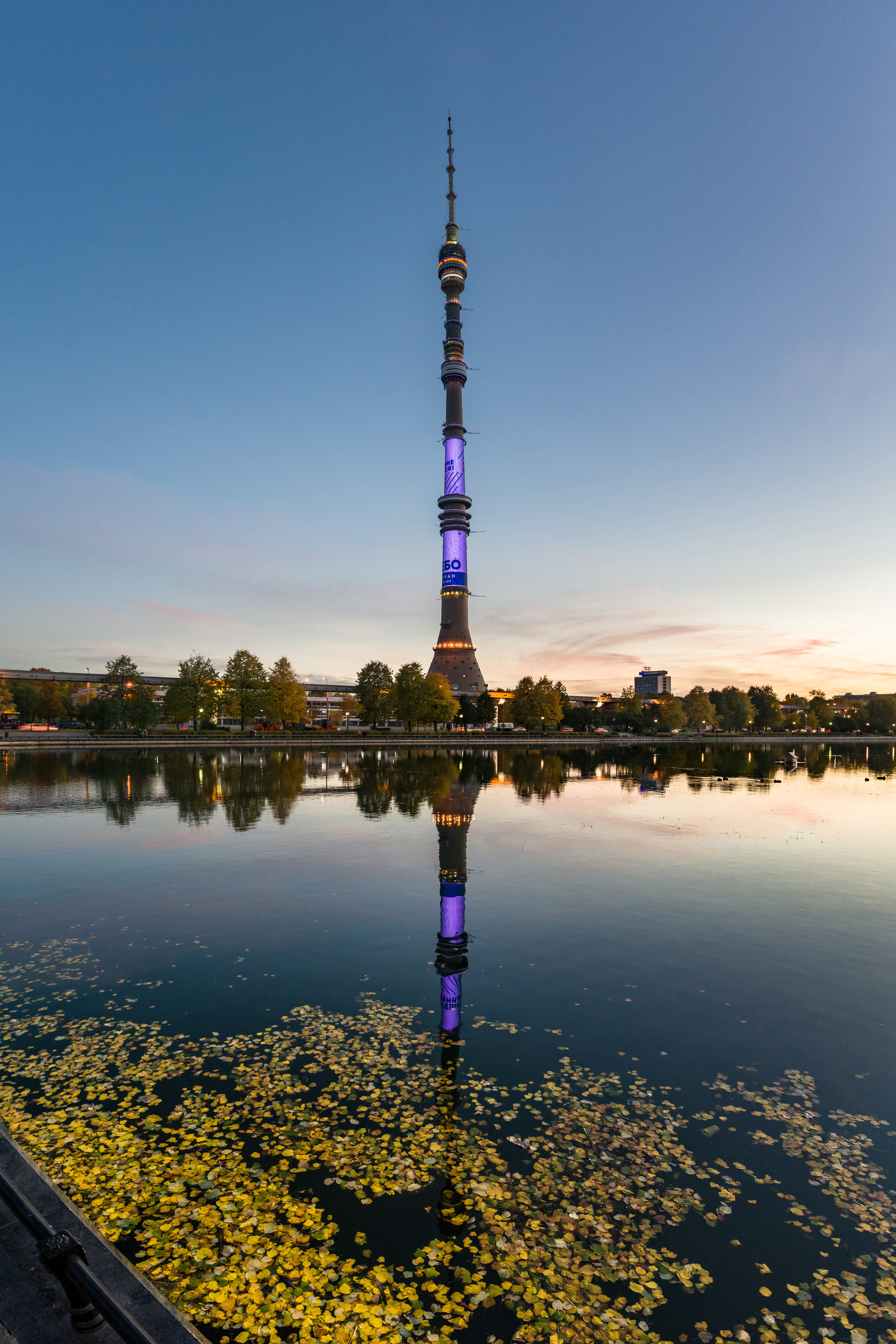
Ostankino-Fernsehturm

Sehenswert sind des Weiteren das „Schloss Ostankino“, ein einmaliges Architekturdenkmal des 18. Jahrhunderts; der Ostankino-Fernsehturm von 1967; der Schuchow-Radioturm aus dem Jahre 1922 und der ihm nachempfundene, 2006 fertiggestellte Oktod-Sendeturm; das zwischen 1888 und 1893 erbaute Warenhaus GUM am Roten Platz, das größte seiner Art in Russland; der Arbat, ein altes historisches Stadtviertel, 1493 das erste Mal erwähnt; die Christ-Erlöser-Kathedrale, im Jahre 2000 wiedereröffnet; sowie die sieben „Wolkenkratzer“, erbaut im Zuckerbäckerstil, auch „Stalinfinger“ oder „Sieben Schwestern“ genannt, wie zum Beispiel das Hotel Ukraina, das Außenministerium und die Lomonossow-Universität.
Mit einer Höhe von 537 Metern ist der Moskauer Fernsehturm in Ostankino der zweithöchste der Welt. Das Ausflugsziel im Norden der Stadt wurde in der Zeit von 1960 bis 1967 erbaut. Nach dem Brand im August 2000 wurde die Aussichtsplattform im Juni 2001 in 337 Metern Höhe wiederhergestellt und ist nach längerer Schließung inzwischen wieder für Besucher zugänglich. Mehrere Schnellaufzüge befördern die Touristen innerhalb von 58 Sekunden in die Höhe. Bei Sturm kann die Turmspitze mehr als zehn Meter ausschwingen.
Direkt neben dem Fernsehturm und dem Ostankino-Fernsehzentrum befindet sich der alte Adelssitz Ostankino. In vergangenen Epochen hatte das Schlösschen der russischen Fürstenfamilie Scheremetew als Landsitz gedient. Nach der Oktoberrevolution war hier das „Museum für das Kunstschaffen der Leibeigenen“ eingerichtet worden.
Die Lomonossow-Universität befindet sich etwas außerhalb des Stadtzentrums. Über der Moskwa unverkennbar auszumachen das 240 Meter hohe Zentralgebäude der Universität, 1949 bis 1953 errichtet, um das sich vier 17-stöckige Seitenflügel gruppieren. Etwa 30.000 Studenten sind hier eingeschrieben und um jeden der rund 45.000 Räume aufzusuchen, müsste man einen Weg von 145 Kilometern zurücklegen. Ganz in der Nähe liegt der Luschniki-Sportpark – wichtigster Austragungsort der Olympischen Spiele 1980 – mit dem 84.000 Gäste fassenden Luschniki-Stadion, erbaut in den Jahren 1955 und 1956, mehreren kleineren Wettkampfanlagen und dem Sportpalast Luschniki für 17.000 Zuschauer.
Das rund 95 Meter hohe Denkmal für Peter I. an einer Flussteilung der Moskwa zählt zu den höchsten Statuen der Welt.

### Parks

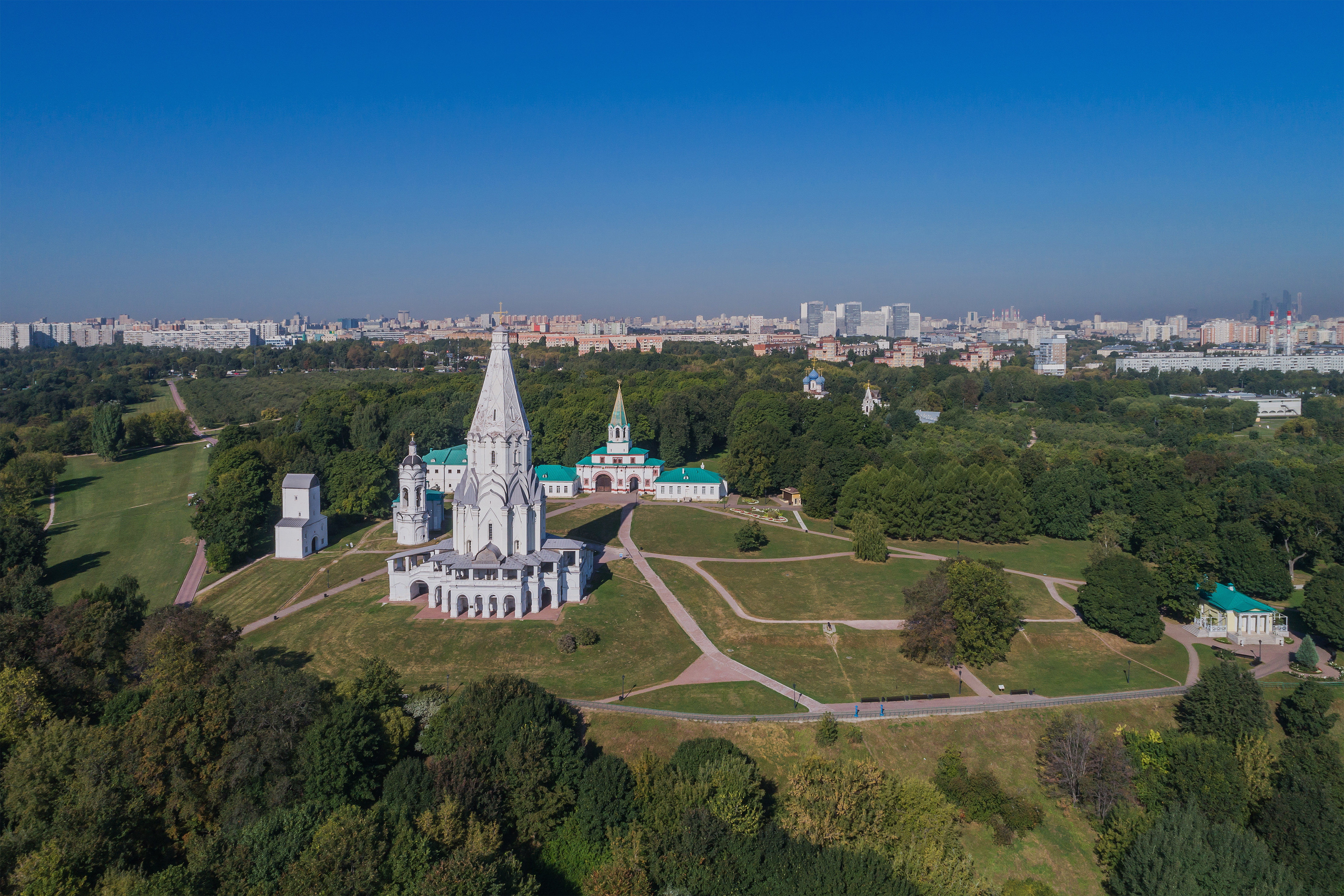
Freilichtmuseum Kolomenskoje

Der „Gorki-Park für Kultur und Erholung“ ist der populärste unter den rund 100 Parks in Moskau. Er befindet sich im Zentrum der Stadt, am Ufer der Moskwa. Hier gab es zahlreiche Attraktionen, eine Bootsstation, Bars, Restaurants, Cafés und im Winter Eisbahnen. Seit dem Sommer 2011 wurden die Attraktionen aus Sicherheitsgründen abgebaut. Es soll eine „Grünfläche“ entstehen.
Auf den Freilichtbühnen treten hier Künstler auf, an Festtagen finden Volksvergnügungen statt und werden farbenprächtige Feuerwerke abgebrannt. Den älteren Teil des Parks bildet der Lustgarten (Neskutschny sad) mit malerischen Hügeln, Hainen und kleinen Brücken. Hier befanden sich im 18. Jahrhundert die Gutsgärten des Moskauer Adels. Weiter südlich geht der Lustgarten in die Sperlingsberge (Worobjowy gory) über, eine dicht durchgrünte Hügellandschaft, von der aus sich ein Ausblick auf das Stadtzentrum Moskaus eröffnet.
Im Südosten der Stadt findet sich über der Moskwa der Park von Kolomenskoje, heute ein Freilichtmuseum. Berühmt ist hier vor allem die Christi-Himmelfahrtskirche, die erste russische Zeltdachkirche aus Stein.
Im Nordosten der Stadt befindet sich der etwa 300 Hektar große „Sokolniki-Park für Kultur und Erholung“ in herrlicher Waldlandschaft. Größter Moskauer Erholungspark – er umfasst rund 1800 Hektar – ist, ganz am nordöstlichen Stadtrand gelegen, der „Park von Ismailowo“, die einstige Vergnügungsstätte der letzten Zarendynastie; einige wenige Feudalbauten, unter anderen eine barocke Kathedrale vom Ende des 17. Jahrhunderts, haben sich zwischen modernen Cafés, Pavillons und ähnlichem noch erhalten.
Erwähnenswert sind weiterhin der Park von Kuskowo im Osten der Stadt – ein Schlosspark, teilweise im englischen und französischen Stil errichtet – sowie die Parks von Zarizyno, Fili und Ostankino mit dem angeschlossenen Botanischen Garten.

## Sport

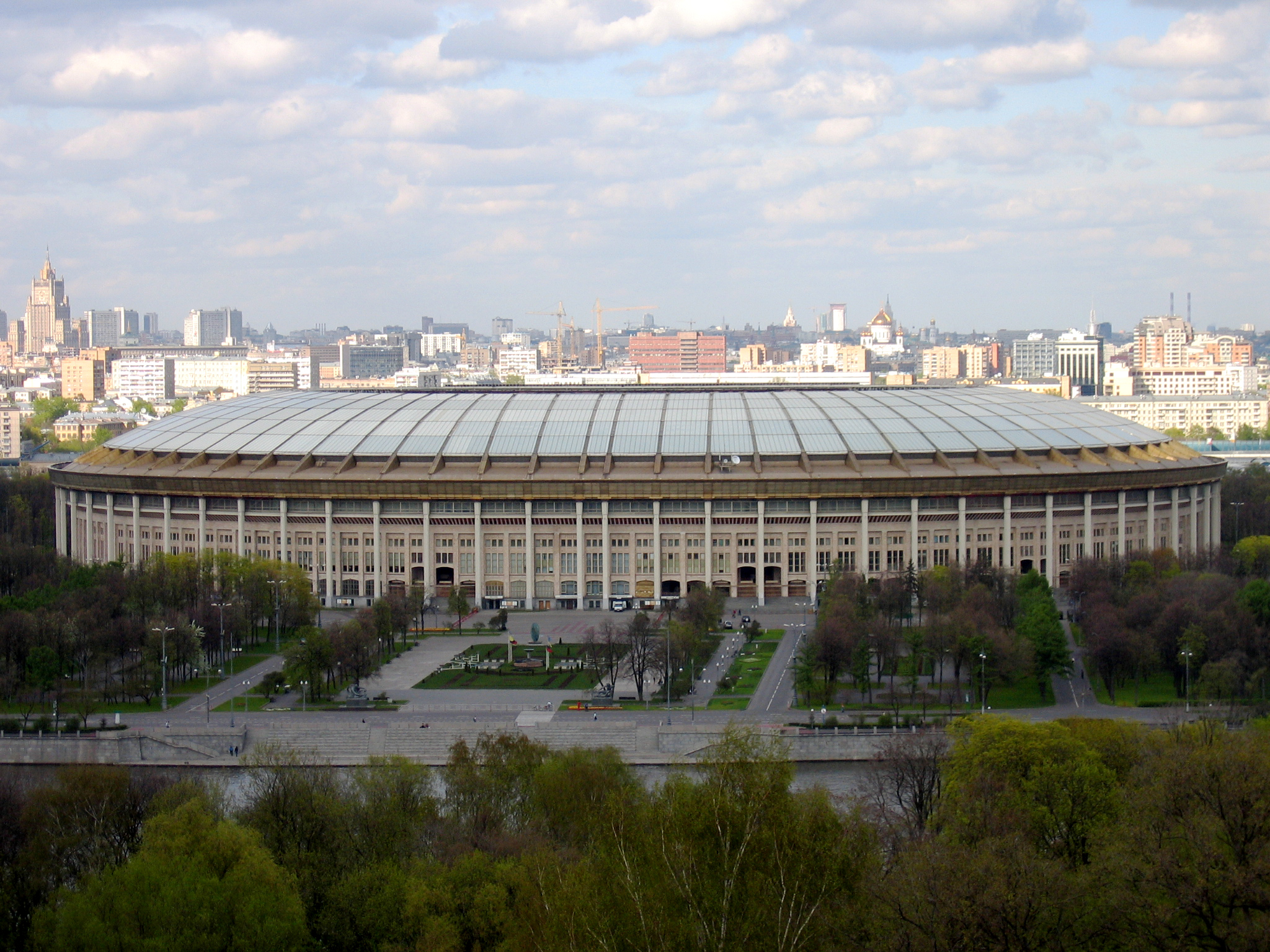
Luschniki-Stadion

Die Stadt Moskau war im Laufe ihrer Geschichte immer wieder Austragungsort von Welt- und Europameisterschaften und anderen internationalen Wettkämpfen, wie der XXII. Olympischen Spiele 1980. Die Stadt besitzt mehr als 6000 sportliche Einrichtungen, unter ihnen etwa 100 Stadien, sechs Sportpaläste, über 180 Schwimmhallen, mehr als 2500 Sportsäle und Turnhallen, 3500 Sportplätze, den Ruderkanal Krylatskoje, mehrere Sportkomplexe, ein Wasserstadion, die Radrennbahn Velodrom von Krylatskoje und 60 Schießsportplätze.
Die größten Stadien der Hauptstadt sind:
- das Luschniki-Stadion mit 84.000 Plätzen, das 1956 eröffnet und für die Olympischen Spiele 1980 ausgebaut wurde;
- das Dynamo-Stadion mit 51.000 Plätzen, hat außer der eigentlichen Arena Sportsäle, Schwimmbecken, Spielfelder, Trainingsplätze etc.;
- das neue Lokomotive-Stadion, das im Jahre 1923 erbaute Oval des Clubs Lokomotive Moskau, welches zu Beginn des neuen Jahrtausends einer Generalüberholung unterworfen wurde. Heute hat das Stadion eine Kapazität von 33.979 Plätzen.

Auch wird die Rekonstruktion der Territorien und der darauf befindlichen Stadien „Dynamo“ und „Imeni E. Strelzowa“ durchgeführt. Im August 2014 wurde das Stadion „Otkrytije Arena“ in Betrieb genommen, im August 2016 die „Arena ZSKA“, im Jahr 2017 „Luzhniki“. Im „Lokomotiw“ werden die Spiele der Premier-Liga durchgeführt. Im Jahr 2018 wurden „Luzhniki“ und „Otkrytije Arena“ zu Spielstätten der Fußball-Weltmeisterschaft 2018; in „Luschniki“ fand das Eröffnungsspiel und das Finale statt.
Das 1834 gegründete Hippodrom Moskau ist die älteste und größte Pferderennbahn in Russland. Im Juli 2016 wurde in Moskau die U-20-Handball-Weltmeisterschaft der Frauen 2016 ausgetragen.

### Schach
Moskau war Austragungsort der Schacholympiaden 1956 und 1994. Das Aeroflot Open ist ein Schachturnier, das jährlich in Moskau ausgerichtet und von der russischen Fluggesellschaft Aeroflot gesponsert wird. Es wurde 2002 erstmals ausgetragen und entwickelte sich zu einem der bestbesetzten Turniere des jeweiligen Jahres.

### Fußball
Mit dem Lokomotive-Stadion entstand eine der damals modernsten Arenen des Landes. Eingeweiht wurde es am 5. Juli 2002 mit dem Fußball-Ligaspiel Lokomotive Moskau gegen FK Uralan. Neben den Heimspielen des Clubs Lokomotive Moskau finden hier immer wieder auch Länderspiele der russischen Nationalmannschaft, Finalpartien des Russischen Fußballpokales sowie vereinzelte Europapokal-Spiele diverser Moskauer Clubs statt.
Die Moskauer Clubs dominierten über Jahrzehnte die höchsten sowjetische bzw. russische Fußballligen. Erst seit der neueren Zeit müssen sie sich der namhaften Konkurrenz aus St. Petersburg erwehren. Die wichtigsten Moskauer Fußballteams sind Spartak – Serienmeister in den 1990ern –, ZSKA, der den UEFA-Pokal 2004/05 gewann, Lokomotive – mehrfacher Pokalsieger –, Dynamo und Torpedo.
Moskau war einer der Austragungsorte der Fußball-Weltmeisterschaft 2018, als einzige Stadt mit zwei Stadien: das umgebaute Olympiastadion Luschniki und die 2014 errichtete Otkrytije Arena, die ebenfalls für den FIFA-Konföderationen-Pokal 2017. In Luschniki fanden bereits die Finalpartien des UEFA-Pokals 1998/99 und der UEFA Champions League 2007/08 statt.

### Basketball
Der russische Spitzenbasketballclub PBK ZSKA Moskau gewann die EuroLeague in den Jahren 2006, 2008 und 2016. Auch der MBK Dynamo Moskau konnte den ULEB Cup im Jahr 2006 gewinnen. Die Basketball-Weltmeisterschaften der Damen wurden 1959 und 1986 in der Stadt ausgetragen. Außerdem fanden die Basketball-Europameisterschaften der Herren 1953 und 1965 sowie EM der Damen 1952 in Moskau statt.

### Eishockey
In der Kontinentalen Hockey-Liga ist die Stadt durch die dominierende Mannschaft der sowjetischen Eishockeyliga HK ZSKA Moskau vertreten sowie durch HK Spartak Moskau und HK Dynamo Moskau. Außerdem ist der HK Krylja Sowetow Moskau in der Stadt ansässig. In Moskau wurde in den Jahren 1957, 1973, 1979, 1986, 2007 und 2016 um die Eishockey-Weltmeisterschaft gespielt. Der Iswestija Pokal wird im Rahmen der Euro Hockey Tour ausgerichtet und ist ein jährlich in Moskau und anderen russischen Orten stattfindendes Eishockeyturnier, an welchem normalerweise die Nationalmannschaften aus Schweden, Finnland, Russland (früher UdSSR) und Tschechien (früher ČSSR) teilnehmen. Auf dem Roten Platz wurde am 10. Januar 2009 das allererste KHL All-Star Game bei Temperaturen um −10 Grad Celsius vor 2.500 Zuschauern ausgerichtet.

### Bandy
Der Bandyverein Dynamo Moskau nimmt am Spielbetrieb der Superliga teil. Die Mannschaft gewann mehrfach die sowjetische bzw. russische Meisterschaft, konnte mehrmals den Bandy World Cup sowie den Europapokal gewinnen und trägt seine Heimspiele im Eispalast Krylatskoje aus. Moskau war Austragungsort der Bandy-Weltmeisterschaften 1965, 1973, 1989, 2008 und 2010.

### Tennis
Das erste internationale Tennisturnier in Russland, das Herren-Tennisturnier Kremlin Cup wird seit 1990 in der russischen Hauptstadt – in der Olympiahalle von Moskau, dem Sportkomplex Olimpijski – ausgerichtet. Auch Damen spielen um den Kremlin Cup, ein Damen-Tennisturnier der WTA Tour. Seit 2015 findet in Moskau ein jährlich ausgetragenes Turnier Hoff Open statt.

### Volleyball
Der Damen-Volleyballverein VK Dynamo Moskau spielt in der höchsten Spielklasse Russlands, der Superleague und ist mit elf Titeln die erfolgreichste Damenmannschaft der Volleyball Champions League. Auch die Männermannschaft gehört zu den besten Russlands.

### Handball
Im Feldhandball gewann MAI Moskau 1960 und Trud Moskau 1961 die nur sechsmal ausgetragene sowjetische Handballmeisterschaft der Männer. Im Hallenhandball wurde MAI Moskau 1965, 1968, 1970, 1971, 1972, 1974 und 1975 Meister. International triumphierte die Mannschaft im Europapokal der Landesmeister 1972/73 und im Europapokal der Pokalsieger 1976/77. 1971 wurde die Handballabteilung von ZSKA Moskau gegründet, die 1973, 1976, 1977, 1978, 1979, 1980, 1982, 1983 und 1987 die sowjetische Meisterschaft sowie 1994, 1995, 2000 und 2001 die russische Meisterschaft gewann. International errang ZSKA den Europapokal der Pokalsieger 1986/87 und den Europapokal der Landesmeister 1987/88. Im Jahr 2001 zog die Mannschaft ins 80 km entfernte Tschechow, wo sie seitdem als Medwedi Tschechow antritt. Die Handballabteilung von Spartak Moskau, 2018 und 2019 Vizemeister, tritt seit Sommer 2020 als GK ZSKA Moskau an.
Bei den Frauen wurde Trud Moskau 1962, 1963, 1964 und 1965 sowjetischer Meister. Zudem siegte das Team im Europapokal der Landesmeister 1962/63. Luch Moskau gewann 1968 die sowjetische Meisterschaft. Der 2019 gegründete Verein PGK ZSKA Moskau gewann 2021 als erste Moskauer Mannschaft die russische Meisterschaft.
Die Handballwettbewerbe der Olympischen Spiele 1980 wurden an zwei Orten ausgetragen: Im Sportpalast Sokolniki (im Zentrum von Moskau) und im Sportpalast Dynamo in Chimki (im Nordwesten Moskaus). Der Wettbewerb begann am 20. Juli 1980 und endete mit dem Finale am 30. Juli 1980. Die sowjetische Frauen-Handballnationalmannschaft gewann Gold, die sowjetische Männer-Handballnationalmannschaft Silber.

## Persönlichkeiten
Moskau ist Geburtsort zahlreicher prominenter Persönlichkeiten. Siehe: Liste von Söhnen und Töchtern Moskaus